# 名鐵特急

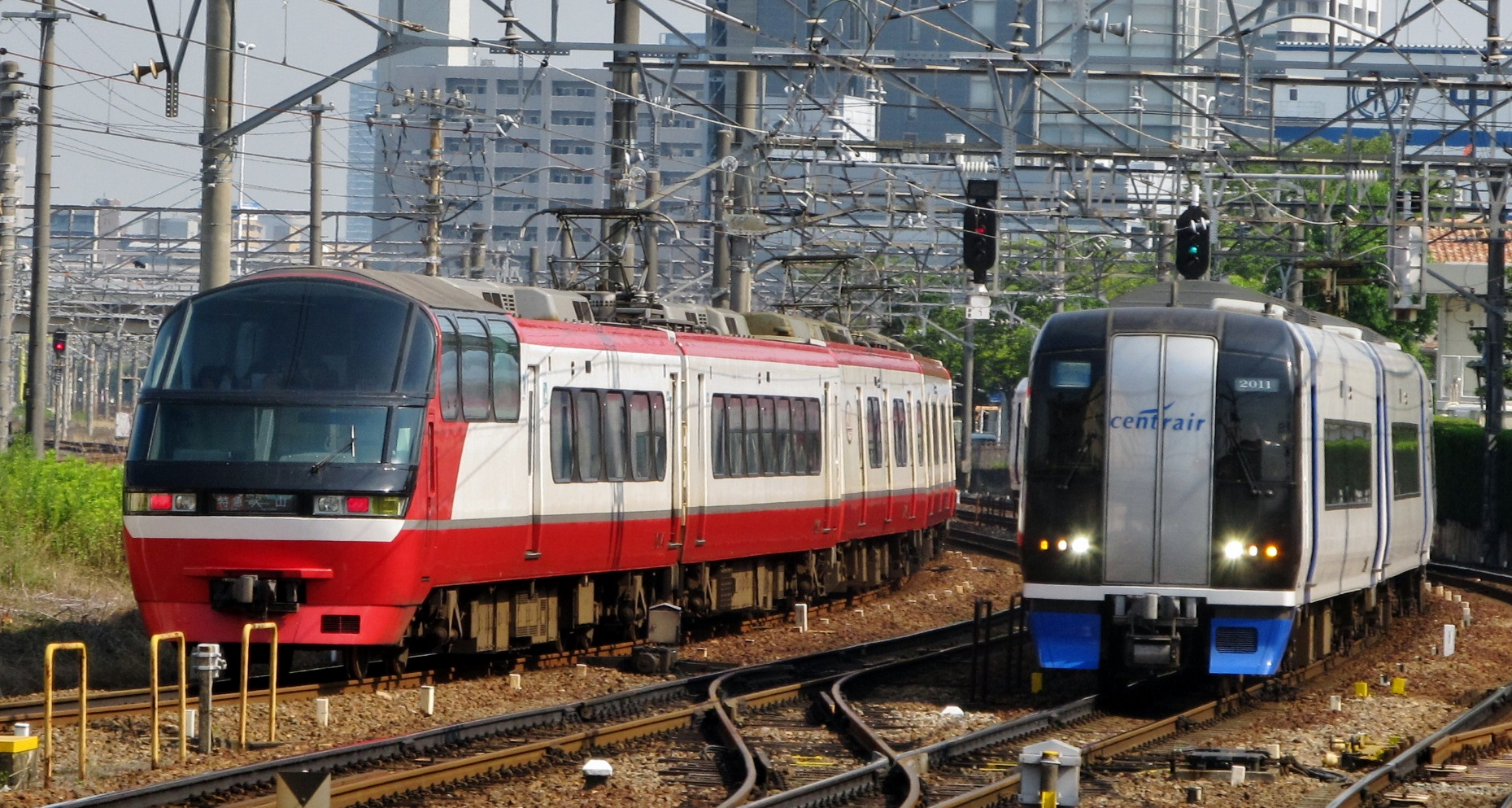
名鐵特急

名鐵特急（日语：／）是指由名古屋鐵道（名鐵）鐵路、軌道線上運行的「μ-SKY」、「快速特急（第2代）」和「特急」列車類別。此外，此條目會記述曾經在過去設立的列車愛稱（超特急「朝日」、特急「北阿爾卑斯」）及特急衍生類別（「高速」、2003年3月前的「快速急行」）。

## 概要

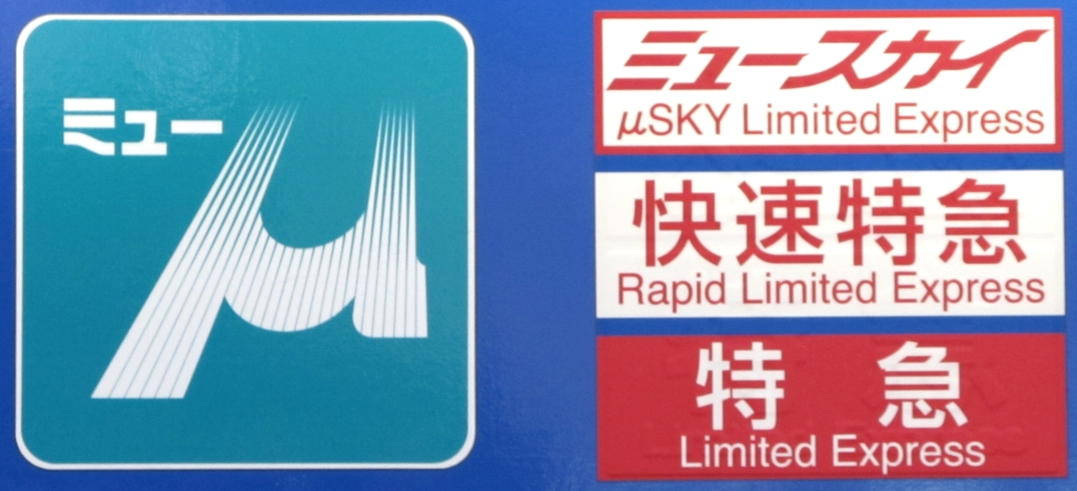
名鐵特急列車類別

名鐵設有「μ-SKY」（英語：μSKY Limited Express）、「快速特急（快速特別急行）」（英語：Rapid Limited Express）、「特急（特別急行）」（英語：Limited Express）列車連接名古屋市至沿線各城市、機場和觀光地點。當中「μ-SKY」列車相當於其他鐵路公司的全車座位指定列車，在名鐵中以「全車特別車」列車的名稱作稱呼。而「快速特急」和「特急」基本上會以特別車（指定席車輛）和一般車（自由席車輛）連結運輸，並以「一部特別車」（不同制度混結）列車的名稱作稱呼。另外，部分「特急」列車不會連結特別車（指定席），以「全車一般車」列車的型式存在。在乘位特別車時，除了乘車票（車費）外，還需要持有特別車輛票（「μ-Ticket」，舊稱「座位指定票」）。
有關於“特別車”與“一般車”的分別與「μ-Ticket」詳情，參閱「收費制度」。

## 運輸系統

### 常滑線・機場線（μ-SKY）

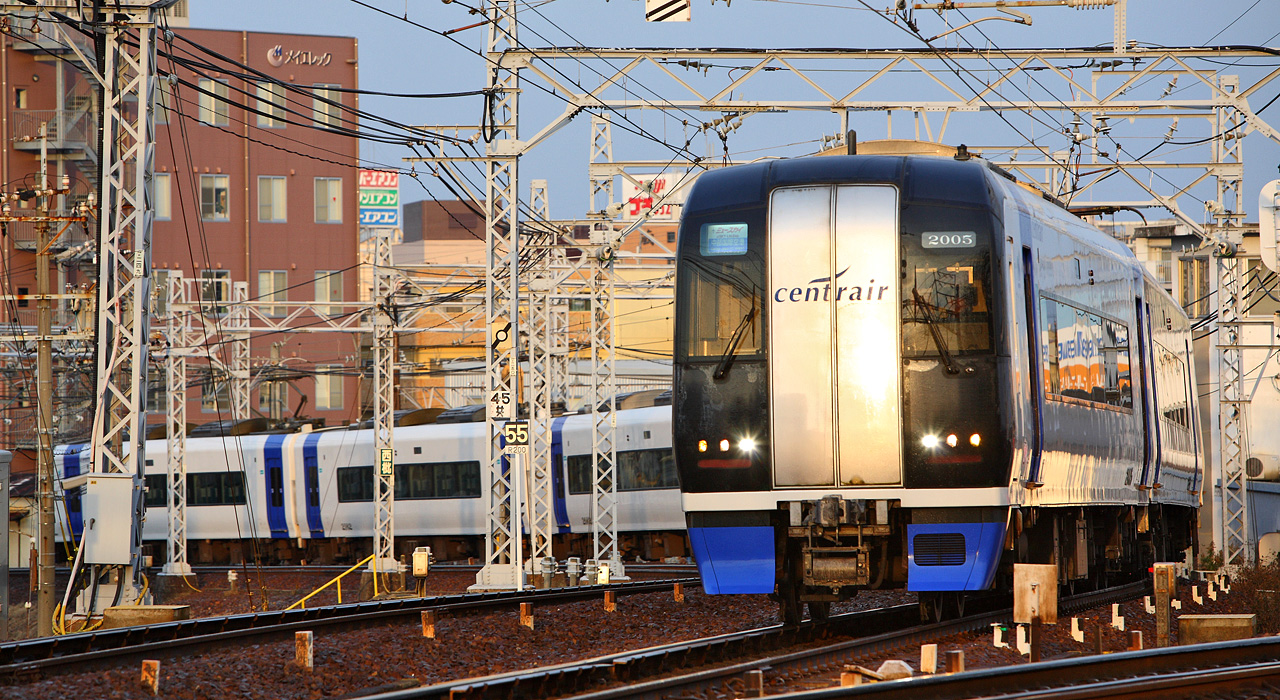
2000系「μ-SKY」

μ-SKY在常滑線、空港線神宮前站至中部國際機場站之間不停站運輸（部分除外），在名鐵名古屋站至中部國際機場站的所需時間最快只需28分鐘，為名鐵最優等列車。同時名鐵是唯一全車特別車的列車。
μ-SKY在機場線（常滑站－中部國際機場站之間）開業時登場。當初以全車特別車的「快速特急」名義運行，在2008年12月27日修正起使用2000系為定期列車，變更停車站，並以新類別「μ-SKY」的名義運行。隨後，在2011年3月26日修正中，削減名鐵岐阜站至名鐵名古屋站之間的直通班次，在日間時段以名鐵名古屋站為終點站，隨後折返機場（當中名鐵名古屋站～榮生站之間為不載客列車）。此外，在早上時時為了通勤乘客，增設數班列車來往岐阜、新鵜沼方向至名古屋、中部國際機場方向。
在日間，來往名古屋本線名鐵名古屋站至中部國際機場站之間，與犬山線新鵜沼站至中部國際機場站之間的列車班次各設有每時間1班。在早上和黃昏以後，於名鐵名古屋站折返的班次會延長至名鐵岐阜站。除此之外，另外加設從廣見線新可兒站出發（平日3班，假日1班），以及各務原線從三柿野站出發（只有508列車1班。在犬山站至中部國際機場站之間與新可兒站出發的列車結併）前往中部國際機場站的列車。上下行線都有區間運行的列車，在黃昏下行列車中，設有往「新鵜沼、新可兒」的結併列車（在平日下午5時時段至9時時段，假日下午5時時段至8時時段（機場出發時間））。
在日本盂蘭盆節及年尾年初，列車將會加班和增加車廂數目。在毎年夏天，於岐阜長良川舉行的全國煙花大會日時，將開設臨時μ-SKY，從名鐵岐阜站前往神宮前站（在2018年以後再沒有開設）。
停車站（名古屋本線系統）
名鐵岐阜站 - 名鐵一宮站 - 國府宮站 - 名鐵名古屋站 - 金山站 - 神宮前站 - （太田川站） - （尾張橫須賀站） - （朝倉站） - （新舞子站） - （常滑站） - 中部國際機場站
停車站（犬山線系統）
新可兒站 - 日本萊茵今渡站 - 可兒川站 - 西可兒站 - 犬山站（犬山站與新鵜沼方向的列車進行連結或分離）
三柿野站 → 新鵜沼站 - 犬山遊園站 - 犬山站 - （柏森站） - 江南站 - 岩倉站 - 名鐵名古屋站 - 金山站 - 神宮前站 - （太田川站） - （尾張橫須賀站） - （朝倉站） - （新舞子站） - （常滑站） - 中部國際機場站
- （　）為特別停車站
- 常滑站、新舞子站、朝倉站、尾張橫須賀站、太田川站各站在早上時段中設有上行4班列車進行特別停車。
- 柏森站於平日晚上設有1班從神宮前站出發的列車（463列車）進行特別停車。此列車在犬山線方向成為最尾班的特急列車。

### 名古屋本線（快速特急・特急）

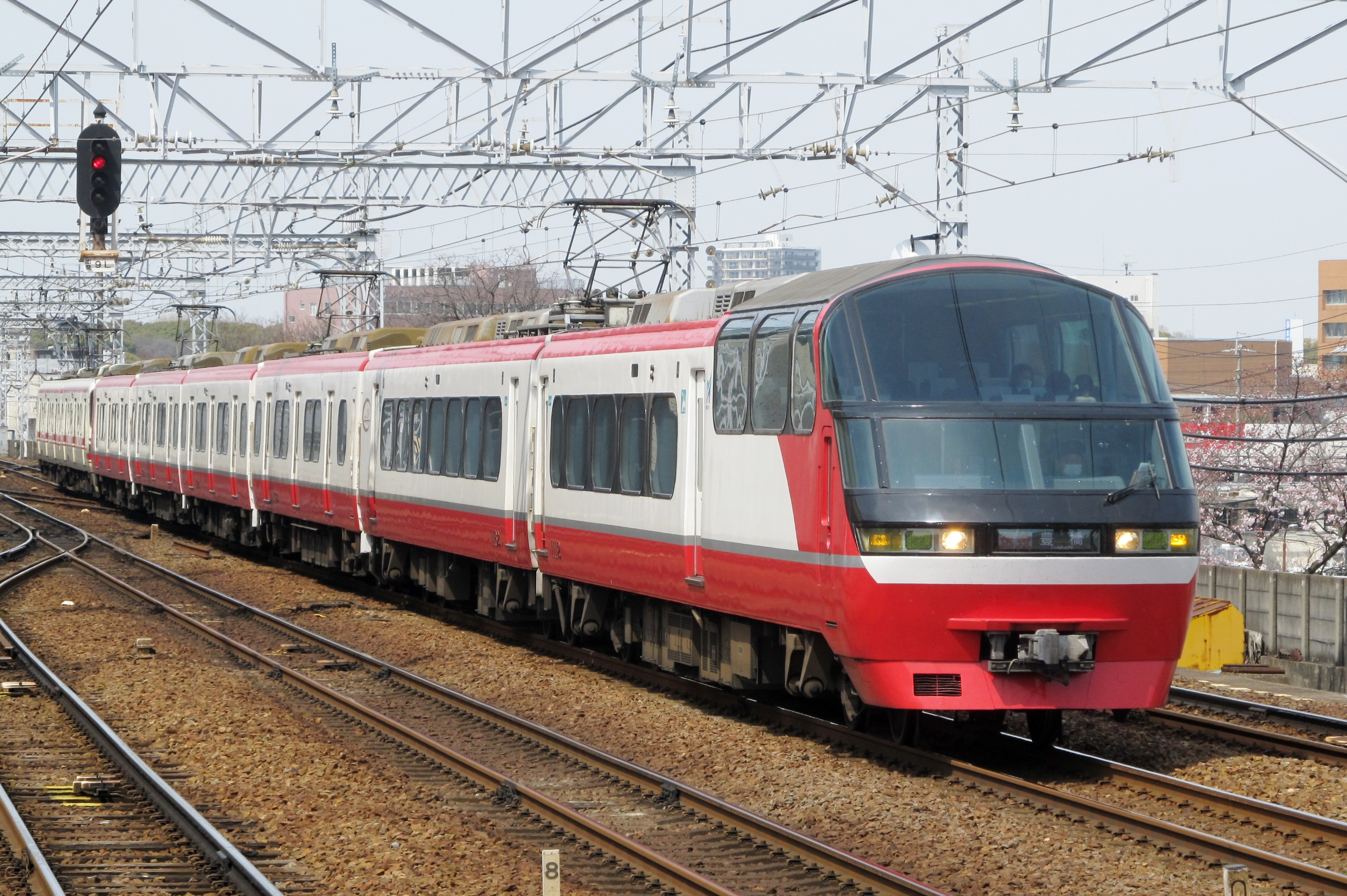
1000系「全景super」

行走名古屋本線整段（名鐵岐阜站－名鐵名古屋站－豐橋站之間）的系統，一般會稱呼為「本線特急」。現時基本上從岐阜往豐橋的班次為「快速特急」，從豐橋往岐阜班次為「特急」。
在1948年5月時間表修正，東西直通運輸開始時，此系統也開始運行。隨後在1965年的修正中，編制了毎小時4班列車體制，並連結了確保座位的車輛。當初確保座位特急是由國鐵直通至名鐵線的車輛Kiha8000系首先使用，設有早上1往返班次，隨後在1967年起「座位特急」的名稱用於7000系、7500系和7700系上。
在1977年3月至1990年10月之間，「特急」為設有座位指定的列車，而沒有座位指定的特急列車改稱為「高速」。在日間時段，「特急」和「高速」分別各設有毎小時2班列車。
在1990年10月修正中，「高速」再次整合至特急，並設立了部分指定席的特急（1999年5月起指定席車改名為特別車）列車，在日間時段運行部分指定席特急。在停車站方面，使用了舊特急的標準停車站（在1992年至1999年之間部分班次特別通過知立站），而舊高速的停車站國府宮（1999年升級為標準停車站）和新安城兩站成為了特別停車站，成為了現行特急列車的原型。當時在早上和黃昏時段還設有全車指定席特急和全車一般席特急，在1992年11月的修正起變更為部分指定席特急，在此修正中的1班全車一般席特急班次在1995年4月的修正中變更為「快速急行」（後述）。
在2005年的修正中，新設了「快速特急」類別，把只停標準停車站的特急升級為「快速特急」。新安城和國府（2000年3月起）來來是特急列車特別停車站，後來兩站升級至特急正式停車站。同時在這修正中，新設了豐橋－中部國際機場之間的特急，在本線特急中毎小時設有3班。此外，此「快速特急」與後述的第一代快速特急有所不同，這次新設的快速特急中，車站的月台顯示牌和乘客資訊廣播，以及車輛側邊的類別顯示，會以「快速特急」或「快特」顯示。
在2008年12月的修正中，在日間運行的豐橋－中部國際機場直通特急廢止，另外新設本線東部－犬山線直通系統，而行走本線全線整段區間的特急設定為毎小時2班。在此修正前，快速特急和特急分別各自運行，但隨後則分為上行、下行各設立不同類別。
在車輛編成中，每日早上和黃昏班次以8卡編成（佔整體一半以上），在每日日間時段基本上以6卡編成。一直以來都使用1000、1200系或1800系運行班次，在2007年6月30日的時間表修正降增加了2200系運行特急·快速特急班次，增結車使用3100・3150系。日間或假日時，在豐橋站相同系統折返中，前往名鐵岐阜站的列車與前往新鵜沼站的列車之車輛運用上是分開的。在2011年3月的修正中，全日只有從名鐵名古屋站在晚上11時57分出發往東岡崎班次（438列車）為全車一般車特急，該列車使用3000番台的車輛（以6卡編成）。
在國府宮神社舉行裸體祭時，若舉行時間為平日黃昏繁忙時間時，列車會在下午至黃昏以後的班次中增加車廂，當日在該時段會以8卡運行。在2019年3月起，於星期六及假日中黃昏部分列車也以8卡編成運輸。
停車站（快速特急）
名鐵岐阜站 - 笠松站 - 新木曾川站 - 名鐵一宮站 - 國府宮站 - 名鐵名古屋站 - 金山站 - 神宮前站 - （※中京競馬場前站） - 知立站 - 東岡崎站 - （国府站） - 豐橋站
停車站（特急）
名鐵岐阜站 - 笠松站* - 新木曾川站* - 名鐵一宮站 - 國府宮站 - （須口站） - 名鐵名古屋站 - 金山站 - 神宮前站 - （鳴海站） - 知立站 - 新安城站 - 東岡崎站 - （美合站） - 國府站 - （伊奈站） - 豐橋站
- （　）為特別停車站。
- *從名鐵岐阜站出發的上行特急列車中，在平日早上繁忙時間數班班次特別通過笠松站或新木曾川站（沒有班次同時通過該兩站）。
- 在平日早上繁忙時間中，設有1班從豐橋站出發的列車（97列車）於須口站特別停車。此外，平日早上設有1班特急列車（481列車）以須口站為終點站。
- 在平日早上繁忙時間中，設有3班從名鐵岐阜站出發的列車於鳴海站特別停車（當中2班停伊奈站，1班於新木曾川站特別通過）。
- ※當中京競馬場賽馬日時，在星期六及日的特定時段，快速特急會臨時特別停車。
- 在晚間時段，上行1班列車於美合站特別停車（平日從名鐵名古屋站出發（234列車），星期六及假日從名鐵岐阜站出發（232列車））。
- 為了補充豐橋站的急行班次，在早上時段（下行）和晚間時段（上行），部分快速特急於國府站，部分特急於伊奈站特別停車。

### 名古屋本線東部・犬山線（快速特急・特急）

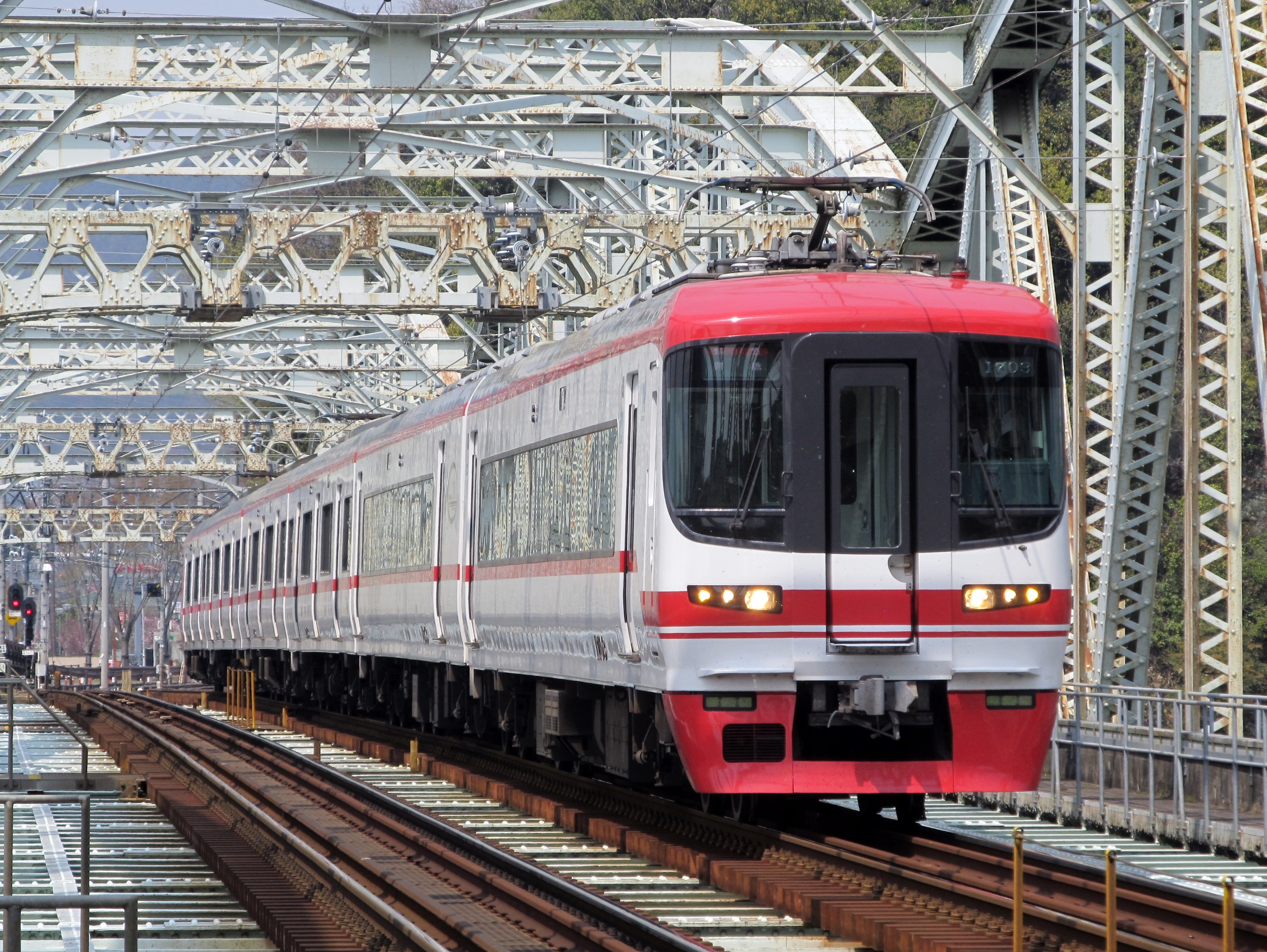
1700系

在2008年12月的時間表修正中新設此系統。此系統連接犬山線與名古屋本線東部（即新鵜沼站－名鐵名古屋站－豐橋站之間），在日間時段，豐橋往新鵜沼的為「快速特急」，新鵜沼往豐橋的為「特急」班次。
設定此系統的原因是，由於前往機場需求比較多，使在本線西部區間的空港特急設有毎小時2班，因此本線東部也需要從其他系統設立每小時2班的特急班次。在繁忙時段的犬山線中，由於運送量多，使特急列車需以8卡編成。以同時為犬山方向與豐橋方向增加客路，嘗試刺激新的需求。
犬山線方向的特急中，除了在犬山線內折返的列車班次外，在假日早上3本列車中，會從廣見線新可兒站出發前往豐橋。此列車的走行距離達111.1公里，為現時所有名鐵特急中行走距離最長的列車。此外，更是現時名鐵特急中唯一走行距離超過100公里以上的列車。此3班特急中，2班特急在廣見線內以6卡編成運輸，隨後於犬山站與來自岐阜的2卡列車結併行走。其餘1班在犬山線、名古屋本線內均以6卡編成運輸。此外，在2008年12月修正起至2011年3月修正前，在平日早上也設有1班列車（74列車）行走相同的路線。
由於自2008年12月修正後，此系統設有許多班次，在此之前的列車中，從1993年8月修正起新設了「機場快車」，此列車在早上時段於西春站（往名古屋機場的巴士接駁車站）特別停車，在1996年4月修正中，列車變更為部分指定席特急，為當時犬山線唯一部分指定席（後期名為部分特別車）特急班次。
停車站（快速特急）
新鵜沼站 ← 犬山遊園站 ← 犬山站 ← 柏森站 ← 江南站 ← 岩倉站 ← 名鐵名古屋站 ← 金山站 ← 神宮前站 ← （※中京競馬場前站） ← 知立站 ← 東岡崎站 ← （國府站） ← （伊奈站） ← 豐橋站
停車駅（特急）
來往新鵜沼站：新鵜沼站 - 犬山遊園站 - 犬山站 - 柏森站 - 江南站 - 岩倉站 - 名鉄名古屋站 - 金山站 - 神宮前站 - 知立站 - 新安城站 - 東岡崎站 - （美合站） - 国府站 - （伊奈站） - 豐橋站
從新可兒站出發：新可兒站 → 日本萊茵今渡站 → 可兒川站 → 西可兒站 → 犬山站 → 柏森站 → 江南站 → 岩倉站 → 名鐵名古屋站 → 金山站 → 神宮前站 → 知立站 → 新安城站 → 東岡崎站 → 國府站 → 豐橋站
- （　）為特別停車站。
- 在平日晚上設有從新鵜沼站出發的1班列車（232列車）於美合站特別停車。
- 為了補充豐橋站的急行班次，在早上時段（下行）和晚間時段（上行），部分快速特急於國府站，部分特急於伊奈站特別停車。
- ※當中京競馬場賽馬日時，在星期六及日的特定時段，快速特急會臨時特別停車。

### 常滑線・機場線（特急）

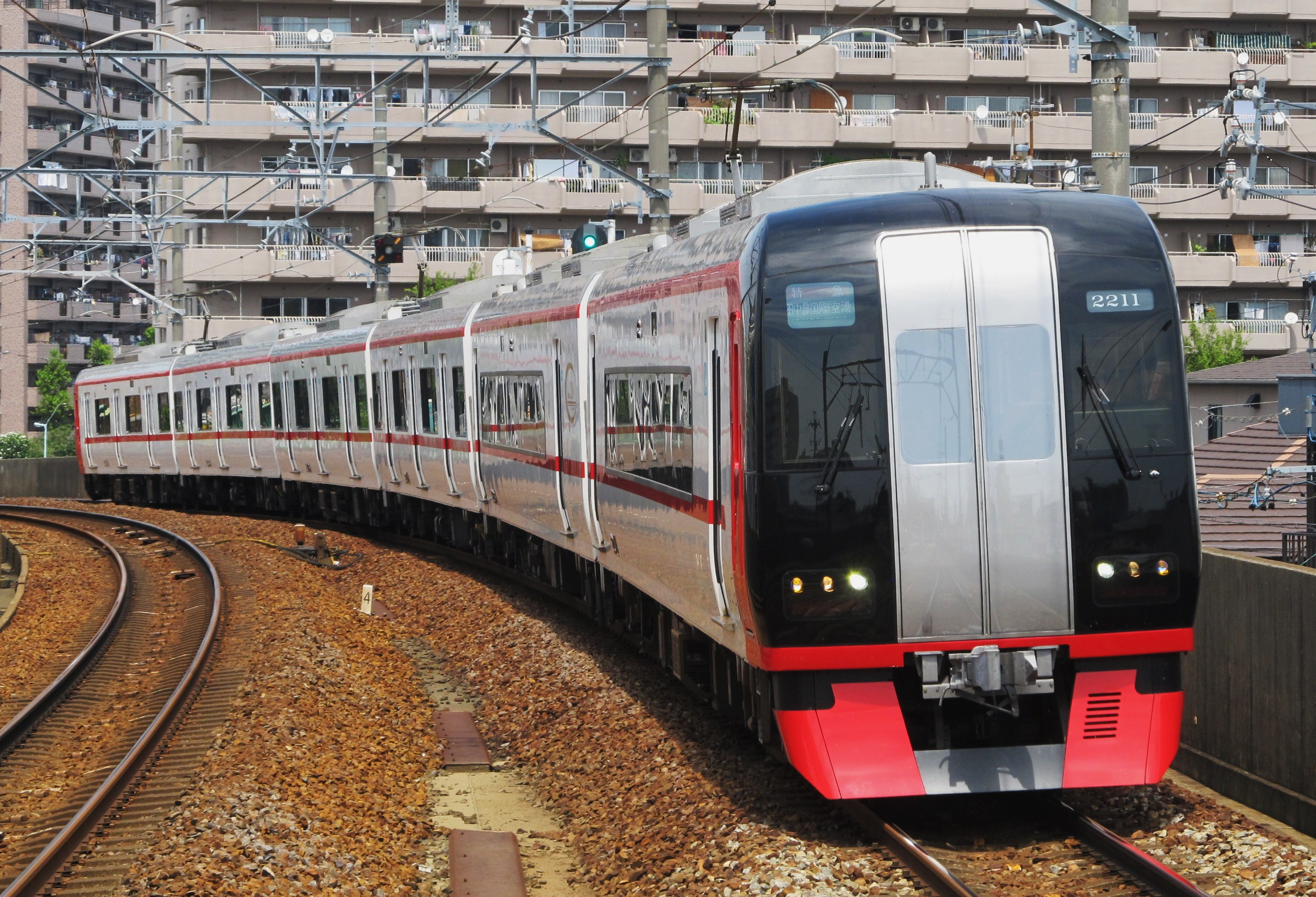
2200系

與μ-SKY（舊・全車特別車「快速特急」）一樣，此系統於2005年1月的修正登場。與μ-SKY一樣稱為『機場特急』。連接名古屋本線西部與常滑線・機場線（即名鐵岐阜站－名鐵名古屋站－中部國際機場站）之間，設有1往返班次（280列車、423列車）是來往犬山線新鵜沼站（假日的271列車是尾班車）。
雖然此列車是為了前往機場而設，但是在機場線啟用以前，仍設有「特急」列車的存在，為現時此系統的前身。此系統停常滑線的太田川站，部分列車加停尾張橫須賀站、朝倉站、新舞子站和大野町站（當榎戶站至常滑站之間暫停服務時，臨時停榎戶站）。此外，在1997年至2001年曾錯誤地使用北阿爾卑斯號列車Kiha8500系運行此系統。2011年以後，此系統沒有特別停車站。
在登場當初，約一半班次直通往豐橋方向，在日間時段，往岐阜方向和豐橋方向各設有1班班次。在2006年4月時間表修正至2008年12月時間表修正之間，於黃昏以後的班次均以名鐵名古屋站為終點站（在2006年4月前以金山站為終點站），在這情況中，可轉乘名古屋本線的部分特別車特急，同一方向中在金山站或神宮前站只需等待2分鐘便可轉乘。此外，以金山站為終點站的班次在2011年3月修正後只剩下平日早上1往返班次。
在2008年12月修正中，取消所有直通至豐橋方向的班次，此系統統一行走於名古屋本線（神宮前至名鐵岐阜）・常滑線・空港線（來往名鐵岐阜站至中部國際機場站之間）。同時在日間時段的運行班次上增至毎小時2班。此外，在此修正中把全車一般車的特急變為快速急行，此系統暫時被消滅。
在2011年3月修正中，於早上時段的μ-SKY增加班次，使本系統在該時段的班次取消，並另外增加上述提及的快速急行班次（只限往機場方向。從機場出發的μ-SKY特急停車站中設有特別停車站）。另一方面，在晚間存在從中部國際機場往金山的快速急行，延長至名鐵岐阜，並改為全車一般車的特急（441列車），使本系統再次設有全車一般車的特急班次。
在車輛編成方面，基本上以6卡編成。在平日繁忙時間部分班次以8卡編成。在黃昏往岐阜的班次中，於太田川站會在車頭增加2卡車廂，隨後當列車到達岐阜時把增加的2卡車廂分離。因此，從機場出發至太田川站以南會以6卡編成運行。往機場的8卡編成運輸班次，只有前述，1班在平日早上從新鵜沼站出發列車。此列車在常滑線・機場線內之停車站月台中，可容納所有車廂的車站只有神宮前、太田川、常滑和中部國際機場4站，其他車站中車尾2卡（7、8號車廂）的車門不會開啟。由於月台長度，μ-SKY和本線特急在繁忙時期中，不會首先考慮增加車卡數量。
在使用車輛中，基本上使用2200系和1700系運行。平日繁忙時間中會增結車輛中會使用3100・3150系運行。在2007年6月30日的時間表修正至2008年12月27日時間表修正前，在黃昏以後來往名鐵名古屋的班次會使用2200系運行。此外，在2007年6月修正前部分班次會使用1200系運行。
在2019年以後，當在愛知縣國際展示場（Aichi Sky Expo）舉行活動時，會臨時增加全車一般車的特急班次，來往名鐵名古屋・金山至中部國際機場之間。該臨時特急會使用6000・6500・6800系運行。
停車站
來往名鐵岐阜站：名鐵岐阜站 - 笠松站 - 新木曾川站 - 名鐵一宮站 - 國府宮站 - 名鐵名古屋站 - 金山站 - 神宮前站 - 太田川站 - 尾張橫須賀站 - 朝倉站 - 新舞子站 - 常滑站 - 中部國際機場站
來往新鵜沼站：新鵜沼站 - 犬山遊園站 - 犬山站 - 柏森站 - 江南站 - 岩倉站 - 名鐵名古屋站 - 金山站 - 神宮前站 - 太田川站 - 尾張橫須賀站 - 朝倉站 - 新舞子站 - 常滑站 - 中部國際機場站

### 河和線方面（特急）
此節先記述收費座位指定特急列車。

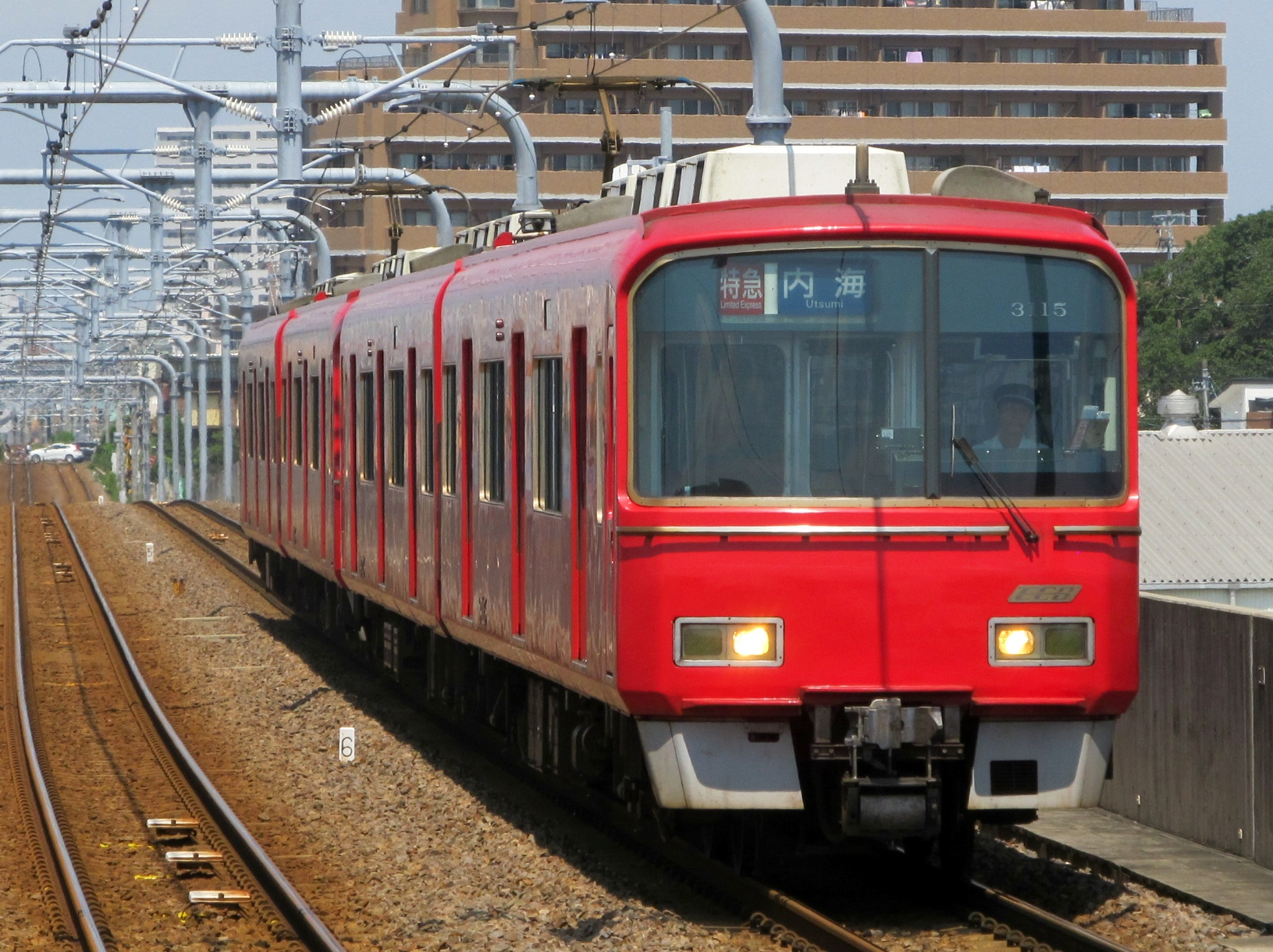
3100系

在此系統中，來往名鐵名古屋站至富貴站之間每30分鐘一班，富貴站至河和站或內海站之間分別每小時一班。在平日日間時段的列車均為全車一般車或部分特別車運行。此外，在早上設有直通至名古屋本線或犬山線的列車班次（犬山線直通班次只於平日服務），在平日黃昏時段（下午5時時段至8時時段）中列車班次會經津島線、尾西線延長至佐屋站，成為津島線、尾西線唯一的特急班次（在到達佐屋後會以不載客列車的身份折返至名鐵名古屋）。
在戰前的知多鐵道時代已經設有河和線的特急運輸班次，但在與名鐵合併後便取消了。在1953年3月22日，開設臨時特急「南知多號」，使用3900系運行，隨後在1964年9月定期運行的特急列車復活。此外，在1961年7月23日開設海灘特急「內海號」（使用5500系），為名鐵首列收費座位指定特急列車。
隨後在海灘遊泳季節中曾開辦「南知多號」「内海號」「年輕海灘號」臨時特急班次。在知多新線啟用後，設有特急列車前往內海方向。此外，在1990年代前，前往河和和內海方向的列車會結併運輸，並於知多半田站分離。另外，在定期列車中曾附上列車愛稱，1999年5月修正前，7000系或7700系白帶車往新鵜沼列車名為犬山，往新可兒的列車名為日本萊茵。
在2005年1月修正前，設有直通班次來往河和或內海至新鵜沼之間。在2007年6月修正前，設有全車指定席車（全車特別車）。在2007年6月的修正後，變更為來往新鵜沼站至河和站之間（部分特別車）和名鐵名古屋站至內海站之間（全車特別車）。在2008年12月的修正中，日間時段統一於河和站出發，並全部以部分特別車的型式運行。在此修正中，阿久比站和青山站升級至特急停車站，以往的特急列車升級為「快速特急」列車，快速特急只剩下平日早上數班。隨後，在2011年3月的修正中，把「快速特急」廢止。在2008年修正前，特急列車基本上互相從河和、内海出發。
部分特別車的特急主要使用1200系運行，部分會改用2200系運行。在2011年3月的時間表修正中，知多新線的特急班次使用2200系運行。在全車一般車的特急中，會使用3門的6000系、6500系，也有使用部分長椅的車輛，包括3100系、3150系、3500系、3700系、3300系。5000系也使用在此系統。在全車特別車的時代，會使用1000系運行，部分列車會使用1600系運行（包括在1999年5月修正後至2005年1月修正前）。此外在2019年3月的時間表修正時，會使用5700系、5300系運行。部分特別車的特急班次基本上以6卡編成運輸，只有少部分使用8卡編成運輸。
在2009、2010年夏季的尾張津島天王祭舉行時，本來從名古屋出發前往內海的1班列車更變至從津島出發。
停車站（河和線系統）
名鐵岐阜站 - 笠松站 - 新木曾川站* - 名鐵一宮站 - 國府宮站 - （須口站） - 名鐵名古屋站 - 金山站 - 神宮前站 - 太田川站 - （南加木屋站） - （巽丘站） - 阿久比站 - （住吉町站） - 知多半田站 - 青山站 - 知多武豐站 - 富貴站 - 河和口站 - 河和站
新鵜沼站 ← 犬山遊園站 ← 犬山站 ← 柏森站 ← 江南站 ← 岩倉站 ← 名鐵名古屋站 ← 金山站 ← 神宮前站 ← 太田川站 ← （南加木屋站） ← （巽丘站） ← 阿久比站 ← 知多半田站 ← 青山站 ← 知多武豐站 ← 富貴站 ← 河和口站 ← 河和站
- （　）為特別停車站。
- *從名鐵岐阜站出發的上行特急列車中，設有1班列車（286列車）會在新木曾川站特別通過。
- 在平日早上設有1班特急列車於須口站為終點站。
- 在早上時段上行及黃昏以後時段下行班次的班次，於南加木屋站和巽丘站特別停車。但設有例外，在早上時段下行的1班列車（276列車），會停該兩站另外再加停住吉町站。

停車站（知多新線系統）
來往新鵜沼站：新鵜沼站 - 犬山遊園站 - 犬山站 - 柏森站 - 江南站 - 岩倉站 - 名鐵名古屋站 - 金山站 - 神宮前站 - 太田川站 - （南加木屋站） - （巽丘站） - 阿久比站 - 知多半田站 - 青山站 - 知多武豐站 - 富貴站 - 上野間站 - 美濱綠苑站 - 知多奧田站 - 野間站 - 內海站
往名鐵岐阜站：名鐵岐阜站 ← 笠松站 ← 新木曾川站 ← 名鐵一宮站 ← 國府宮站 ← 名鐵名古屋站 ← 金山站 ← 神宮前站 ← 太田川站 ← （南加木屋站） ← （巽丘站） ← 阿久比站 ← 知多半田站 ← 青山站 ← 知多武豐站 ← 富貴站 ← 上野間站 ← 美濱綠苑站 ← 知多奧田站 ← 野間站 ← 內海站
往佐屋站：佐屋站 ← 日比野站 ← 津島站 ← 勝幡站 ← 木田站 ← 甚目寺站 ← 須口站※ ← 名鐵名古屋站 ← 金山站 ← 神宮前站 ← 太田川站 ← 阿久比站 ← 知多半田站 ← 青山站 ← 知多武豐站 ← 富貴站 ← 上野間站 ← 美濱綠苑站 ← 知多奧田站 ← 野間站 ← 內海站
- （　）為特別停車站。
- ※津島線直通系統中，須口站為標準停車站。
- 在早上時段上行和黃昏以後時段下行列車班次，於南加木屋站和巽丘站特別停車。

### 西尾線方向（特急）

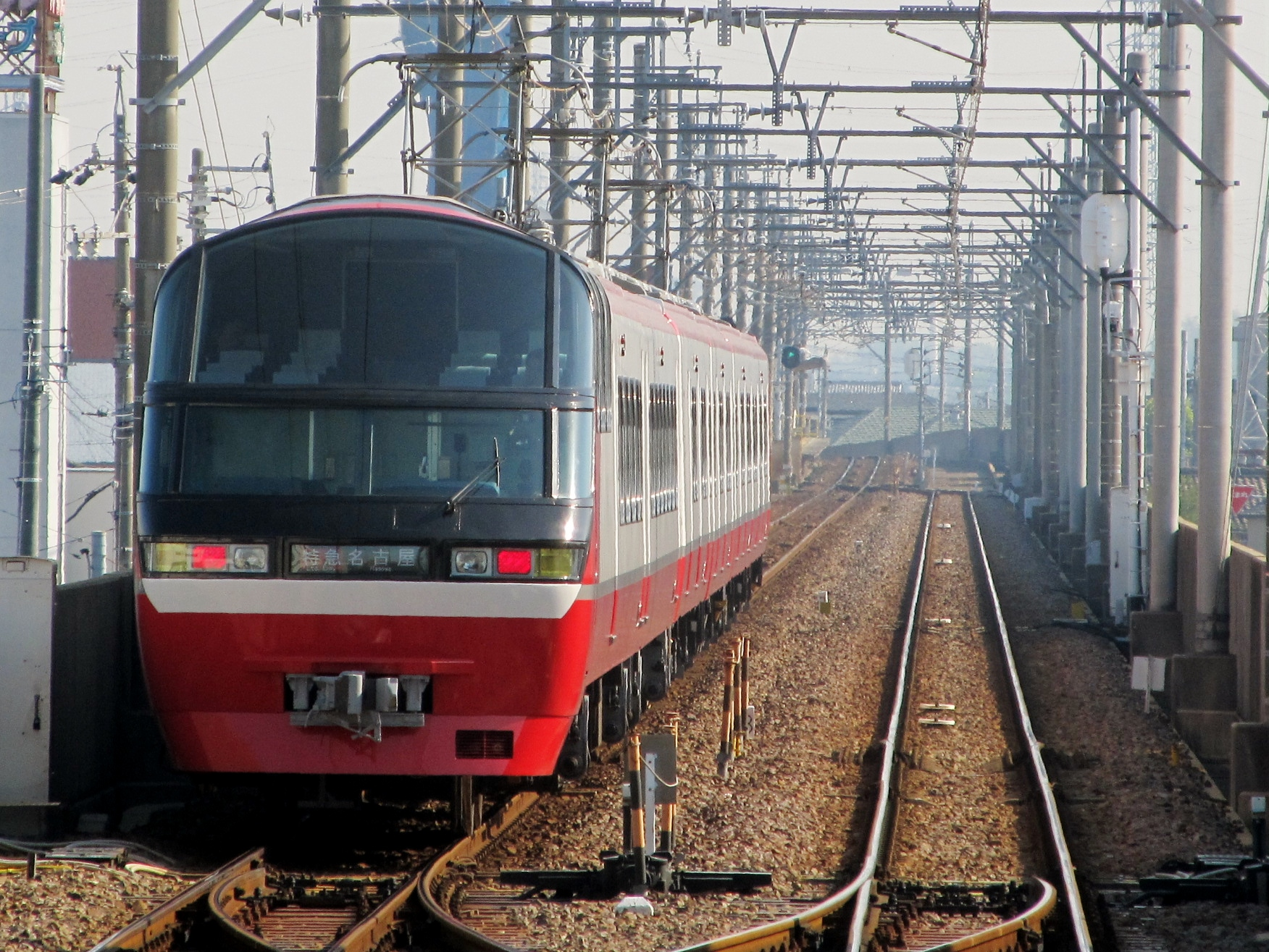
1200系「全景super」

現時，在早上設有往須口站（假日縮短至名鐵名古屋站。285列車），在晚上設有往西尾站（434列車）的特急各1班。以部分特別車的型式運行。為西尾線內唯一以6卡編成的列車。此外，在2008年12月修正至2011年3月修正前，在平日設有從新鵜沼站往西尾站的（424列車）特急列車。
現時在早上的285列車曾經是1對往返班次的全車指定席（全車特別車）特急列車，當時在西尾線內的標準停車站為西幡豆站、上橫須賀站和米津站3站，另外碧海櫻井站（現時為櫻井站）則為特別通過站（只限平日。1999年以前通過知立站）。
西尾線、蒲郡線的特急運輸原於1958年3月10日開設的觀光特急「出湯號」（使用多電壓的3600形）。此特急是為了運送觀光客往三河灣國定公園（同年4月設立）而新設。在鐵路線昇壓至1500伏特後，使用5500系運行，並改名為「三根號」。在1964年9月修正中再改名為「三河灣號」，並變為毎日運行的列車。
在當初設有來往榮生站至蒲郡站之間的列車，每日設有2往返班次。在1966年3月起，日間時段設有毎小時2班列車，直通列車從本線西部延長至津島線內。在1969年7月修正起，設有班次直通至犬山線、廣見線（部分班次為各務原線）方向。在該修正中，使該特急列車連接三河灣和日本萊茵兩個觀光地點，同時成為蒲郡線內觀光路線的最頂峰。
隨後，列車的班次數目開始削減，在1992年11月的修正中，蒲郡線內的特急削減至每日剩下1往返班次。此外，在該修正中，西尾線特急（毎小時1班）基本上會經津島線、尾西線直通至佐屋站，此運行路線直至2008年6月還設有班次。其列車在西尾線、蒲郡線的標準停車站為形原站、西浦站、東幡豆站、西幡豆站、吉良吉田站、上橫須賀站、西尾站、米津站、碧海櫻井站、南安城站。在本線中於鳴海站特別停車（2005年1月修正前），在津島線、尾西線中停車站為木田站、勝幡站、津島站和日比野站（木田和勝幡兩站在2001年升級至標準停車站）。隨後，蒲郡線的特急在2005年1月的修正中廢止，在西尾線內的特急於2008年6月修正後，上述的1往返班次列車被消滅，成為現時的運行體制。
此外，在取消特急班次之際，來往西尾站至佐屋站之間的急行列車中，由毎小時1往返班次增至毎小時2往返班次，運行區間從西尾延長至吉良吉田。
現時，部分特別車的特急班次通常使用1000·1200系以6卡編成運行。在全車指定席車（全車特別車）的時代，使用7000系白帶車（1999年前）或7700系（7000系增加車廂之用）、8800系（1992年至2005年）、1000系（1989年至2000年、2005年至2008年）、1600系（1999年至2008年）運行。當中在使用1000系時，由於吉良吉田站的月台關係，不會運行至西尾以南路段，在8800系退役後，2005年以後，往吉良吉田的列車會使用1600系。此外，以6卡編成的285列車會使用8800系（退役後使用1600系）。在2005年以後，當1600系運行車輛檢査時，會使用2000系替代運行。
在2009年舉行尾張津島天王祭時，本來從名古屋出發往西尾的列車改從津島出發。
停車站
（須口站） - 名鐵名古屋站 - 金山站 - 神宮前站 - 知立站 - 新安城站 - 南安城站 - 櫻井站 - 西尾站
- （　）為特別停車站。

### 豐川線方向（快速特急・特急）

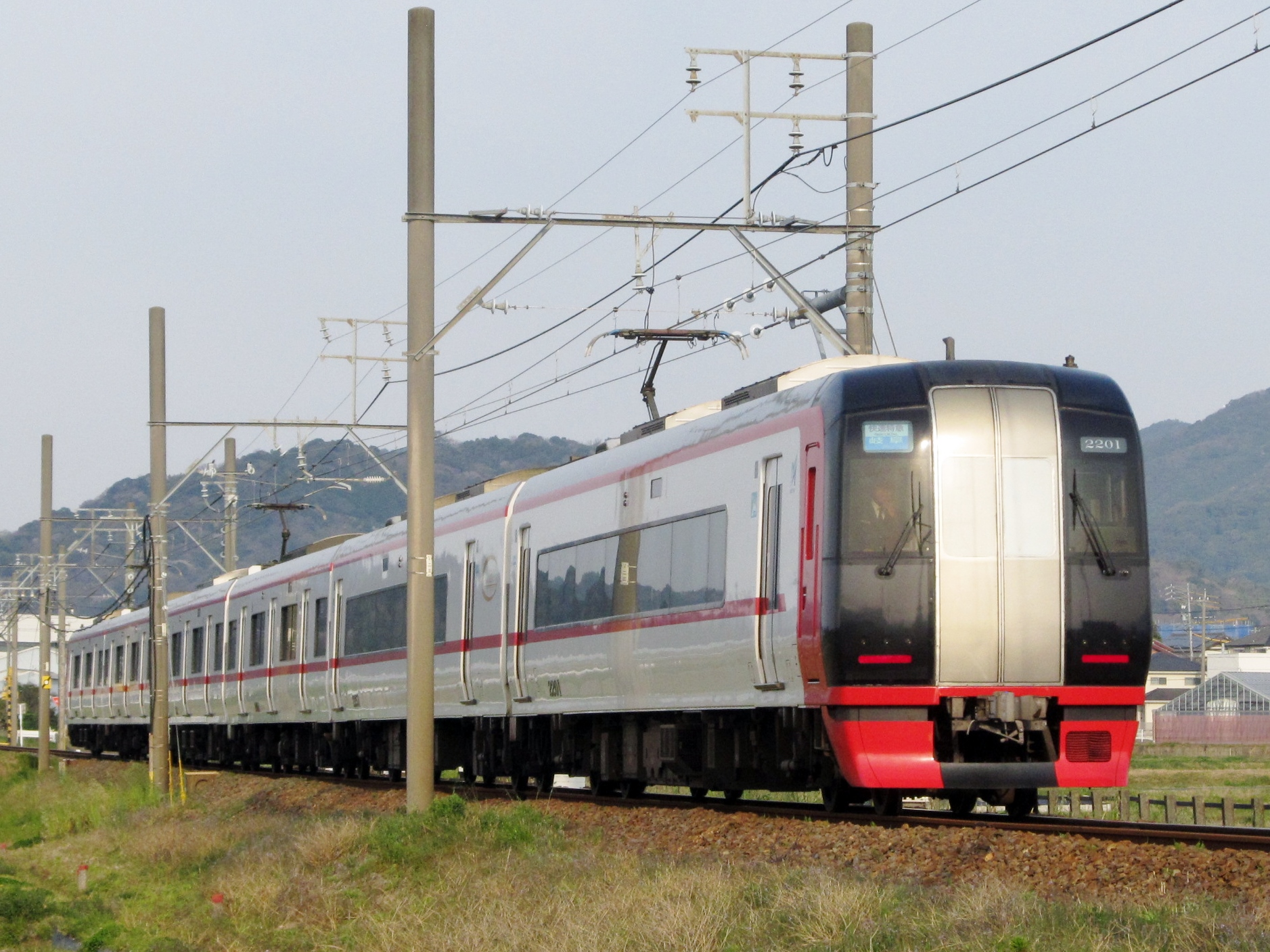
2200系

在平日，設有來往豐川稻荷站至岐阜之間的快速特急（83列車）和特急（91列車）各1班。在開設當初設有2班快速特急，在2011年12月的修正中91列車改變為特急。該對列車在國府站可轉乘從伊奈站出發的普通列車。
在2005年1月的時間表修正前，在早上和晚上設有數班列車，來往新岐阜站（現時為名鐵岐阜站）・新鵜沼站・新名古屋站（現時為名鐵名古屋站）至豐川稲荷站之間的定期特急為毎小時1班，以全車特別車的型式運輸。全車特別車的特急隨後削減班次，在2008年12月的修正時，剩下平日1往返班次（412列車、283列車）。全車特別車的特急班次基本上使用1000系。此外，由於豐川線的月台只可容納6卡車廂，在豐川線內不會以2列1000系連結行走（在平日早上從豐川稻荷站出發的8卡編成特急，是在國府增加車廂而成）。
另外，在2005年1月修正至2011年3月修正之間，設有平日早上1往返特急班次，以部分特別車的型式運行（66列車→64列車、93列車）。在2008年12月的時間表修正中，當時只有93列車於美合站特別停車，上下行列車在豐川線內只停諏訪町站。此外，當時運行車輛是2200系或1700‐2300系，以6卡編成運行。
在2005年前的新年季節（1月1日至2月11日。2005年則為在時間表修正前日，即1月28日前），會開設多班臨時特急（全車特別車）來往各地（名鐵名古屋站、名鐵岐阜站、新鵜沼站、新可兒站、佐屋站）至豐川稲荷站之間（包括在1977年修正前的座位特急時代）。當中臨時特急會通過知立站和東岡崎站。此外，在1999年正月前，臨時列車多以使用7000系4卡+7700系2卡的白帶車6卡編成。在2006年起便沒有再開設該臨時特急。
停車站（快速特急）
名鐵岐阜站 ← 笠松站 ← 新木曾川站 ← 名鐵一宮站 ← 國府宮站 ← 名鐵名古屋站 ← 金山站 ← 神宮前站 ← 知立站 ← 東岡崎站 ← （美合站） ← （本宿站） ← （國府站） ← （八幡站） ← （諏訪町站） ← （稻荷口站） ← （豐川稻荷站）
停車站（特急）
名鐵岐阜站 ← 笠松站 ← 新木曾川站 ← 名鐵一宮站 ← 國府宮站 ← 名鐵名古屋站 ← 金山站 ← 神宮前站 ← 知立站 ← 新安城站 ← 東岡崎站 ← （美合站） ← （本宿站） ← （國府站） ← （八幡站） ← （諏訪町站） ← （稻荷口站） ← （豐川稻荷站）
- （　）為特別停車站。
- 在路線圖和停車站資訊圖中，豐川線各站為急行停車站，同時為特急和快速特急均為特別停車站。另外，名古屋本線內快速特急除了停基本停車站外，於國府站、本宿站和美合站特別停車。

### 臨時系統
直至1990年代中，在海灘遊泳季節（7月中旬至8月中旬）開辦多班臨時特急（全車特別車）來往各地（新名古屋站、新岐阜站、新鵜沼站、新可兒站、佐屋站、森上站）至河和或内海站之間。當中列車通過太田川站、知多半田站和知多武豐站。從河和往名古屋方向的列車通過富貴站。
在毎年夏天舉行的全國選拔長良川中日煙花大會與長良川全國煙花大會時。於當日晚上，設有單向1班臨時μ-SKY，從名鐵岐阜出發經各務原線前往新可兒。此列車原來為特急，在2009年度改變為μ-SKY。截至2011年，與其他系統一樣使用2000系運行，在特急時代，使用1000系或7000系白帶車，並以全車特別車（1999年以前為全車指定席）的型式運行。在2012年度以後再沒有設立該臨時列車。
在各務原線內的停車站，除了切通站外均與急行停車站相同，但是岐阜站至犬山站之間的所需時間與急行一樣。在廣見線內的停車站，與定期運行的「μ-SKY」和「特急」相同。另外，曾經舉行花節95岐阜時，設有臨時特急班次從新可兒站前往岐阜站，當中列車通過六軒站、名電各務原站和可兒川站。這些列車不前往名鐵名古屋站或金山站，為少見的名鐵特急列車。
另外，在2008年8月30日的臨時列車中，當時7000系的前白帶車中，現存只有7011編成。並運行從岐阜出發往新可兒，全車一般車的特急「日本萊茵號」（在各務原線內只停三柿野站）。
停車站
名鐵岐阜站 - 新那加站 - 各務原市役所前站 - 六軒站 - 三柿野站 - 名電各務原站 - 新鵜沼站 - 犬山遊園站 - 犬山站 - 西可兒站 - 可兒川站 - 日本萊茵今渡站 - 新可兒站

## 曾經運行的特急
有關直通至高山本線的特急，參見「高山本線直通列車」。

### 超特急「朝日」

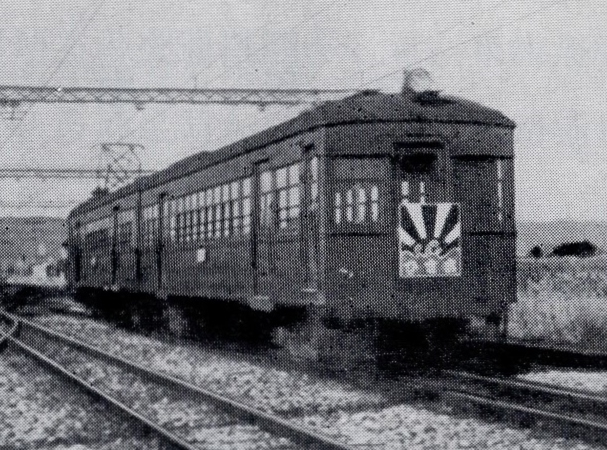
Deha3300形

在名古屋本線東部（豐橋線）全線開通後直至戰前由愛知電氣鐵道營運的列車，每日設有1往返班次。
停車站（與當時的特急相同）
神宮前站 - 堀田站 - 新知立站 - 東岡崎站 - 伊奈站 - 吉田站
愛電在1927年（昭和2年）設有來往神宮前站至吉田（現時為豐橋）站之間的高速列車，在所需時間上，特急只需63分鐘，急行只需72分鐘。在1930年（昭和5年）9月20日的時間表修正中，所需時間有所縮短，特急只需60分鐘，急行只需70分鐘，並加設與特急相同停車站，但快3分鐘（只需57分鐘）的列車類別「超特急」。此列車命名為「朝日」，使用車輛為Deha 3300形，其車頭部分掛上了旭日的頭標。
超特急的表定速度為65.7 km/h，當時為日本最快的表定速度列車。

### 三河線特急
本節記述三河線的特急列車。
在1950年9月改正中，開設了三河線與名古屋本線直通的特急班次。當時，每日設有2往返直通特急班次來往大濱港站至新岐阜站之間（三河線內為普通）。並與在1950年10月起開始運行的東海道本線快速列車進行競爭，名鐵比國鐵先開辦列車。當時，知立站還未曾設有現時的配線，直通運行班次需經知立連接線，當中列車需要進行折返和需時8分鐘。此外，三河線的車輛使用HL車輛。此直通班次大受好評，因此在1955年9月修正中，加設從三河平坂站和猿投站出發的班次，使三河線山線開設了直通班次。
1959年4月1日，現時的知立站啟用，配線作出變更。此變更使三河線與名古屋本線的直通運行班次變得方便。在同日實施的時間表修正中，設立了來往碧南站（部分班次為三河吉田站）至榮生站之間的直通特急（三河線內為急行）班次，在日間時段每小時1班。
在1964年9月修正中，運輸區間改為碧南站至新一宮站（現時為名鐵一宮站）之間（三河線內各站停車），使用列車改為5000系・5200系，並且以「快速特急」的標牌顯示。這個「快速特急」不是一種類別，而是愛稱，並且此「快速特急」列車名稱是在名鐵初次使用。
在1966年3月修正起，開設三河線內的特急班次，並以「快速特急」的名稱運行班次。特急運行區間為碧南站至知立站和知立站至豐田市站之間。當中吉良吉田站至碧南站，豐田市站至西中金站之間為各站停車。在1968年8月修正起，新設來往刈谷市站（1969年7月修正起改為三河高濱站）的班次，毎小時設有2班，並直通至津島線和尾西線（彌富、森上方向）（森上方向在1969年7月修正後，於津島駅以北改變列車類別為準急）。
在1960年代，為三河線特急運輸的最盛鼎時期，隨後的班次數目開始削減。在1974年9月修正中，只剩下早上和黃昏往津島的直通特急（三河線內為普通，津島線內為急行）班次，在1977年3月改正，三河線內的定期特急全部取消。
在三河線的臨時特急班次中。在1967年，臨時急行「楓號」（在三河線內的停車站只有豐田市站和平戶橋站）升級至特急的「楓號」，該列車向三河線西中金方向運行。在1970年年以後，設有季節性運行的座位指定特急「三河號」和「線公園號」，行走於三河線和犬山線之間。
季節臨時特急的停車站（1984年3月20日修正）
豐田市站 → 上舉母站 → 土橋站 → 若林站 → 知立站（與從碧南出發的列車結併）
碧南站 → 碧南中央站 → 新川町站 → 北新川站 → 高濱港站 → 三河高濱站 → 小垣江站 → 刈谷市站 → 刈谷站 → 知立站（與從豐田市出發的列車結併）
知立站 - 鳴海站 - 神宮前站 - 金山橋站 - 新名古屋站 - 江南站 - 犬山站 - 犬山遊園站 - 新鵜沼站
- 三河線內的特急班次只有去程（從碧南、豐田市出發），回程（碧南、猿投站為終點站）在到達知立站為變為普通列車。

三河線、犬山線的直通季節臨時特急列車名稱直至1991年10月前都沒有改變（碧南方向為1990年12月前）。在初期的『名鐵電車・巴士時間表』中會記載季節運輸時間表。

### 錯誤使用「高山」・「北阿爾卑斯」的特急
關於錯誤使用「高山」列車。「高山」是使用Kiha8000系運行，但是在1965年12月修正時，新設了非「高山」的座位指定特急班次。直至1988年前，一直錯誤使用使用Kiha8000系在其他班次上運行。隨後在1991年5月修正至1993年8月修正之間，以及1995年4月修正至「北阿爾卑斯」廢止年份2001年之間，後繼的車輛Kiha8500系也曾經錯誤使用。此外，在名鐵線內曾經設有自由席車廂錯誤使用為「全車特別車（1990年前為座位指定特急，1999年前為全車指定席）」的情況。
當Kiha8000系行走非「高山」・「北阿爾卑斯」班次時，原則上不會掛上頭標，但是設有「犬山鵜飼」號專用的愛稱頭標。另外，由於Kiha8500系的車頭「北阿爾卑斯」的頭標是不可移走的，因此在行走非「北阿爾卑斯」班次時，車頭仍會掛上「北阿爾卑斯」頭標。此外，在北阿爾卑斯列車班次中設有吸煙車廂（在Kiha8500系運行時為2號車廂），在行走非「北阿爾卑斯」班次時，全車轉為禁煙車廂。
- 1965年12月30日改正（日语：1986年までの名古屋鉄道ダイヤ改正#1965年12月30日改正） - 在早上設有1往返班次來往新名古屋站至豐橋站之間的確保座位特急列車（柴油特急）[57]。
- 1966年3月25日修正（日语：1986年までの名古屋鉄道ダイヤ改正#1966年3月25日改正） - 同區間加設黃昏1往返班次。共以6卡編成運行[34]。
- 1966年7月1日修定 - 在名鐵線內運行的柴油特急設立頭等車費[56]。
- 1969年8月31日修定 - 「高山」不再連結綠色車廂（同年5月10日改名為頭等車廂），綠色車費（同年5月10日改名為頭等車費）廢止[56]。
- 1973年11月12日修正（日语：1986年までの名古屋鉄道ダイヤ改正#1973年11月12日改正） - 黃昏的班次改為神宮前站單向1班前往津島站[56]。
- 1975年9月16日修正（日语：1986年までの名古屋鉄道ダイヤ改正#1975年9月16日改正） - 黃昏的班次改為神宮前站至新鵜沼站之間1往返班次[56]。
- 1976年6月1日 - 1975年9月16日修正中提及列車在夏季以「犬山鵜沼」的名稱運行（1981年6月1日起增設頭標）[56]。
- 1988年7月8日修正（日语：1987年から2004年までの名古屋鉄道ダイヤ改正#1988年7月8日改正） - 在名鐵線內錯誤使用的情況消失，本來Kiha8000系的班次改用1000系運行[55]。
- 1991年5月20日修正（日语：1987年から2004年までの名古屋鉄道ダイヤ改正#1991年5月20日改正） - Kiha8500系開始在名鐵線內運行非「北阿爾卑斯」的班次（錯誤運用列車）。新設早上上行1班從東岡崎站前往金山站，黃昏下行1班從神宮前站前往犬山站的班次。後來在早上班次中，延長至從東岡崎站前往新名古屋站，並加設1班回程班次從新名古屋站前往東岡崎站[56]。
- 1992年11月24日修正（日语：1987年から2004年までの名古屋鉄道ダイヤ改正#1992年11月24日改正） - 新名古屋站至東岡崎站之間增至2往返班次（早上黃昏各1往返班次）。在黃昏班次中，從新名古屋前往東岡崎的列車其實是「北阿爾卑斯」的延長運輸區間（但是在費用制度上是分開兩班列車）[56]。
- 1993年8月12日修正（日语：1987年から2004年までの名古屋鉄道ダイヤ改正#1993年8月12日改正） - 錯誤運用情況消滅[56]。
- 1997年4月5日修正（日语：1987年から2004年までの名古屋鉄道ダイヤ改正#1997年4月5日改正） - 錯誤運用情況復活。在早上設有1班從新岐阜站前往常滑站，以及1班從常滑站前往金山站[56][注釋 11]。
- 2001年10月1日修正（日语：1987年から2004年までの名古屋鉄道ダイヤ改正#2001年10月1日改正） - 隨著「北阿爾卑斯」廢止，錯誤運用情況消滅[56][注釋 12]。

### 瀨戶線特急

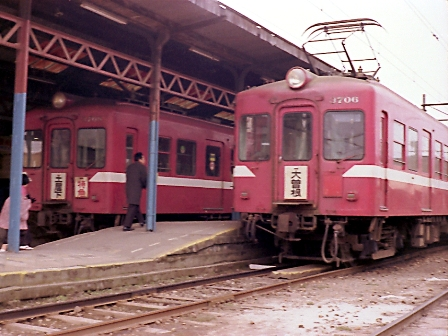
在尾張瀨戶站停車中往土居下的特急和往大曾根的普通列車（1977年）

名鐵路線網之中，瀨戶線為孤立路線。在1966年3月修正至1977年3月修正之間，設有不用特急費用的「特急」列車。運行區間為當時名古屋一方的總站大津町至尾張瀨戶（平日早上繁忙時間時延長至堀川站）之間。車輛使用裝設長椅的900形和2300形（3卡編成，後來900形加2300形成為4卡編成）。設有全景車、同樣「逆富士」型方向、類別顯示牌與音樂喇叭，車身塗上特急用白帶。在1973年（昭和48年），於本線運行的HL控制車3700系（5列列車）的電力裝置改裝至600伏特，並塗上與900形同樣的塗裝行走特急班次（但沒有裝上「逆富士」型方向、類別顯示牌）。編成方面與普通列車一樣以2卡編成。在行走全區間的所需時間約30分鐘。在1977年3月修正中，本線系統除各線的座位指定特急，其他特急改名為「高速」，瀬戶線則改為「急行」，從此瀨戶線特急被消滅。
停車站
堀川站 - 大津町站（廢止後為土居下站） - 大曾根站 - 三鄉站 - 尾張瀨戶站
- 堀川站至大津町站之間只限平日早上繁忙時間運行。

此外，上面提及的特急用塗裝，以及本線的各車輛中，其車輛塗裝開始只塗上猩紅色。在1978年（昭和53年）3月瀨戶線提供電壓至1,500伏特，使900形退役，從此白帶塗裝的車輛暫時消滅。在1982年（昭和57年），7000系改裝為「特急專用車」之際，其列車再次塗上特急用塗裝（通稱：白帶車），白帶塗裝的車輛再次復活。

### 各線設有特急的時代
1967年8月修正至1974年9月白紙修正（部分路線，時段於1970年12月修正）之間，「急行」列車廢止，列車類別只有「特急」、「準急」、「普通」3種。名古屋本線與直通運行的各線（西尾線、蒲郡線、三河線、常滑線、河和線、各務原線、廣見線、八百津線、犬山線、津島線、尾西線）與即將廃止的舉母線，以上各線從「急行」變為「特急」，在日間設有毎小時1至4班。由於停車站格局複雜，在運輸系統上許多班次設有特別停車和別通過，並且設有支線運行使在時間表修正中作出了大膽的變更。

特急系統圖（1970年10月1日）

在支線直通特急中不會使用7000系、7700系和5500系的特急用車輛，而會使用直通特急專用，內置懸掛驅動器的7300系和3780系，使用舊型車輛（AL車、HL車）在日常情況下運行。但是，特急舊型車輛不會設有座位指定制，此外還需要滿足一定的條件（高性能、設有空調車、横向座位等）才可作為座位指定制車輛。
此特急政策是為了針對名古屋都市圈開始急速的汽車普及化而實行。最重視列車的快捷性使乘客再次使用鐵路服務而實施這個政策。但是，這個政策使普通停車站的班次疏落至每2小時1班，犧牲了小站的便利程式。使被乘客批評在部分情況下，在同方向乘車至目的地車站時，比乘坐同方向的優等列車至優等停車站後折返至目的地車站為慢。雖然這個政策使在主要車站之間的快捷程度和便利性達到一定的成果，但整體上在小站的乘客影響更為顯著。因此在1970年（昭和45年）12月修正後增加普通列車班次，「急行」列車復活，支線區的特急廢止，這個方針被迫中止。

#### 停車站
資料截至1967年（昭和42年）8月22日修正（尾西線（森上方向）則為1968年（昭和43年）5月12日修正）當時
名古屋本線
新岐阜站 - 新一宮站 - 新名古屋站 - 金山橋站 - 神宮前站 - 知立站 - 東岡崎站 - 豐橋站
名古屋本線、常滑線/河和線
新岐阜站 → 新一宮站 → 新名古屋站 → 金山橋站 → 神宮前站 → 太田川站 → 知多半田站 → 知多武豐站 → 河和站
新岐阜站 ← 新一宮站 ← 新名古屋站 ← 金山橋站 ← 神宮前站 ← 太田川站 ← 尾張橫須賀站 ← 大野町站 ← 常滑站
尾西線（彌富方向）、津島線、名古屋本線、西尾線、蒲郡線
彌富站 - 佐屋站 - 津島站 - 須口站 - 新名古屋站 - 金山橋站 - 神宮前站 - 知立站 - 今村站 - 西尾站 - 吉良吉田站 - 東幡豆站 - 西浦站 - 形原站 - 蒲郡站
舉母線、三河線
大樹寺站 - 豐田自動車前站 - 上舉母站 - 豐田市站
八百津線、廣見線、犬山線、名古屋本線、三河線
八百津站 - 兼山站 - /御嵩站 - 伏見口站 - 新廣見站 - 今渡站 - 犬山站 - 新名古屋站 - 金山橋站 - 神宮前站 - 知立站 - 刈谷站 - 刈谷市站 - 三河高濱站 - 北新川站 - 碧南站/土橋站 - 上舉母站 - 豐田市站
各務原線、犬山線、名古屋本線、常滑線/河和線
新岐阜站 → 新那加站 → 各務原飛行場站 → 三柿野站 → 新鵜沼站 → 犬山遊園站 → 犬山站 → 古知野站 → 岩倉站 → 新名古屋站 → 金山橋站 → 神宮前站 → 太田川站 → 尾張橫須賀站 → 大野町站 → 常滑站
新岐阜站 ← 新那加站 ← 各務原飛行場站 ← 三柿野站 ← 新鵜沼站 ← 犬山遊園站 ← 犬山站 ← 古知野站 ← 岩倉站 ← 新名古屋站 ← 金山橋站 ← 神宮前站 ← 太田川站 ← 知多半田站 ← 知多武豐站 ← 河和站
尾西線（森上方面）、津島線、名古屋本線
玉之井站 - 奧町站 - 新一宮站 - 苅安賀站 - 萩原站 - 森上站 - 丸淵站 - 六輪站 - 津島站 - 須口站 - 新名古屋站

### 快速特急（第一代）
1969年7月修正時新設的類別。此「快速特急」通過知立站使全區間的速定速度為78.8km/h，新名古屋至豐橋之間更達到81.6km/h。行走全區間的所需時間為76分鐘，而新名古屋至豐橋站之間更只需50分鐘。
此「快速特急」為名鐵首次正式使用的列車類別，與現時的快速特急相異。當時車輛設備中會標示「快速特急」或「快特」，在車站時間表、車站廣播、車內廣播中也會使用「快速特急」這名字。在列車類別展示中會與特急一樣，以「特」字展示。第一代「快速特急」於1970年12月25日修正後廢止。
停車站
新岐阜站 - 新一宮站 - 新名古屋站 - 金山橋站 - 神宮前站 - 東岡崎站 - 豐橋站
此外，在1992年11月白紙修正至1999年5月修正之間，再次設有列車通過知立站。當時該列車不是快速特急，而是特急以特別通過的型式通過。

### 豪華特急

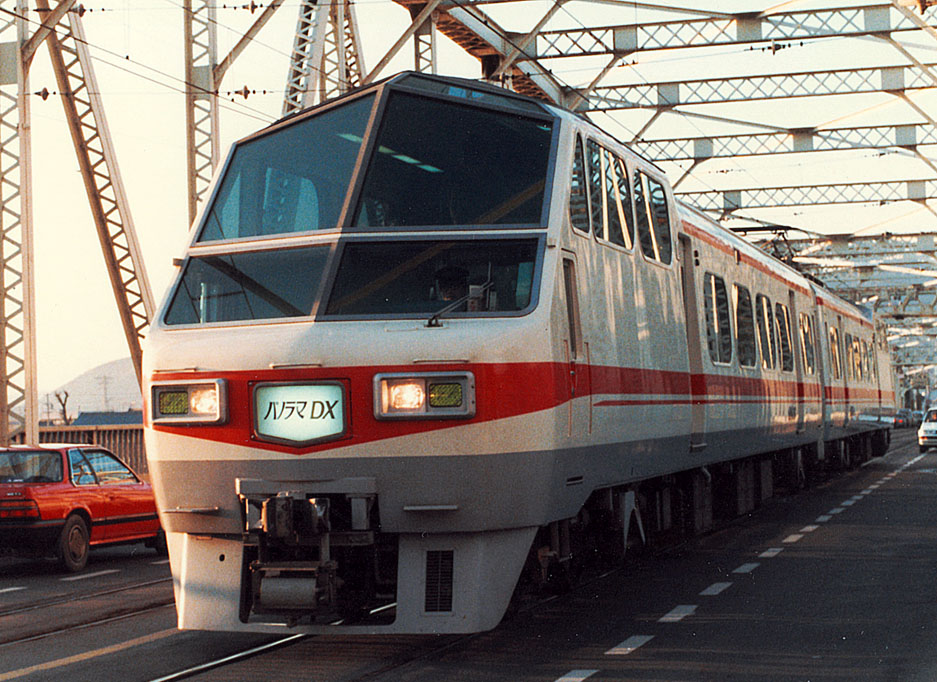
8800系「豪華DX」

在1984年12月修正至1992年11月白紙修正之間，設有新鵜沼站至河和站、內海站之間的特急列車。而使用車輛方面使用了8800系（豪華DX），座位指定費用比一般特急高500日圓（豪華座位指定費用，在1989年（平成元年）為520日圓）。在車上有提供毛巾服務。
停車站
新鵜沼站 - 犬山遊園站 - 犬山站 - 江南站 - 岩倉站 - 新名古屋站 - 金山橋站（金山站） - 神宮前站 - 太田川站 - 知多半田站 - 富貴站 - 河和站/富貴站 - 上野間站 - 內海站
此外，曾經設有8800系與7000系（全景車）連結的列車運行，因此設有「豪華座位指定費用」、「普通的座位指定費用」兩種座位指定費用，在正月的初詣運送（豐川特急）會使用這編成。
可是，由於日本經濟泡沫爆破，經濟情況不佳，以及隨後登場的1000系「全景 super」與8800系的設備只有輕微差別，因此豪華費用於1992年（平成4年）廢止，普通的座位指定費用適用於8800系上。
除了中間車廂外，8800系的兩邊車頭改造成一般特急格局並在西尾線、津島線上運行，然而此車輛不合適用於通勤運送，最後此車於2005年1月修正後退役。

### 豐橋方向直通的機場特急

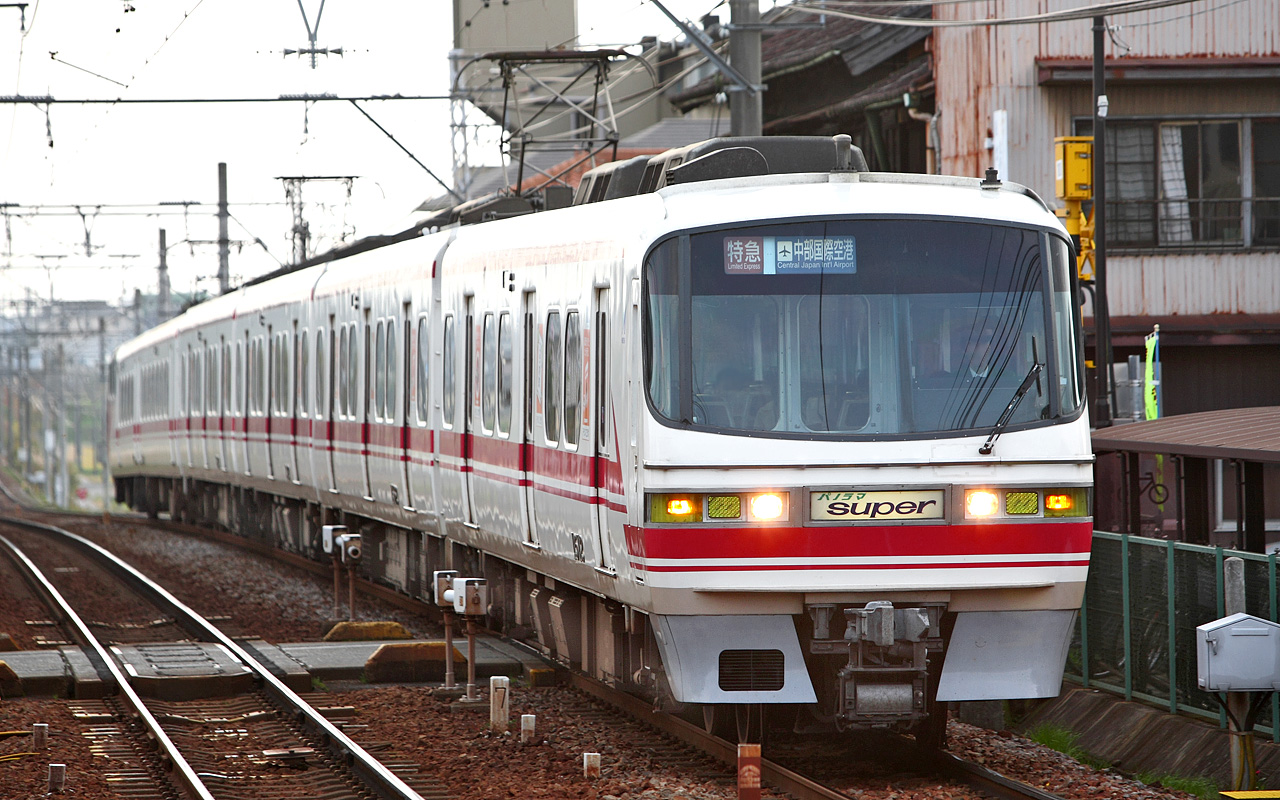
在名古屋本線東部行走的往中部國際機場的特急（富士松附近，2008年）

2005年1月白紙修正至2011年3月修正之間曾經存在的系統。以方便乘客來往名古屋本線東部至中部國際機場。
停車站（2008年12月修正，261列車）
豐橋站 - （伊奈站） - 國府站 - 東岡崎站 - 新安城站 - 知立站 - 神宮前站 - 金山站 - 神宮前站 - 太田川站 - 尾張橫須賀站 - 朝倉站 - 新舞子站 - 常滑站 - 中部國際機場站
- （ ）為特別停車站。

常滑線‧機場線與名古屋本線的分支車站是在神宮前站，但是列車會前往在鄰近的金山站才進行折返。這除了是因為配線的問題外，神宮前站可與往名鐵岐阜的特急，以方向轉換後的金山站與豐橋/機場方向的特急進行轉乘。方便3方向的運送，互相補充班次上的連接情況。但是，這個運行方式使來往豐橋方向與常滑方向的乘客需額外經過金山站至神宮前站之間兩次，因此在本系統設立時增加了特例，若使用此列車來往機場方向至豐橋方向之間，在金山站至神宮前站之間的（來回）車票可得到豁免。
但是，在設立此列車外，本線東部沿線的乘客中，前往名古屋的乘客會多於前往常滑或機場方向。而機場旅客多為使用於5時53分在豐橋出發的261列車。因此在2008年12月修正中，把日間毎小時1班的特急廢止。而剩下的261列車在2011年3月修正時廢止。
在使用車輛方面，於2007年6月修正前，基本上會使用1200系運行，在修正後至2008年12月修正前，2往返班次（中午12時15分與下午1時15分於豐橋站出發）改用2200系。在廢止前，1班使用2200系或1700系，全區間使用6卡編成運輸。
在2008年12月修正前，於平日日間時段中，特急列車在會名古屋本線內以8卡編成運行，包括早上9時15分和10時15分從豐橋出發至金山站之間為8卡編成列車，到達金山站後把後方2卡車廂分離，該2卡繼續前往名鐵岐阜，在中部國際機場站於下午4時出發的列車到達金山站也會連結從名鐵岐阜出發的2卡編成列車。

## 高山本線直通列車
「北阿爾卑斯」是在1970年至2001年之間，由JR東海、名鐵營運的特別急行列車，在2001年10月時間表修正時廢止。此列車是名鐵犬山線至國鐵·JR東海高山本線之間的直通優等列車，也是名鐵唯一柴油特急列車班次。運行區間曾多次改變，在末期來往新名古屋站（現時為名鐵名古屋站）至高山站之間運行，以輔助JR特急列車「飛驒」。此外，在1972年9月27日前，列車會在犬山橋北邊的分支點經過連接線（事實上是新鵜沼站和鵜沼站的車站內）進入高山本線路軌，鵜沼至美濃太田之間由名鐵負責業務，美濃太田站起進行交班，由舊國鐵・JR東海乘務員負責執行業務。
若在名鐵線內乘坐「北阿爾卑斯」，需先購買名鐵的特急票，另外還要普通乘車票作為乘車票。持有其他乘車票，包括3・3・SUN Free車票（在車票面書寫了不可乘坐「北阿爾卑斯」）、定期乘車票或回數乘車票均不可乘坐「北阿爾卑斯」（即使另外持有特急票）。
若乘坐「北阿爾卑斯」直通至另一間公司的區間，在車費和特急費用上，需計算名鐵各站至新鵜沼站之間和鵜沼站至JR各站之間的相應所需車費和特急費用。

### 停車站
準急、急行「高山」
神宮前站 - 金山橋站 - 新名古屋站 - 岩倉站 - 新鵜沼站（換線）鵜沼站 - 美濃太田站 - 白川口站 - 下呂站 - 飛驒小坂站 - 高山站 （- 飛驒古川站）
- 1966年12月1日後運輸區間延長至飛驒古川站。

急行「北阿爾卑斯」
神宮前站 - 金山橋站 - 新名古屋站 - 岩倉站 - 新鵜沼站（換線）鵜沼站 - 美濃太田站 - 白川口站 - 下呂站 - 飛驒小坂站 - 高山站 - 飛驒古川站 - 豬谷站 - 越中八尾站 - 富山站 - 寺田站 - 五百石站 - 岩峅寺站 - 有峰口站 - 立山站
- 1972年9月27日後不需要在新鵜沼站・鵜沼站換線（從貨物線的折返線變為行走連接線），不需要通過該兩站，但改停犬山站。
- 飛驒古川站至立山站之間在冬季期間（11月中旬至4月下旬）暫停服務。高山站至立山站之間以3卡編成運行（在冬季期間所有編成只往飛驒古川）。

特急「北阿爾卑斯」（剛升級為特急時）
神宮前站 - 新名古屋站 - 犬山站 - 美濃太田站 - 下呂站 - 高山站 - 飛驒古川站 - 富山站 - 寺田站 - 五百石站 - 岩峅寺站 - 有峰口站 - 立山站
- 飛驒古川站至立山站之間只限在夏季時間表期間（7月中旬至11月上旬）運行。高山站至立山站之間以3卡編成運行（在其他期間所有編成只往飛驒古川）。
- 後來特急「北阿爾卑斯」增加停車站，包括金山橋站、岩倉站、豬谷站和越中八尾站，這些車站在急行「北阿爾卑斯」時代為停車站（即停車站復活）。此外，運転區間在1983年夏季時間表前以立山站為終點站，1985年3月修正前為飛驒古川站，1990年3月修正前為富山站，隨後再縮短至高山站。

在廢止前
新名古屋站 - 岩倉站 - 江南站 - 犬山站 - 犬山遊園站 - 美濃太田站 - 白川口站（只限上行）- 飛驒金山站 - 下呂站 - 飛驒萩原站（只得上行）- 飛驒小坂站 - 久久野站 - 高山站

### 編成
準急（急行）「高山」時代，設有2卡中間車廂，2卡車頭（去程為頭等車廂，即是後期為綠色車廂），合共基本上為4卡編成，在需要時可增加車廂。
在前往立山的時代，高山站以南以6卡編成運行，以北只有普通車廂並以3卡編成運行（名古屋至飛驒古川之間為6卡編成）。
在廢止前，列車使用Kiha8500系車廂，並基本上以3卡編成，在多客時期會增加車廂。在1999年起會常與特急「飛驒」（通常4卡編成）結併。本條目將省略「飛驒」編成部分。
| 北阿爾卑斯                                                                           |    |    |
| ←新名古屋方向高山方向→                                                               |    |    |
| \| 1 \| 2 \| 3 \| \| 指 \| 自 \| 自 \|                                               |    |    |
| - 1號和3號車廂為禁煙車廂，2號車廂為吸煙車廂 圖例 指=普通車座位指定席 自=普通車自由席 |    |    |
| 1                                                                                    | 2  | 3  |
| 指                                                                                   | 自 | 自 |

### 直通列車的變遷

#### 戰前・高山本線直通列車
- 1932年（昭和7年）10月8日 開設首列犬山線至省線高山本線的直通列車，來往柳橋站（日语：柳橋駅 (愛知県)）（當時為犬山線的終點站） - 下呂站之間，逢星期六及假日運行。直通列車使用Mo750形（日语：名古屋鉄道デセホ700形電車）（755・756号），車輛內改造為半車榻榻米墊。當時的所需時間為約2小時。
- 1933年（昭和8年）7月 專用直通列車改用Mo250形（日语：尾西鉄道デボ200形電車），該列車特別加設廁所。該電動列車在高山線內使用蒸氣機車牽引，因此加設暖房用蒸氣管。
- 1940年（昭和15年）10月10日 新設毎日1往返班次的定期列車，來往押切町站（日语：押切町駅）（與柳橋站同樣為當時名古屋的名鐵終點站）至富山站之間。在名鐵線內（押切町站至新鵜沼站之間）使用國鐵的客車，並在押切町站前使用名鐵的電動列車（Mo700形（日语：名古屋鉄道デセホ700形電車））牽引，在國鐵鵜沼站至富山站之間與岐阜站至富山站之間運行的列車結併。國鐵客車中使用舊式17米級木造客車，因此可以駛入名鐵線內狹小的車輛斷面界限。
- 1941年（昭和16年）8月12日 新名古屋站（現時為名鐵名古屋站）啟用，直通列車的終點站遷移至該站，以增加便利性。
- 1945年（昭和20年）由於戰況惡化，直通列車自然被消滅（確實的日期，中止的直接理由不詳）。

#### 準急・急行「高山」
- 1965年（昭和40年）8月5日 開設準急「高山」的國鐵（現時為JR）高山本線直通列車，來往神宮前站至高山站之間，使用專用車輛Kiha8000系（日语：名鉄キハ8000系気動車），在20年後再次開設直通列車。
  - 當時設有私鐵車輛中少見的頭等車廂（日语：一等車）（現時為綠色車廂），另外也設有二等車廂（日语：二等車）（現時為普通車（日语：普通車 (鉄道車両)））。全席為座位指定席（日语：座席指定席），需支付座位指定費用（日语：座席指定席券）50日圓。
- 1966年（昭和41年）3月5日 國鐵的準急制度修正，準急「高山」升級為急行。
- 1966年（昭和41年）12月1日 運行區間延長至飛驒古川站。
- 1967年（昭和42年）7月至8月 國鐵提出請求，在星期六把Kiha8000系借出，行走名古屋站至岐阜站至高山站之間的夜行臨時急行「龍膽」，只限下行班次。
  - 此外，在翌日為了運行「高山」班次，列車以不載客列車返回名古屋。
- 1969年（昭和44年）5月10日 國鐵的車等制度修正，「高山」的頭等車廂變為「綠色車廂」。
- 1969年（昭和44年）8月31日 為了翌年開始駛入立山站，把利用率低的綠色車廂廢止。綠色車廂的車輛（Kiro8101・Kiro8151）改裝為普通車廂（Kiha8101・Kiha8102）。

#### 急行・特急「北阿爾卑斯」
- 1970年（昭和45年）7月15日 「高山」改名為「北阿爾卑斯」。同時在夏季（4至11月）從飛驒古川站延長至富山地方鐵道立山線立山站，為首列「私鐵 - 國鐵 - 私鐵」3路線直通運輸的列車。
  - 列車到達立山後，在翌日回程前會錯誤運用（日语：間合い運用）列車，行走線內特急「阿爾卑斯號」（立山站至宇奈月溫泉站之間）。
  - 此外，「高山」此列車名稱隨後使用在來往大阪的急行列車上。
- 1972年（昭和47年）9月27日 新鵜沼站內的名鐵犬山線與高山本線連接的連接線開通（配線變更），不需要駛入鵜沼站折返。「北阿爾卑斯」通過該站，因此停車站改為犬山站。
- 1976年（昭和51年）10月1日 實施國鐵時間表修正，「北阿爾卑斯」升級為特急。列車的車身顏色會與國鐵Kiha82系相同。但是，顏色與國鐵急行形的顏色相同[注釋 18]。
- 1980年（昭和55年）7月15日 為了直通至立山站10周年記念，列車頭標換成立山山脈圖案。
- 1984年（昭和59年）7月1日 「北阿爾卑斯」在飛驒古川站至立山站之間季節性延長運輸廢止。事實上，在1983年夏季時間表後，列車不會進入富山地鐵區間，神宮前站至飛驒古川站之間全年運行。
- 1985年（昭和60年）3月14日 運行區間改為神宮前站（在國鐵時間表上仍是新名古屋站）至富山站之間。
  - 國鐵當時使用的Kiha80系（日语：国鉄キハ80系気動車）開始老化，為了代替往金澤的「飛驒」號列車，因此此延長至富山站[注釋 19]。
  - 同時在時間表修正中，國鐵在營業政策上，在國鐵內部中，把列車的起終點站定為「新名古屋」[注釋 20]。因此，在國鐵發布的資訊中，到車會以「新名古屋」為起終點站。但是，在名鐵中，一直以來都以「神宮前」為起終點站。
- 1987年（昭和62年）4月1日 國鐵分割了JR各社，使「北阿爾卑斯」在名鐵 - JR東海 - JR西日本3公司直通。
- 1990年（平成2年）3月10日 運輸區間變更為來往神宮前站（JR時間表上為新名古屋站）至高山站之間。名鐵車輛在西日本旅客鐵道範圍內只行走了3年便結束。
  - 由於特急「飛驒」引入Kiha85系（日语：JR東海キハ85系気動車），因此上文提及的替代措置結束[注釋 21]。
- 1991年（平成3年）3月16日 Kiha8000系被新引入的Kiha8500系（日语：名鉄キハ8500系気動車）取代，使所需時間縮短約30分鐘。新車與JR的Kiha85系有著同等的性能，在多客時期與JR從名古屋出發的特急「飛驒」結併運輸[注釋 22]。此外，由於成為「飛驒」的一部分，所以在時間表上成為L特急。
- 1997年（平成9年）4月5日 錯誤運用情況變更，「北阿爾卑斯」的運行區間改為新名古屋站至高山站之間。
- 1999年（平成11年）12月4日 上下行列車與定期特急「飛驒7・18號」開始結併運輸（在JR高山本線內獨立運行的情況事實已消滅）。加停江南站和犬山遊園站（這兩站一直都是通過車站）。
- 2001年（平成13年）10月1日 實際JR時間表修正「北阿爾卑斯」（JR直通列車）廢止[注釋 23]。

### 「北阿爾卑斯」廢止的理由
- 以下為「北阿爾卑斯」廢止的理由
  1. 特別在下行（高山方向）的出發時間是在中午前後，偏離了名鐵沿線的觀光客的需求，因此使用量低[注釋 24]。
  2. 在名古屋市內、近郊的JR各站前往高山方向中，設有多款特急「飛驒」向的減價乘車票，但「北阿爾卑斯」中在名鐵和JR方面沒有任何優惠，而乘坐此站車直通兩公司區間時，是分開計費車費和特急費用，因此在犬山線沿線以外乘坐「北阿爾卑斯」時的車費會較高。
  3. JR新幹線沒有與「北阿爾卑斯」在鵜沼（新名古屋）站轉乘時設有繼乘減價（日语：乗り継ぎ料金制度#乗継割引）優惠，因此東京、大阪方向經東海道、山陽新幹線的乘客沒有動機以轉乘較昂貴又不便的「北阿爾卑斯」。
  4. 在「電氣化鐵路公司」中出現了異端的柴消列車專用設備（加油、維修設施），以及額外管理乘務員的費用[注釋 25]，再者名鐵需與JR商討「北阿爾卑斯」的安排（包括時間表修正）。然而所得的収入和權衡得益都不能維持下去。
  5. 由於東海北陸自動車道陸續開通，使乘客開始轉移至乘坐高速巴士、包車或私家車。名鐵[注釋 26]在高速公司啟用同時開辦名鐵巴士中心至高山站之間的高速巴士（飛驒高山號（日语：ひだ高山号）。與JR、濃飛巴士（日语：濃飛乗合自動車）聯營），使「北阿爾卑斯」廢止後設有替代的高速巴士服務，增加1往返班次。

  - 在「北阿爾卑斯」廢止時，設有以下措施。
    1. 把剩餘的專用車輛8500系，全部轉讓給會津鐵道（在行走AIZU山特快後，Kiha8501和8504於2010年退役，在那珂川清流鐵道保存會保存。而Kiha8502和8503再轉讓至馬來西亞的沙巴州鐵路）。
    2. 新鵜沼站內犬山線至高山本線的連接線，在新鵜沼站進入月台增建工程使部分路軌撤走。
    3. JR各社的連接運輸（連絡乘車票）的範團中，JR東海的近郊各站互相區間縮小。其解除其他JR各社的連接運輸。
    4. 名鐵的「北阿爾卑斯」廢止後的替代班次中，就有1往返班次使用1000系的全車特別車特急，來往新鵜沼站（在2005年以後改為2000系）。

## 使用特急的車輛

### 現時使用

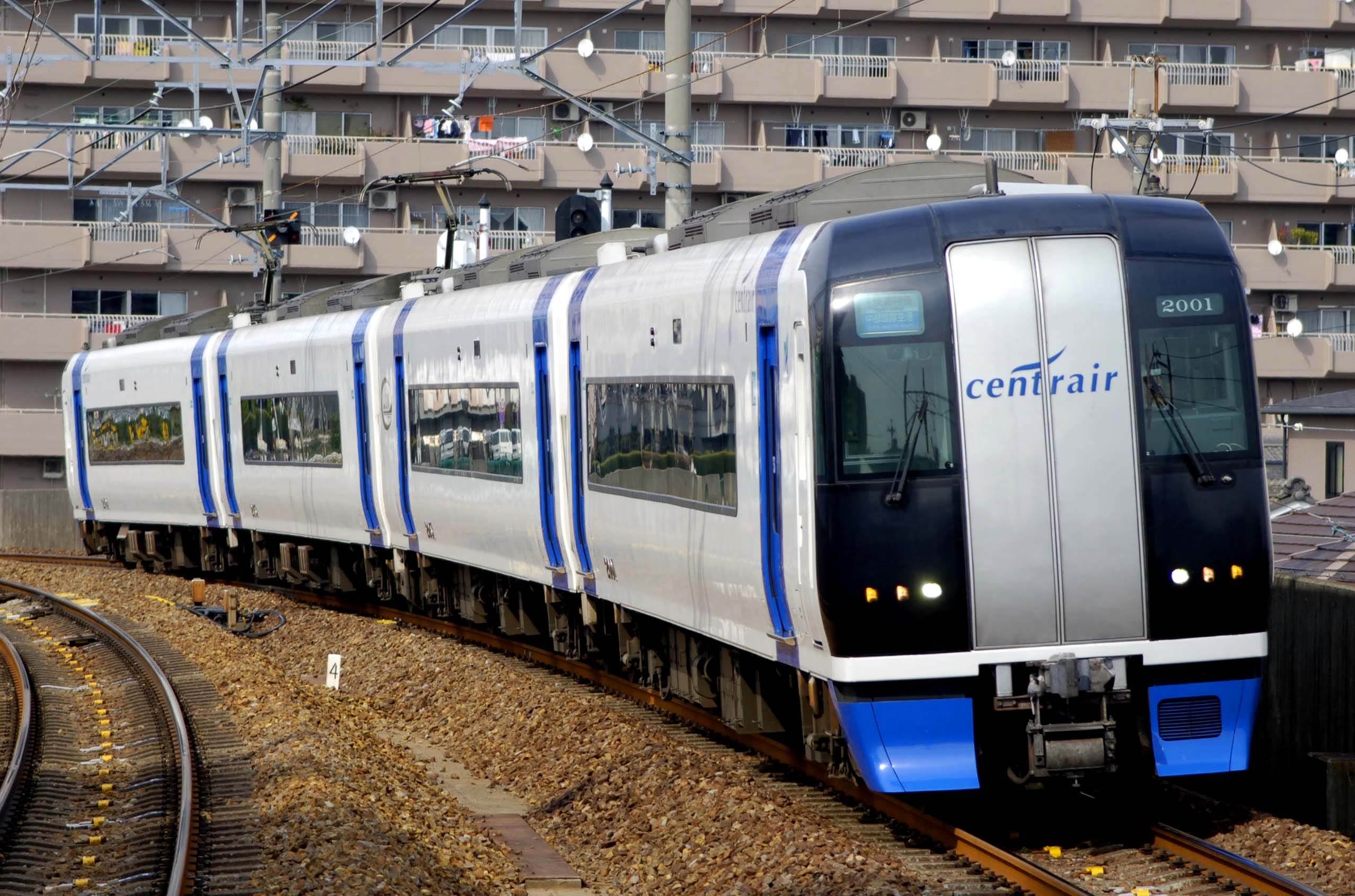
名鐵2000系電動列車特別車 （μ-SKY）

全車特別車的特急

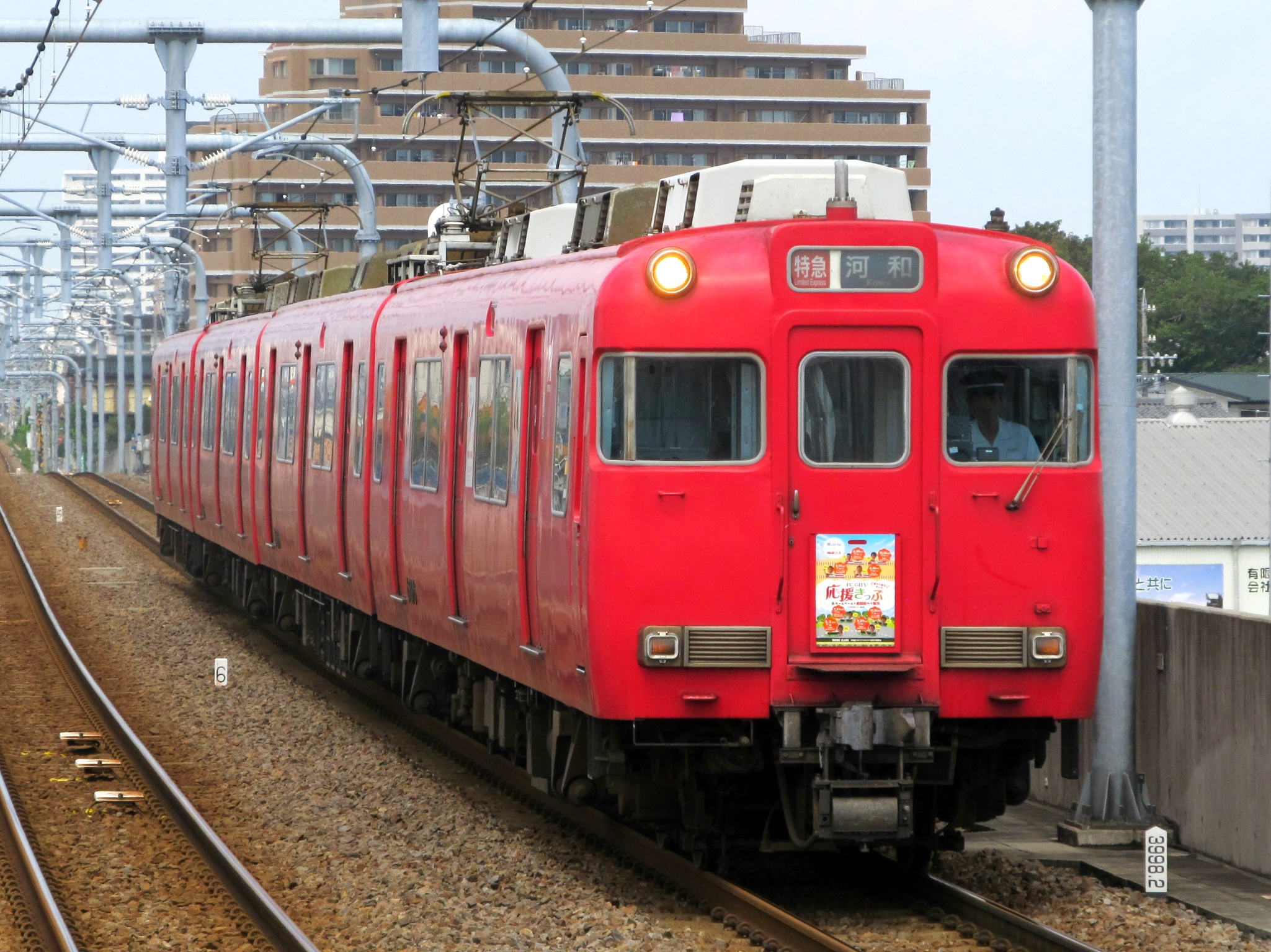
名鐵6000系電動列車
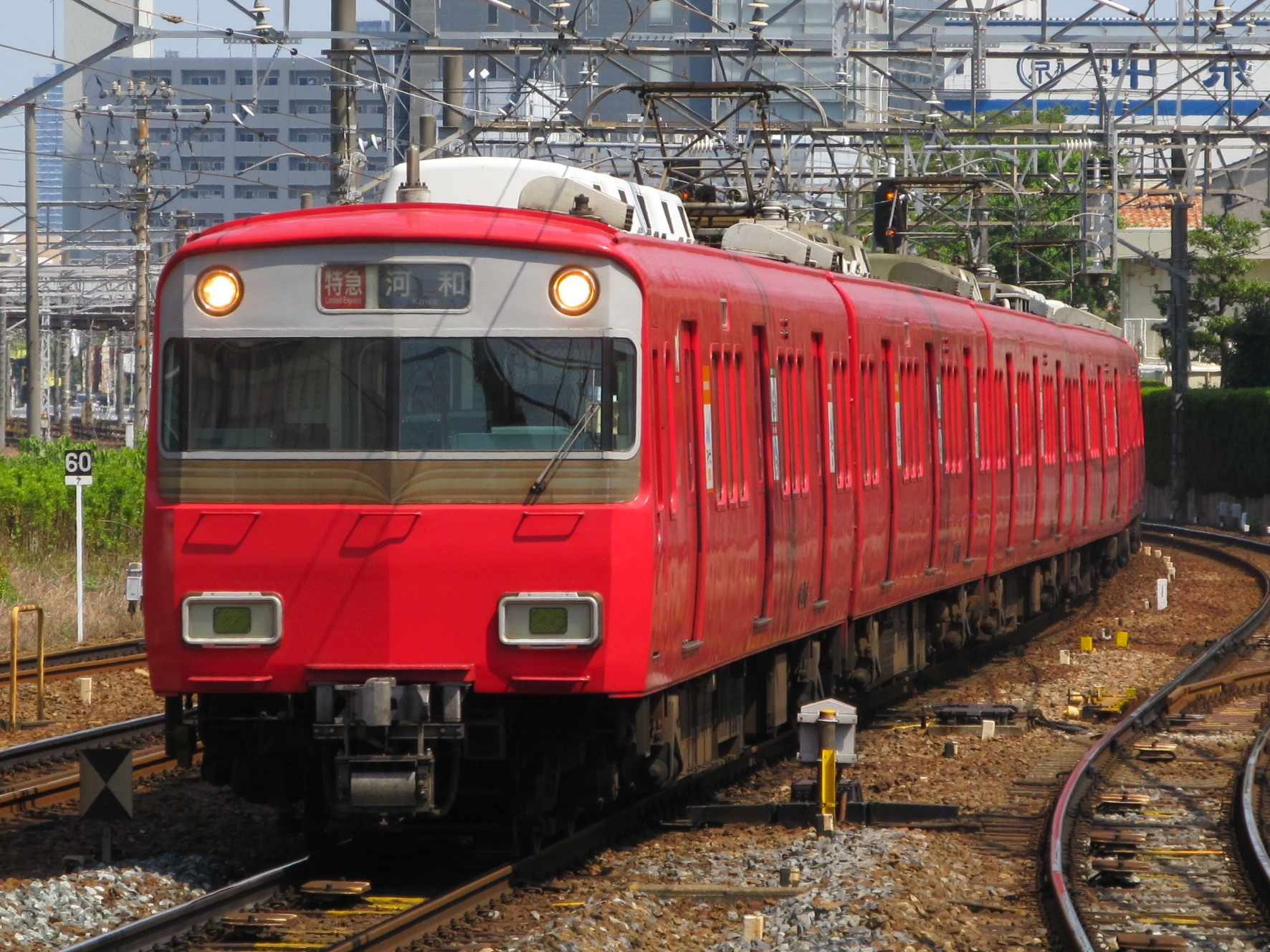
名鐵6000系電動列車#6500系
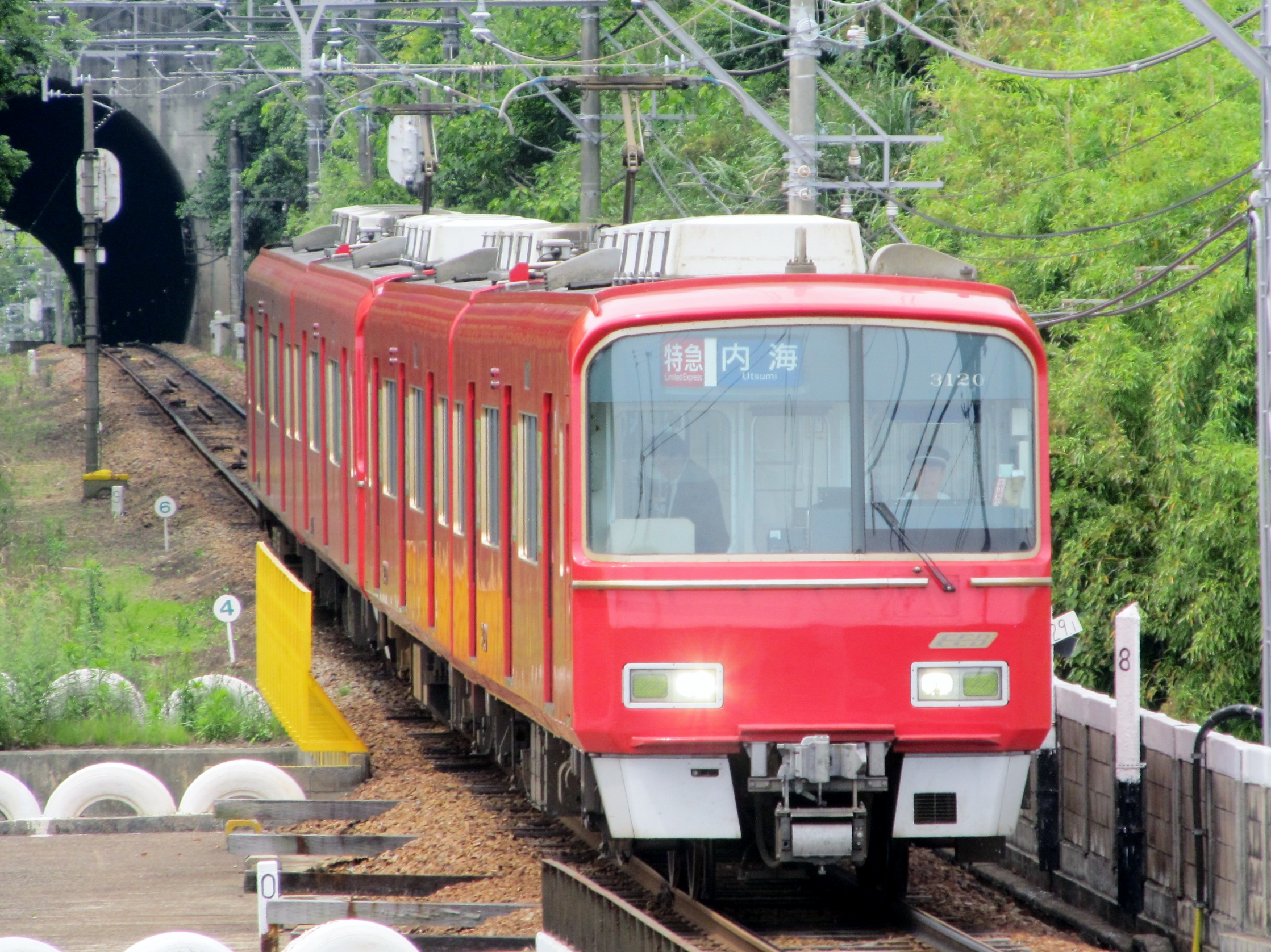
2000系（日语：名鉄2000系電車）特別車
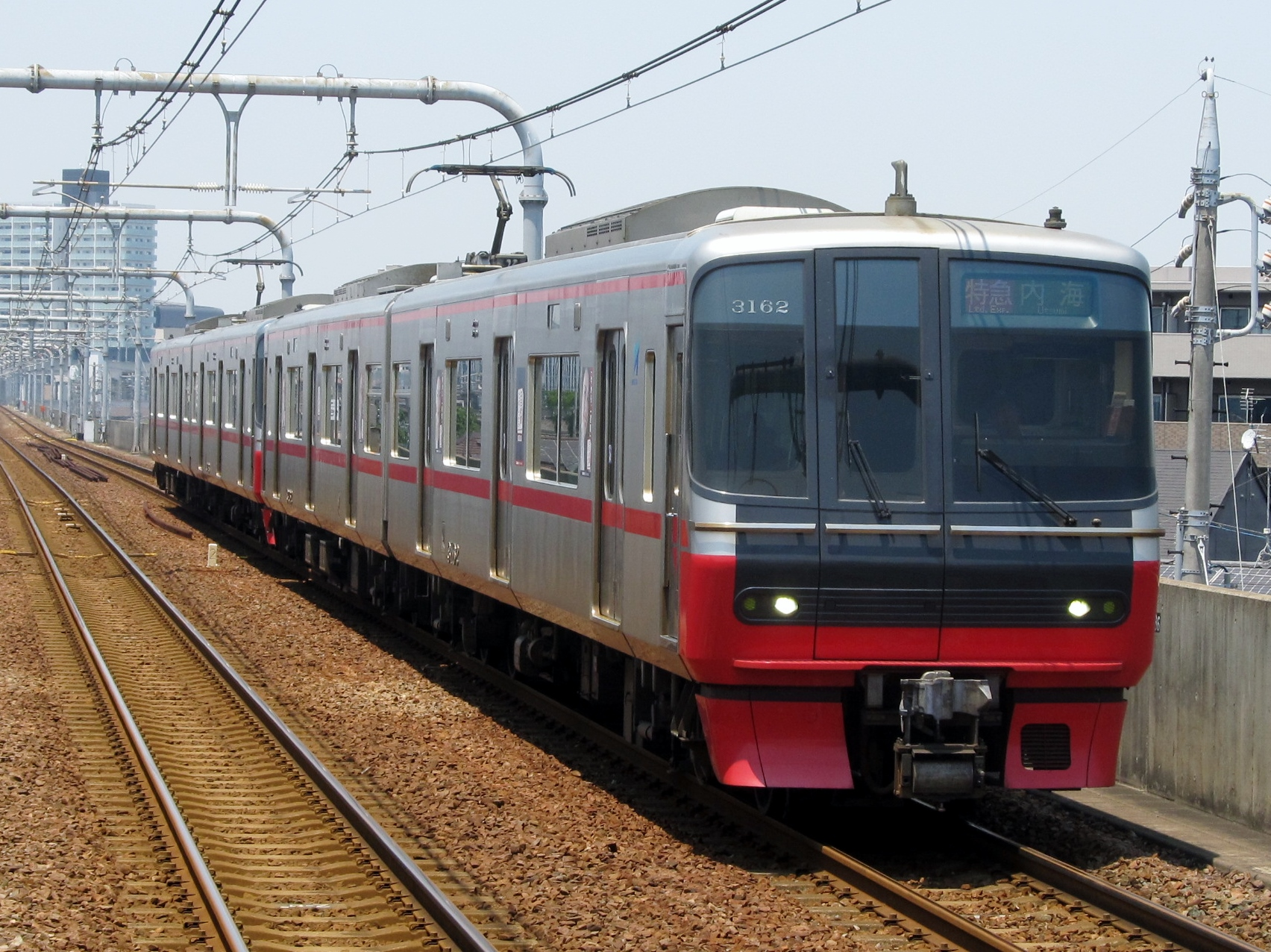
3150系
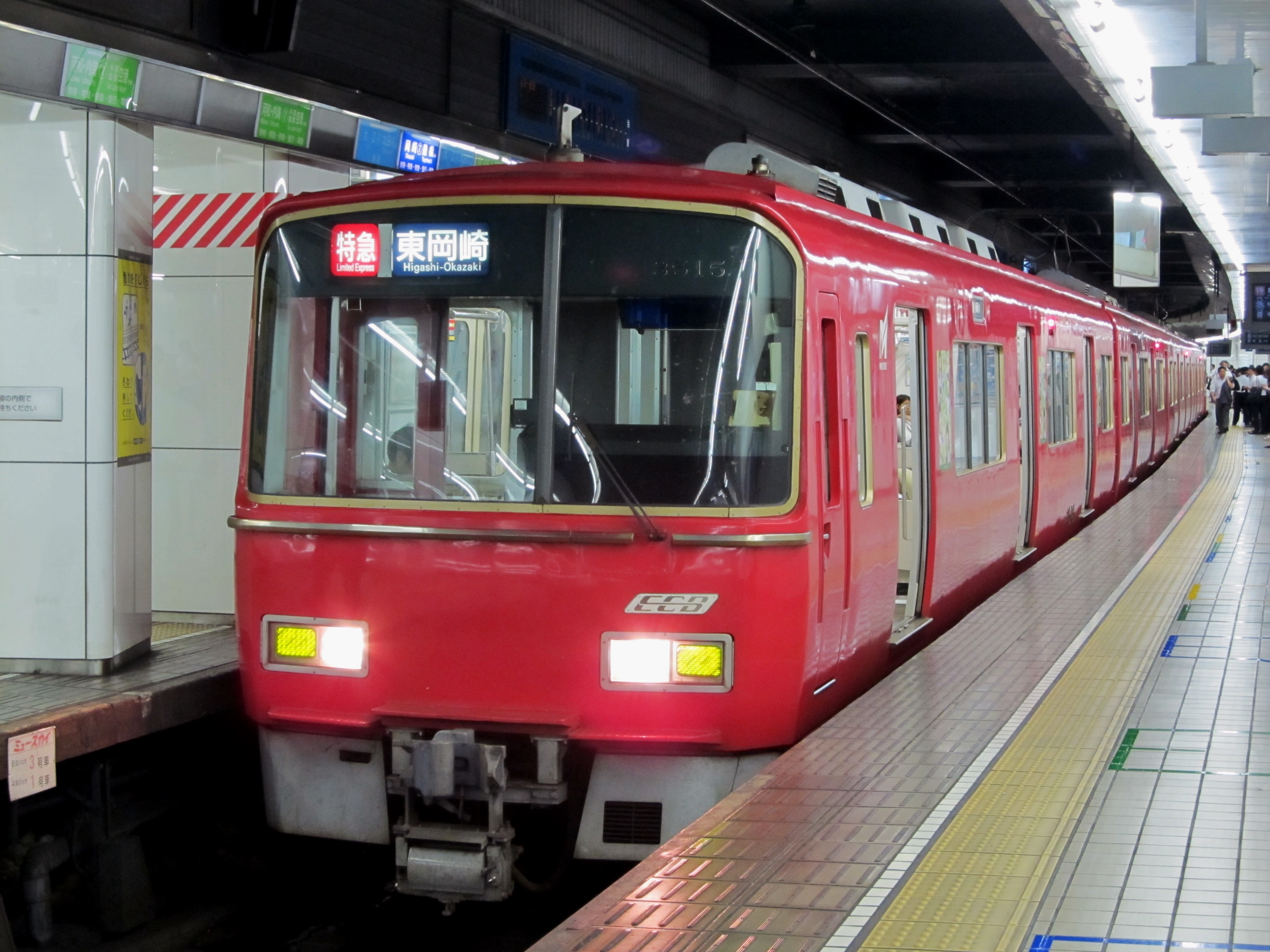
名鐵3500系電動列車 (第2代)
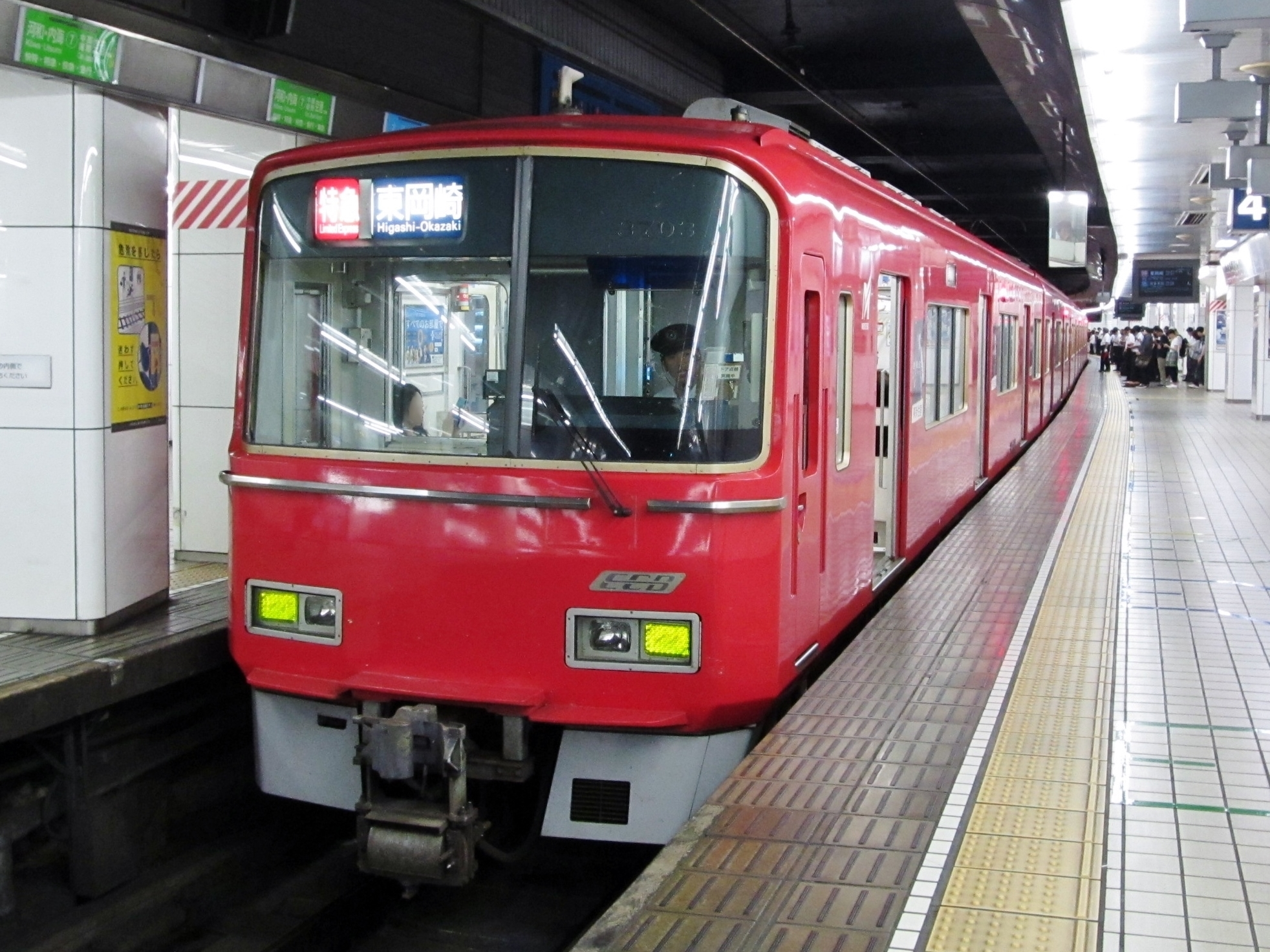
名鐵3500系電動列車 (第2代)#3700系
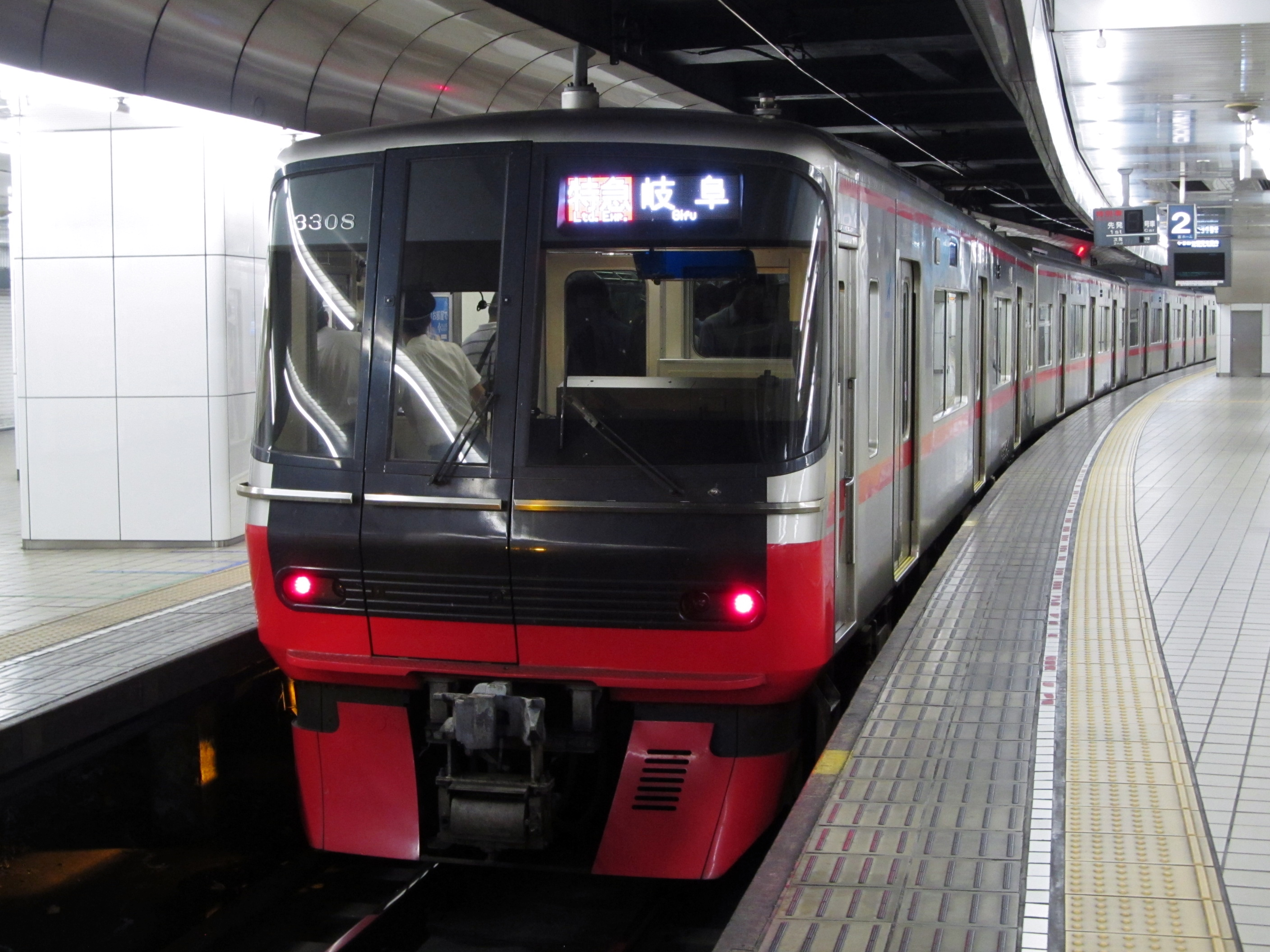
名鐵3300系電動列車 (第3代)
（μ-SKY）

部分特別車的特急

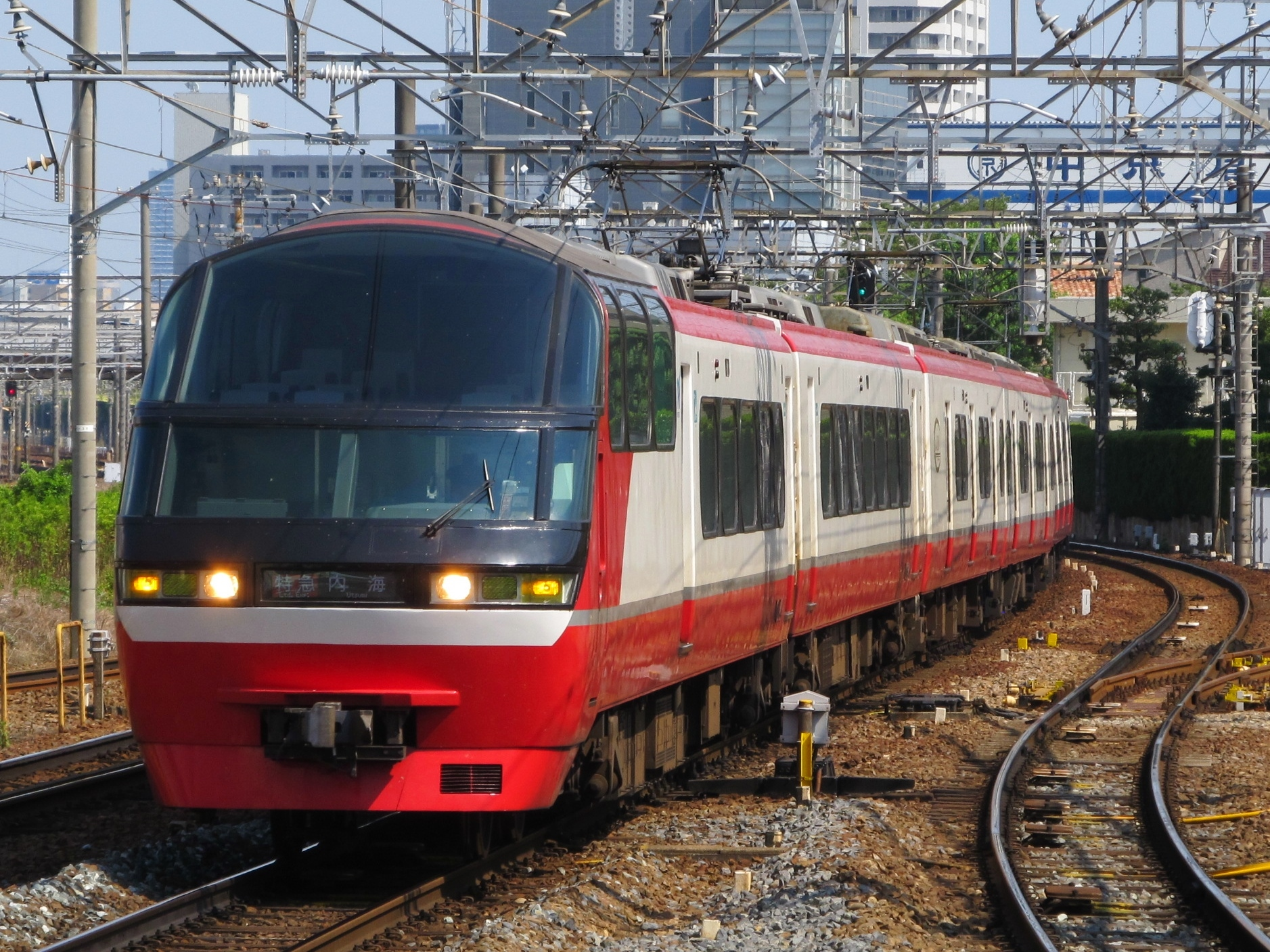
1200系（日语：名鉄1000系電車）特別車[注釋 27] （全景super）
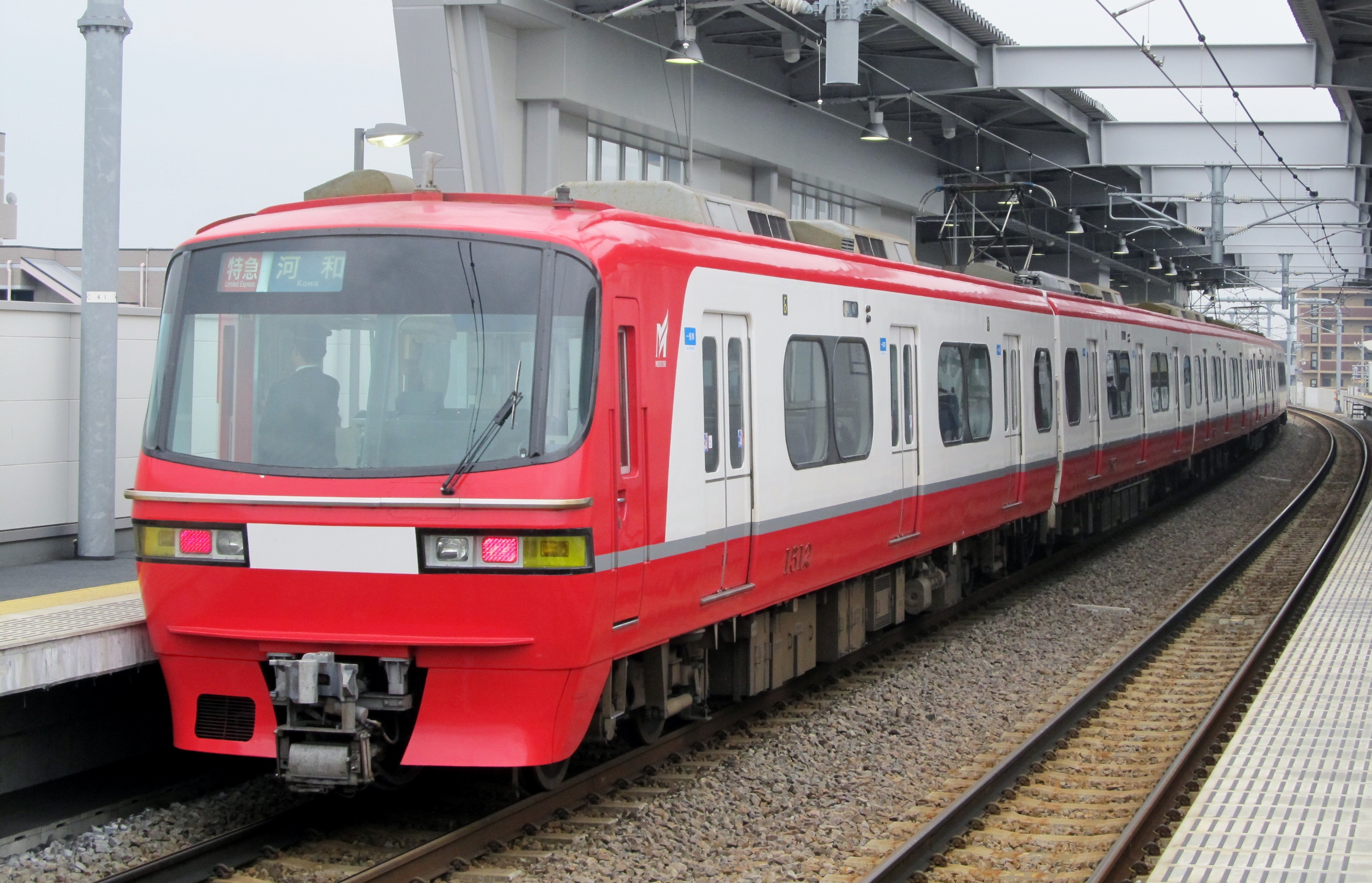
1200系一般車 （全景super）
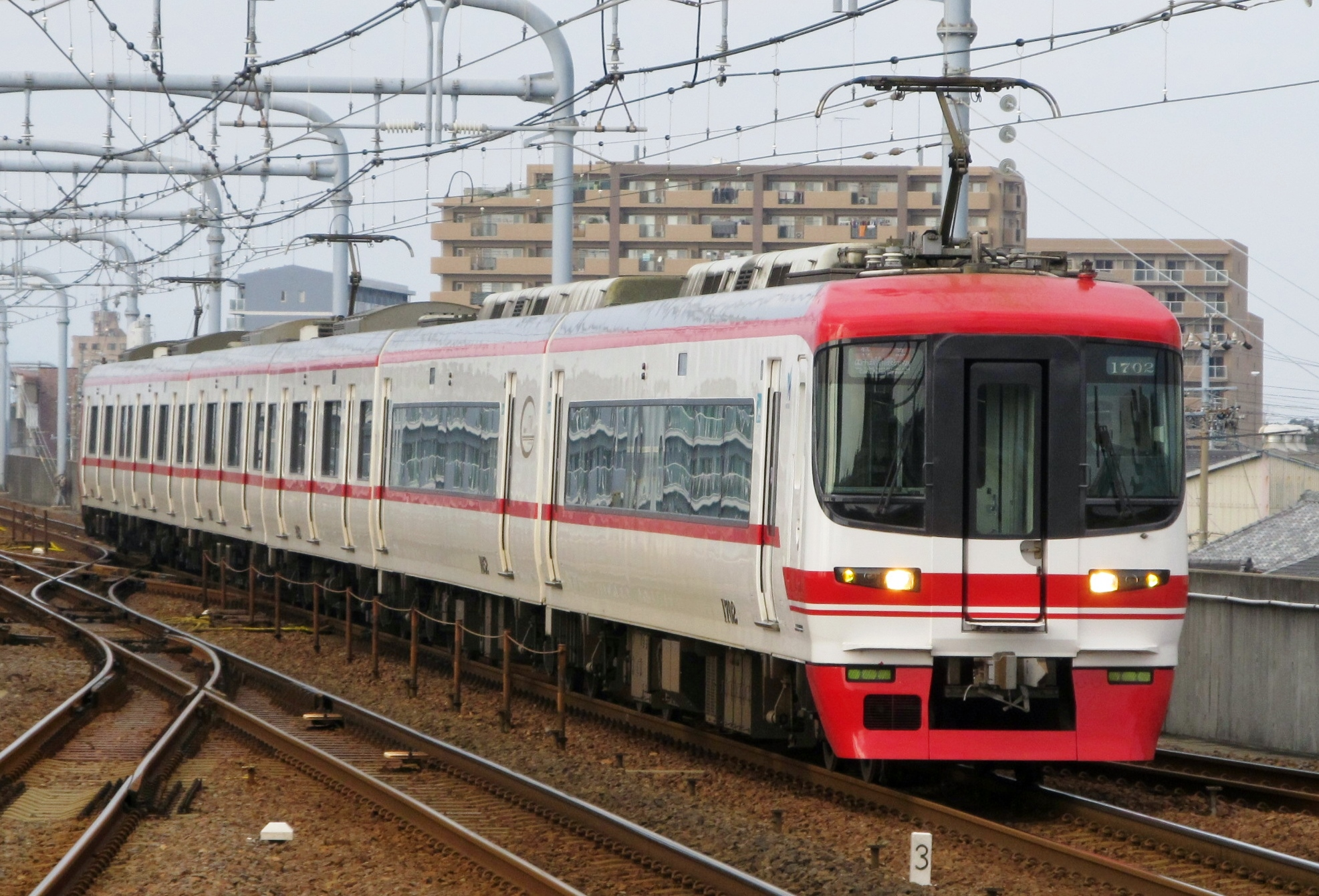
1700系（日语：名鉄2200系電車#1700系）特別車
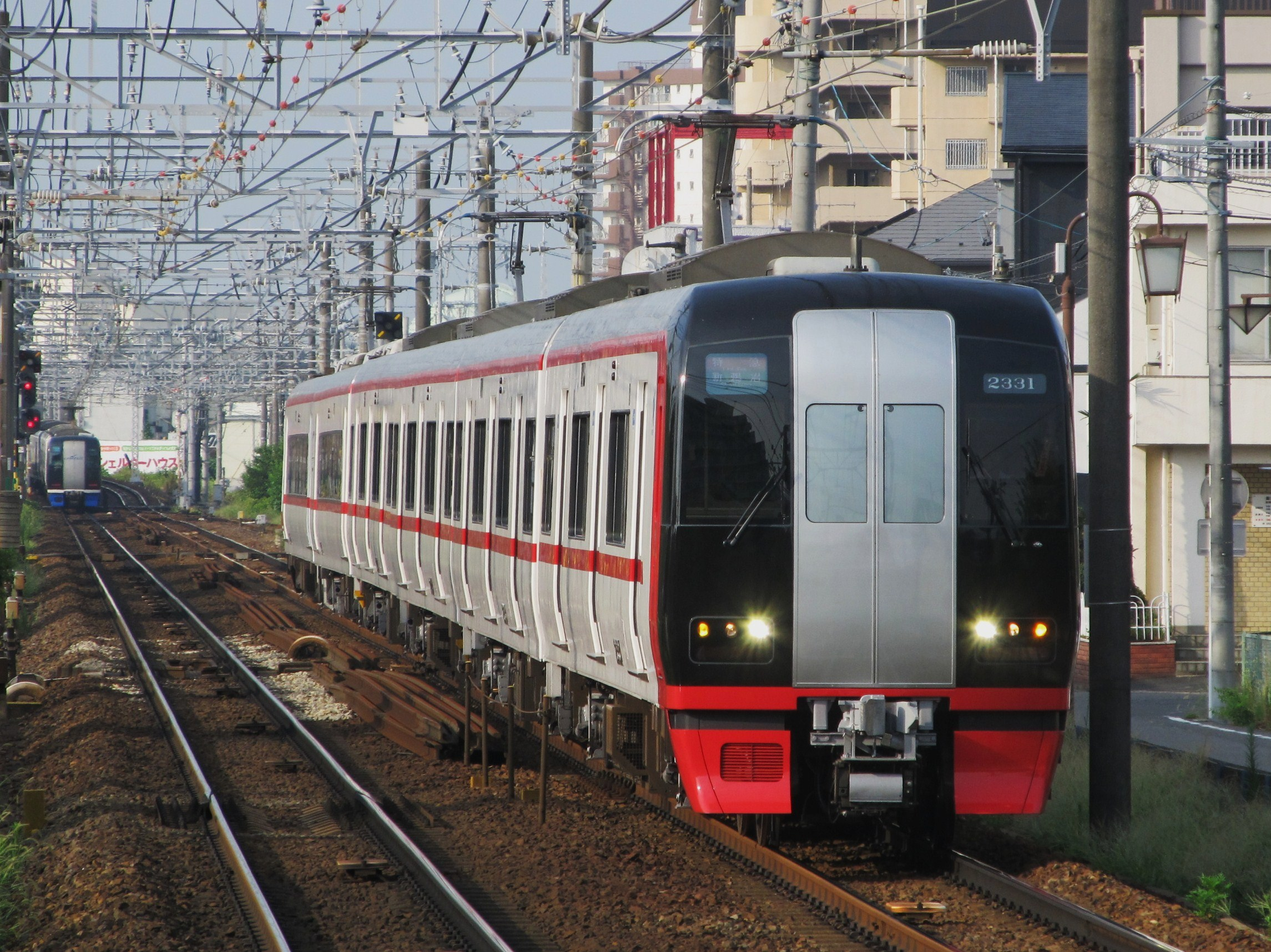
2300系（日语：名鉄2200系電車#2300系）一般車
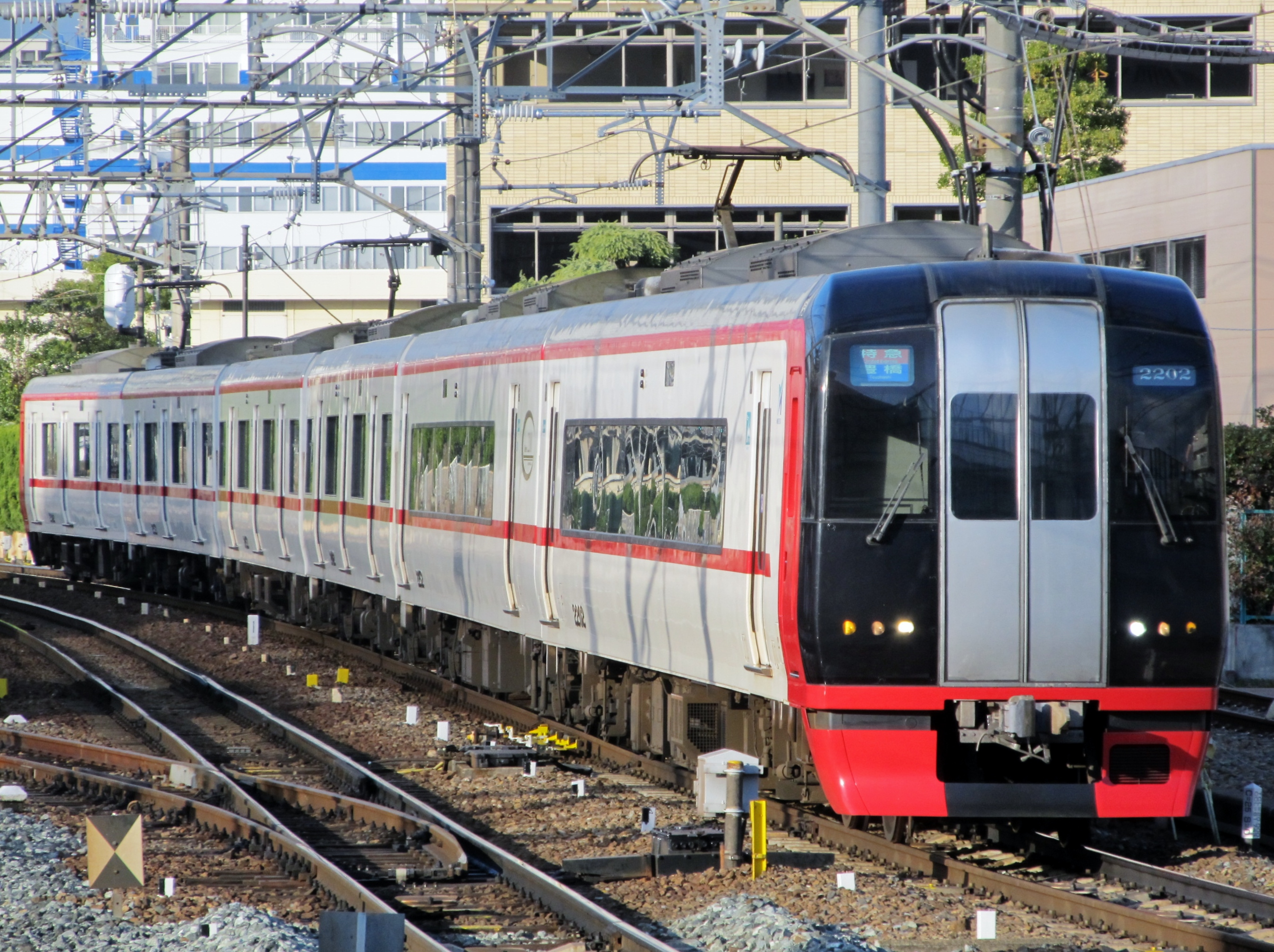
2200系（日语：名鉄2200系電車）特別車・一般車
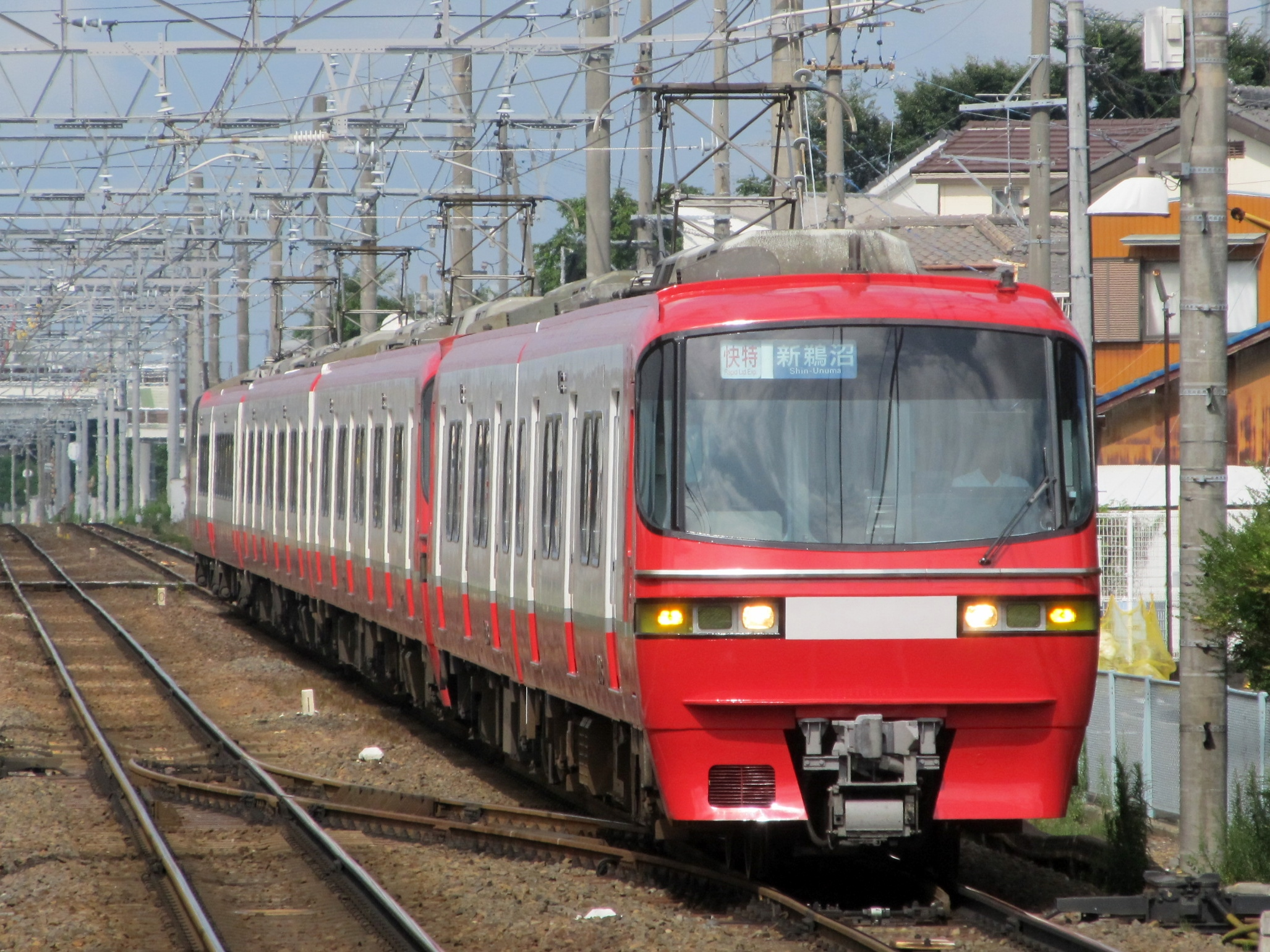
1800系（日语：名鉄1000系電車#1800系・1850系）一般車 ※增結車輛
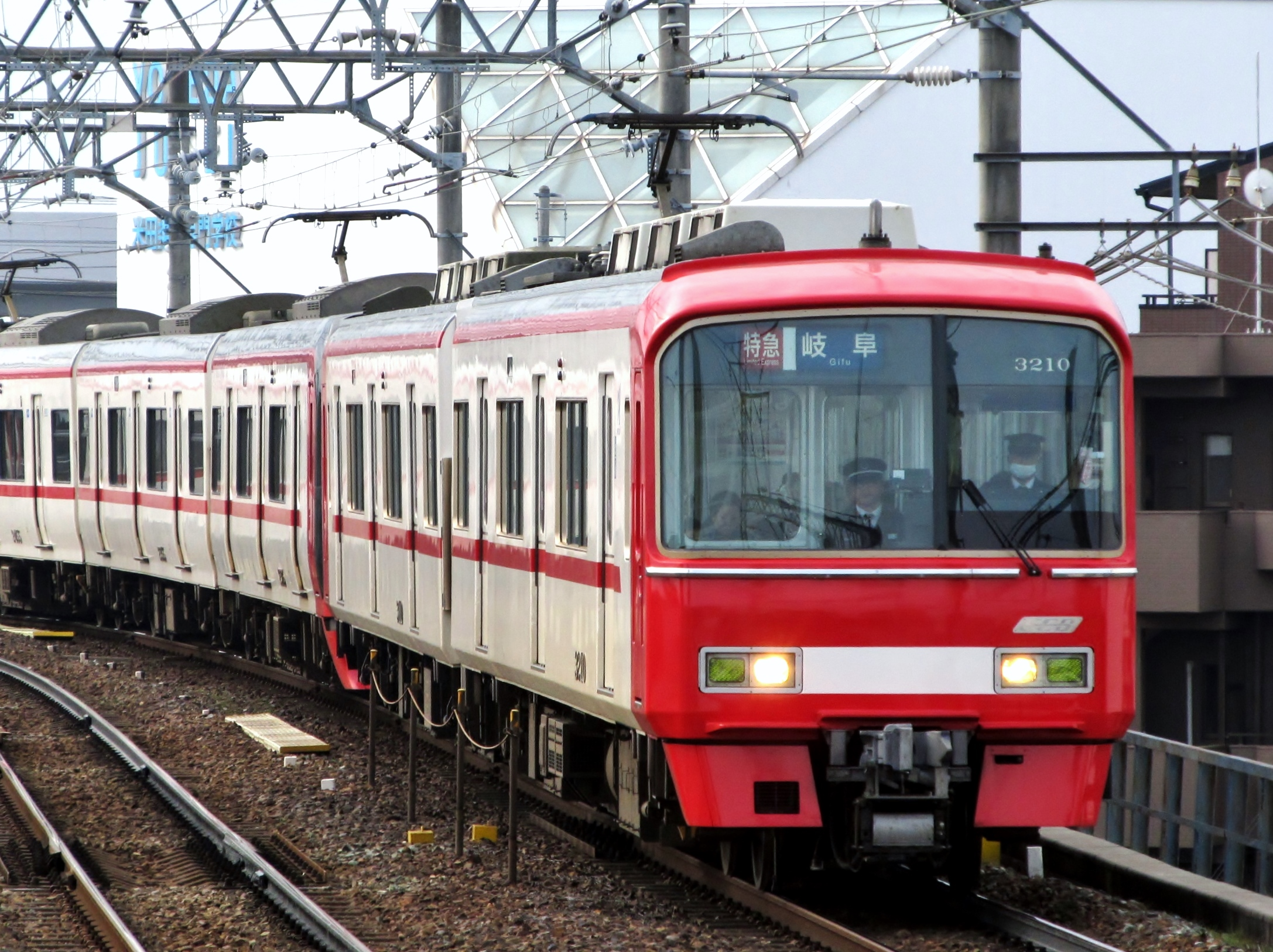
3100系（日语：名鉄3500系電車 (2代)#3100系）一般車 ※增結車輛
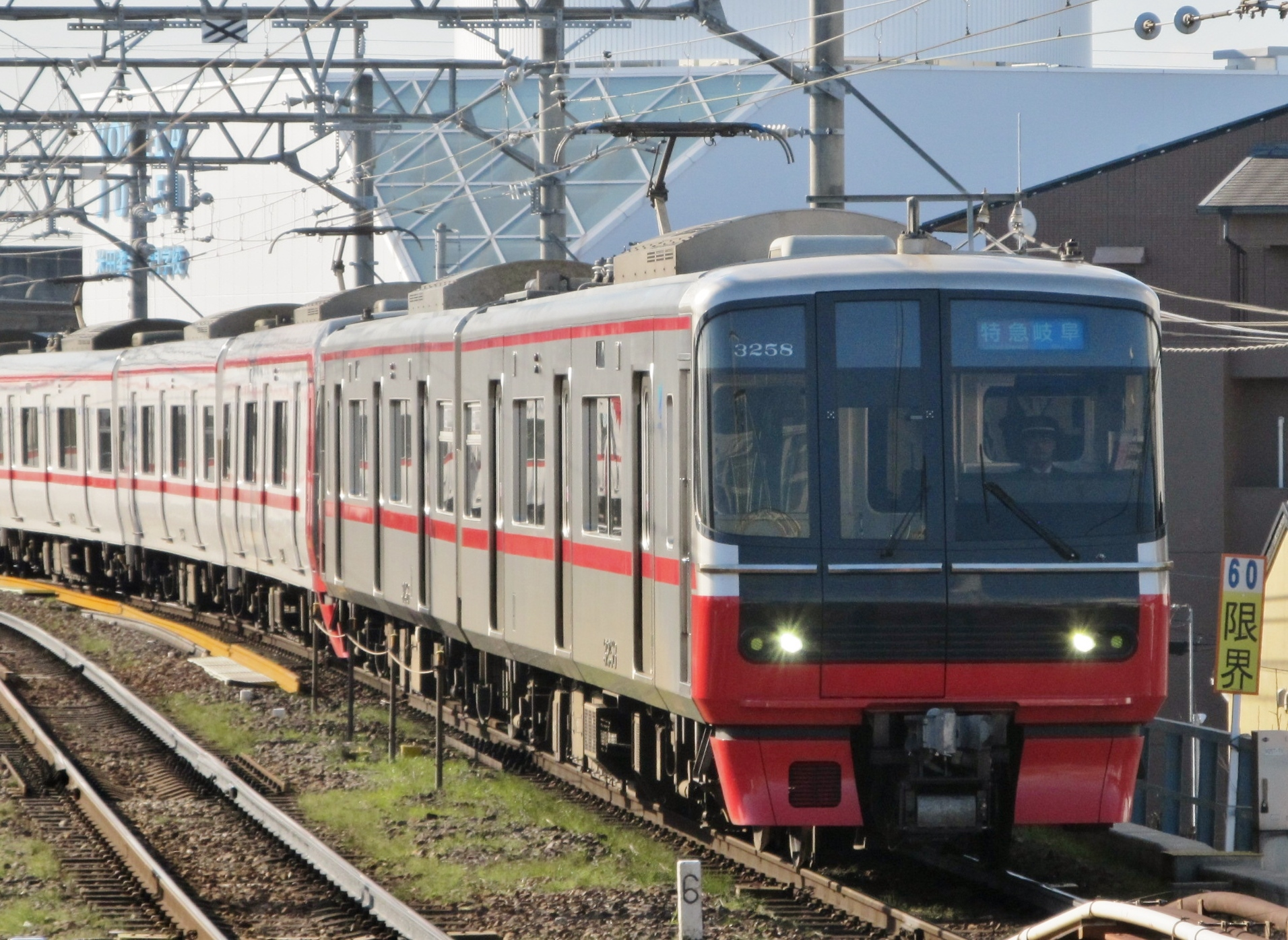
3150系（日语：名鉄3300系電車 (3代)#3150系）一般車 ※增結車輛

全車一般車的特急
- 6000系（日语：名鉄6000系電車）
- 6500系（日语：名鉄6000系電車#6500系）
- 3100系[73]
- 3150系[73]
- 3500系 (第2代)（日语：名鉄3500系電車 (2代)）
- 3700系 (第3代)（日语：名鉄3500系電車 (2代)#3700系）
- 3300系 (第3代)（日语：名鉄3300系電車 (3代)）

### 代行車輛
當原本使用全車一般車行走特急前出發突發情況，使需要更改列車時，通常會使用不常見的列車代行。此外，當發生事故使部分特別車車輛數目不足時，部分班次會改用全車一般車替代行走。在需尋找全車一般車車輛行走時，通常那些替代車輛在正常情況下不會行走特急。

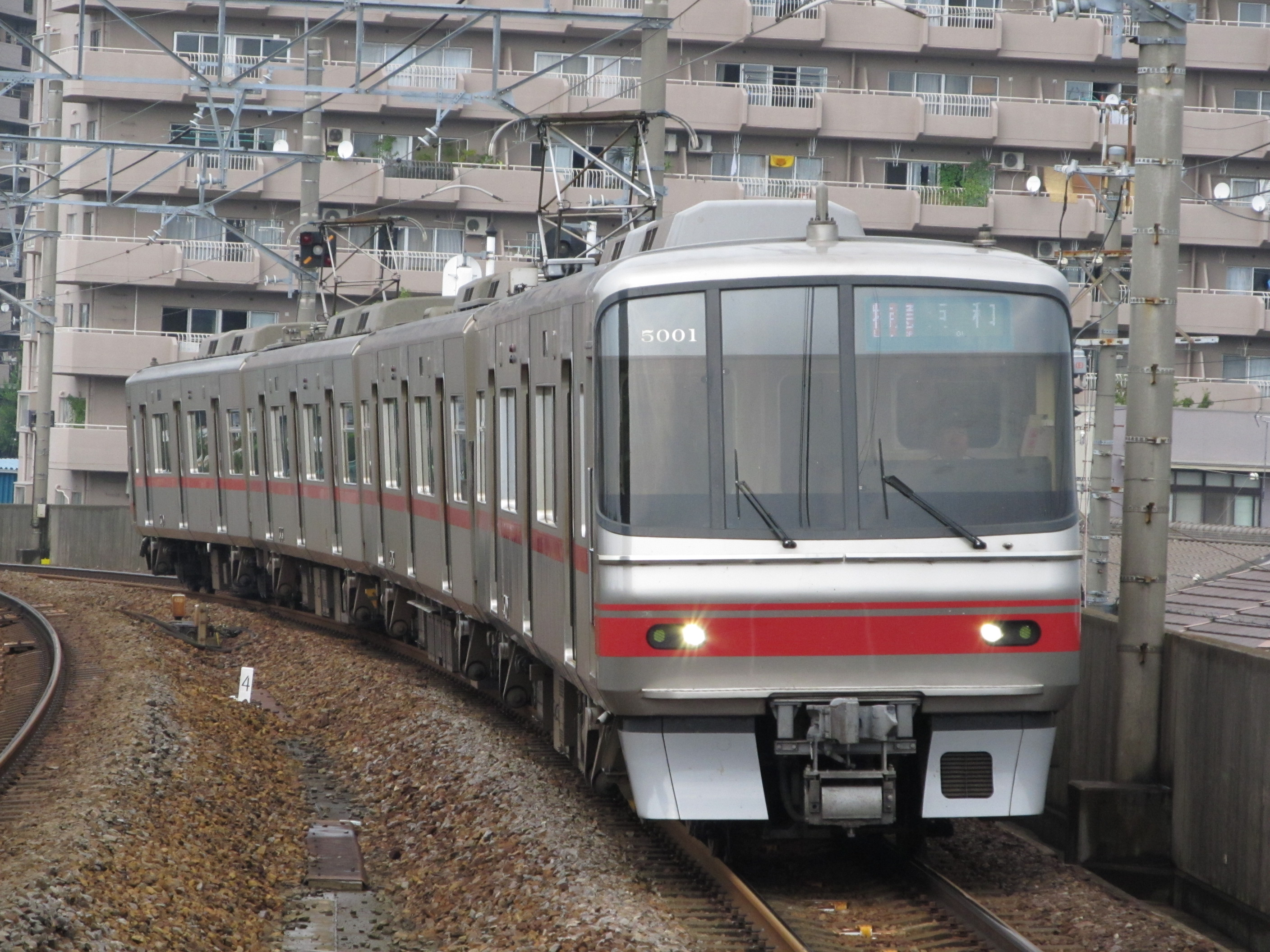
5000系 (第2代)（日语：名鉄5000系電車 (2代)）
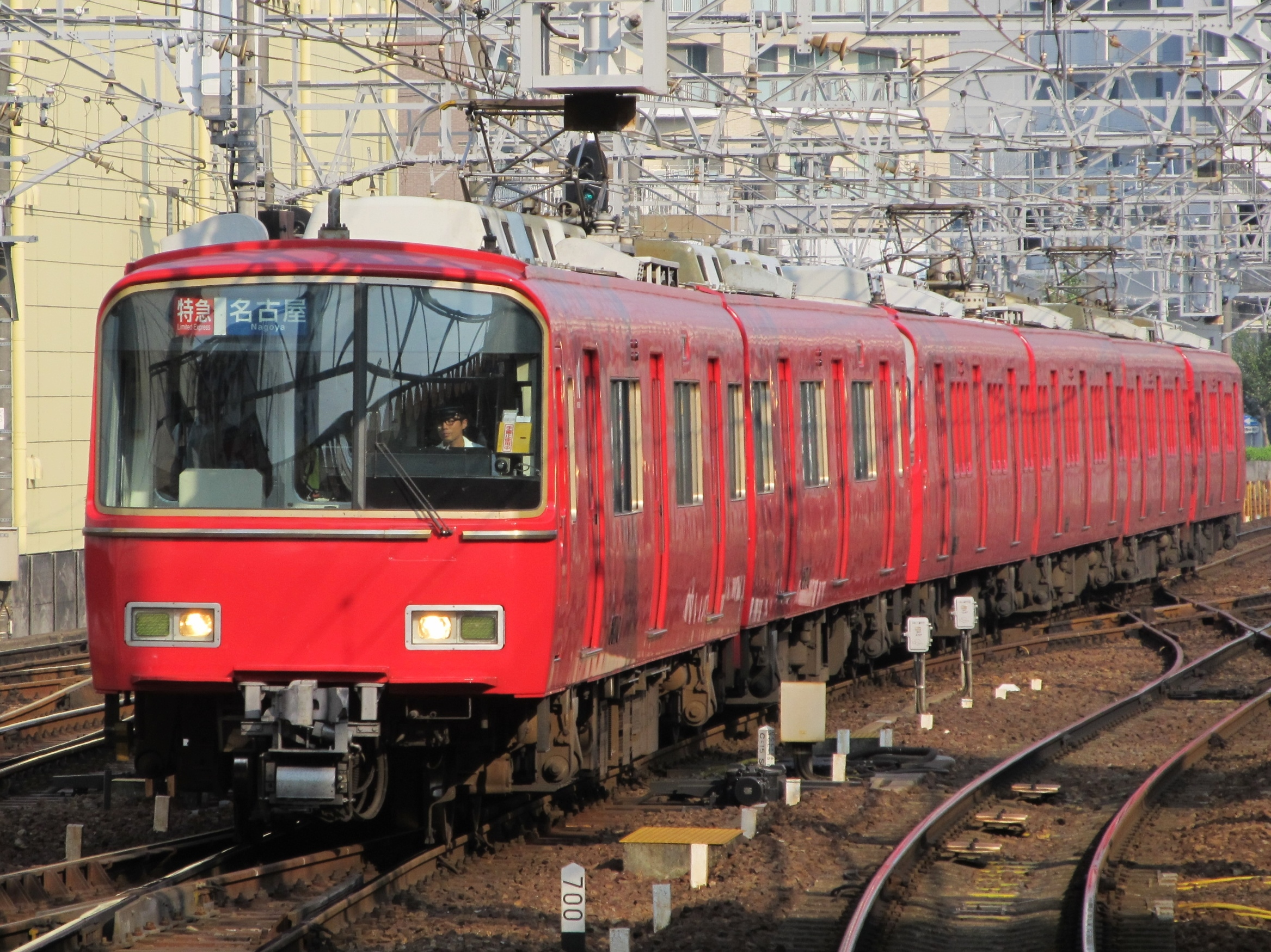
6800系（日语：名鉄6000系電車#6800系）

### 曾經使用的車輛
收費特急使用的車輛（特急専用車輛）
座位指定特急、全車指定席特急、全車特別車特急、部分特別車特急的特別車、北阿爾卑斯

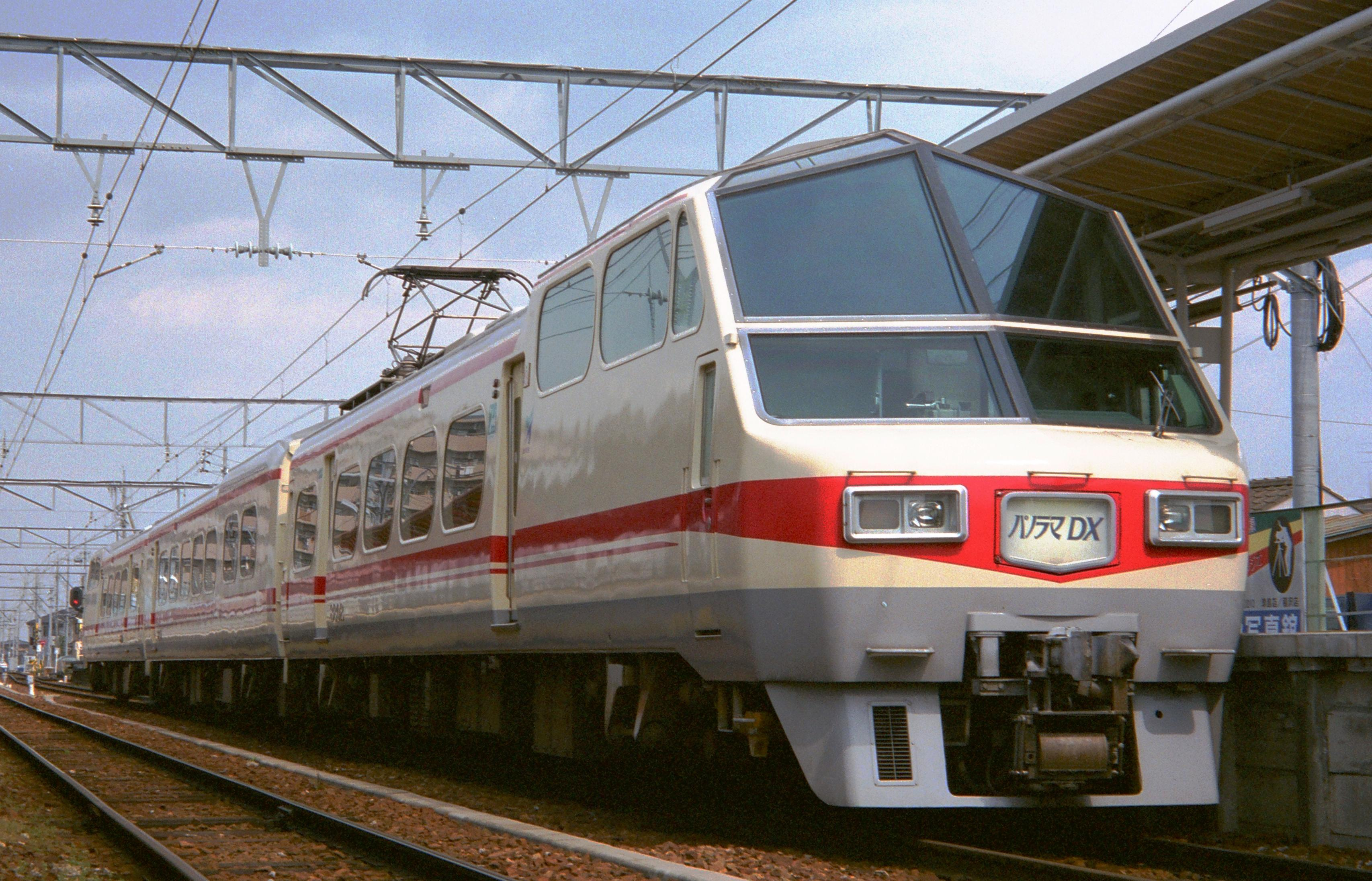
8800系（日语：名鉄8800系電車） （全景DX）
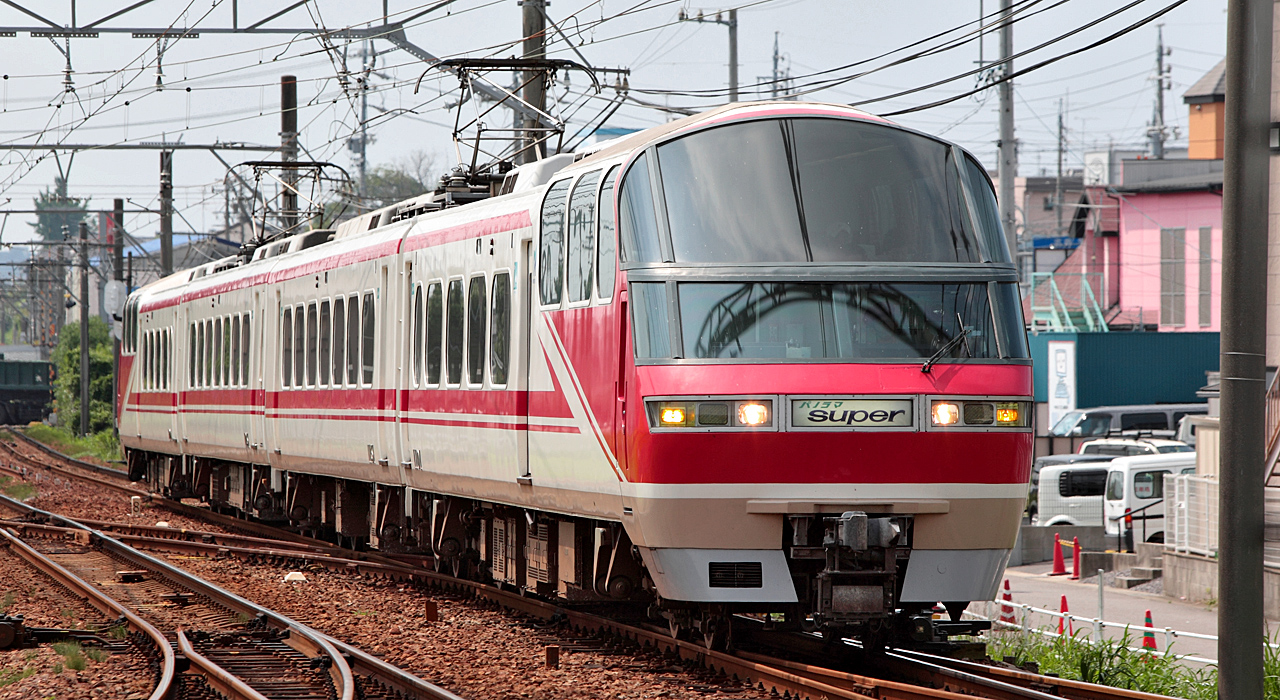
1000系 全車特別車編成 （全景Super）
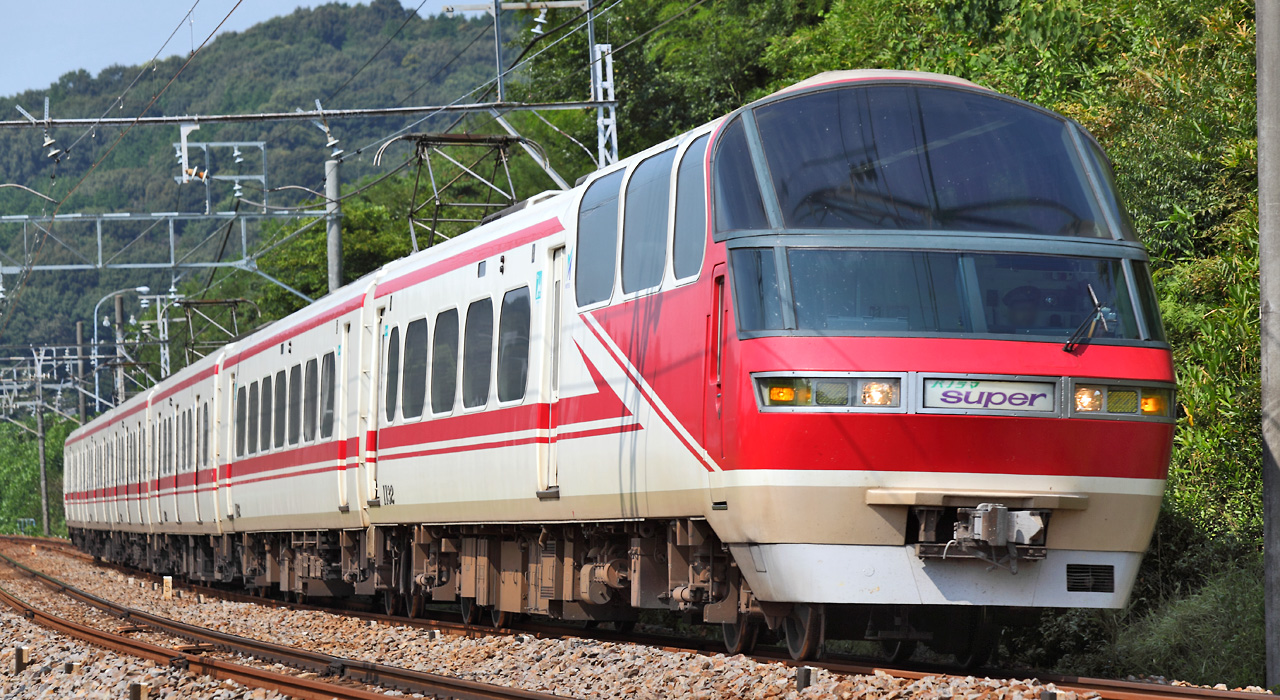
1030系（日语：名鉄1000系電車#1030系・1230系）特別車 （全景super） ※設備轉移車
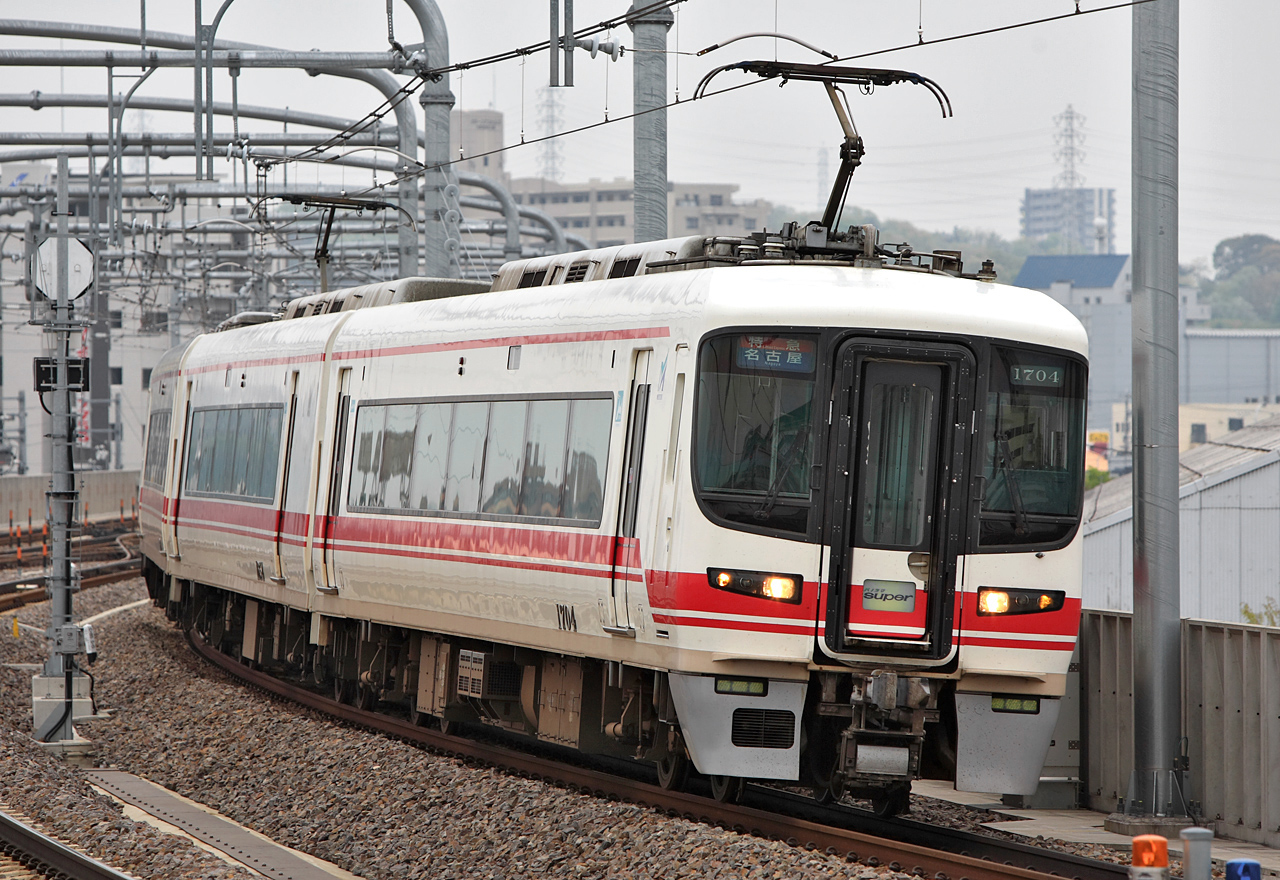
1600系（日语：名鉄1600系電車） （全景super）
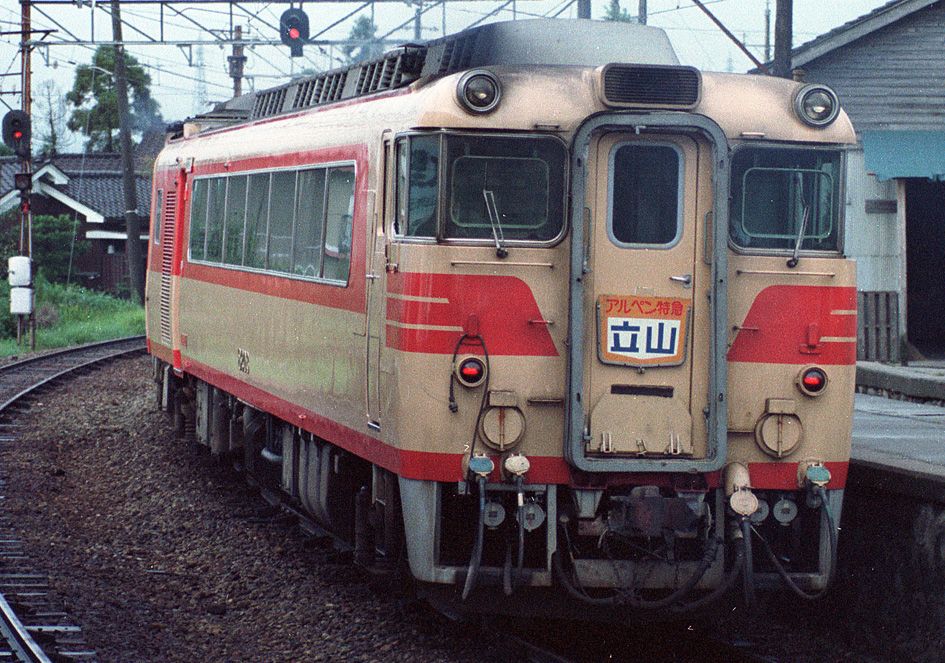
Kiha8000系（日语：名鉄キハ8000系気動車）
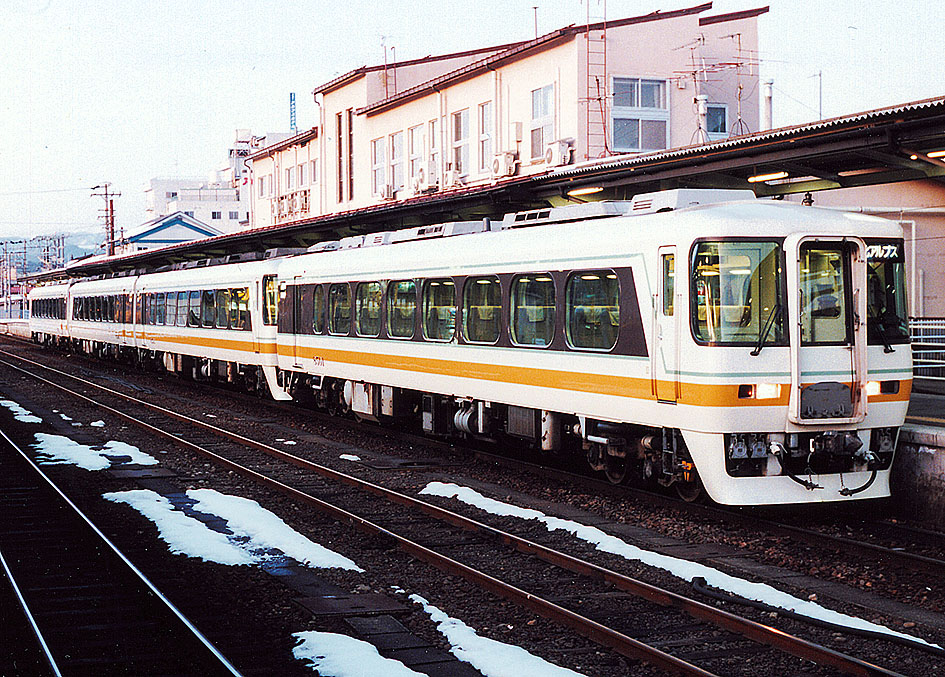
Kiha8500系（日语：名鉄キハ8500系気動車）

根據時期和編成，成為免費或收費的特急車輛
「白帶車」指確保座位特急
- 5000系 (第1代)（日语：名鉄5000系電車 (初代)）
（SR車）
- 5200系（日语：名鉄5000系電車 (初代)）
（SR車）
- 5500系（日语：名鉄5500系電車）
（SR車）
- 7000系（日语：名鉄7000系電車）
（全景車廂（日语：パノラマカー））
- 7500系（日语：名鉄7500系電車）
（全景車廂）
- 7300系（日语：名鉄7300系電車）
- 7700系（日语：名鉄7000系電車）
- 7100系（日语：名鉄7000系電車）

免費特急的特急車輛

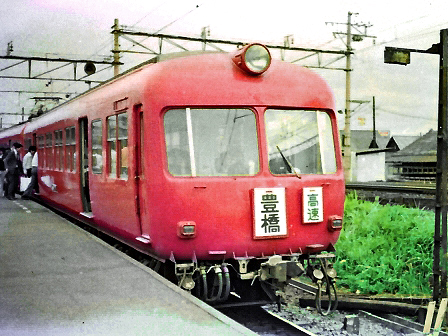
名鐵5000系電動列車 (第1代) （SR車）
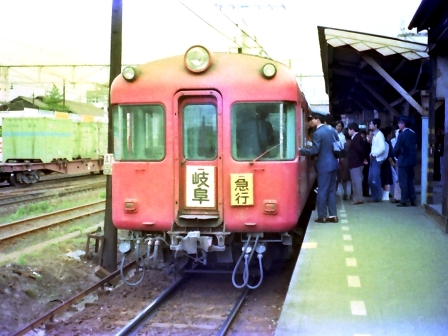
名鐵5000系電動列車 (第1代) （SR車）
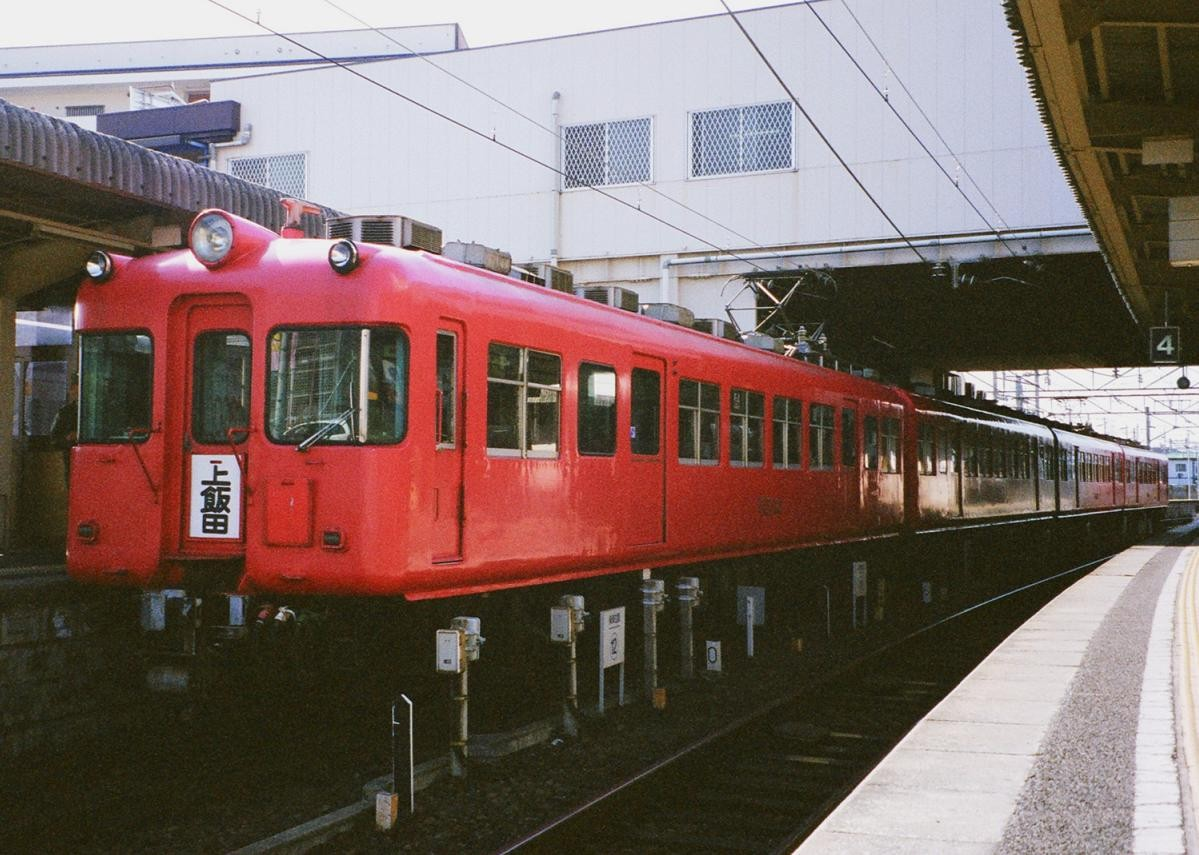
名鐵5500系電動列車 （SR車）
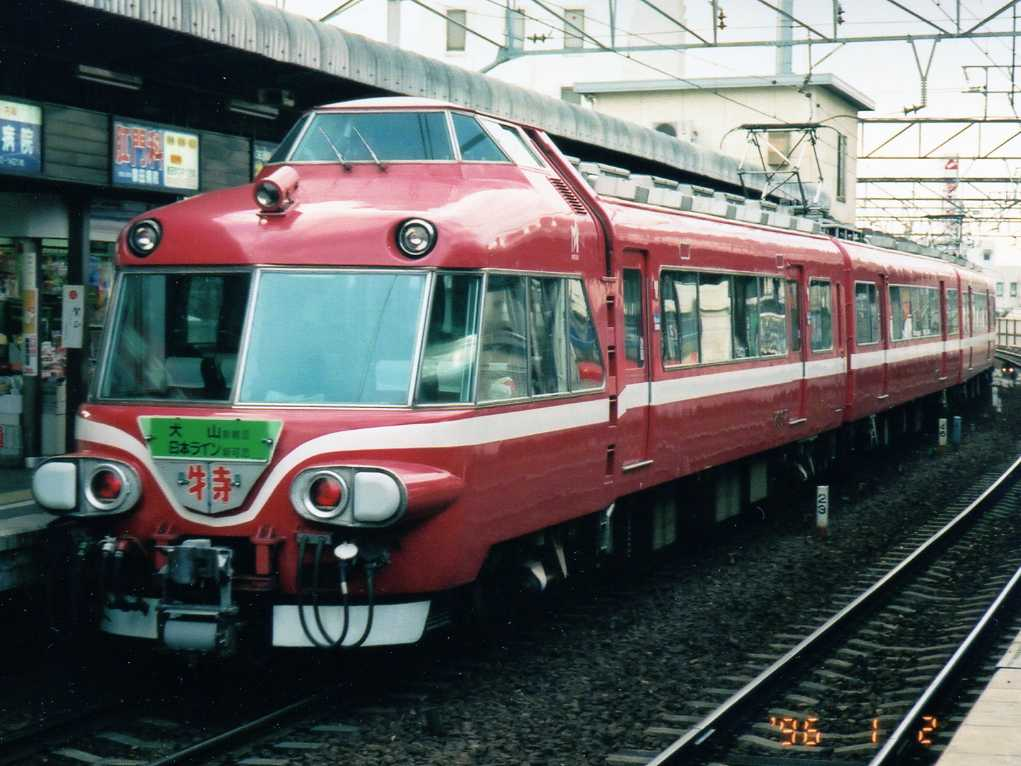
名鐵7000系電動列車 （全景車廂）
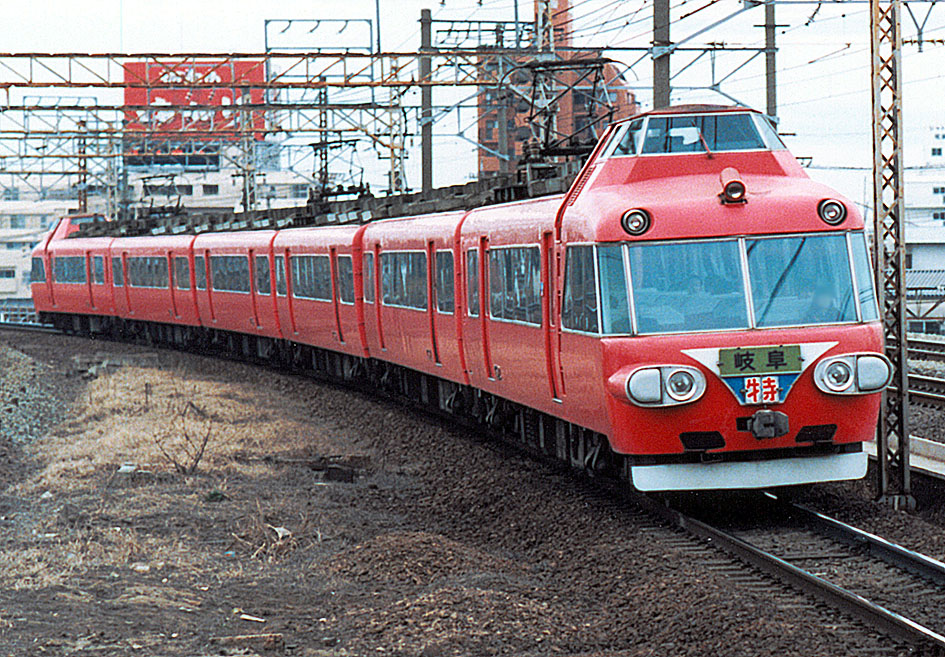
名鐵7500系電動列車 （全景車廂）
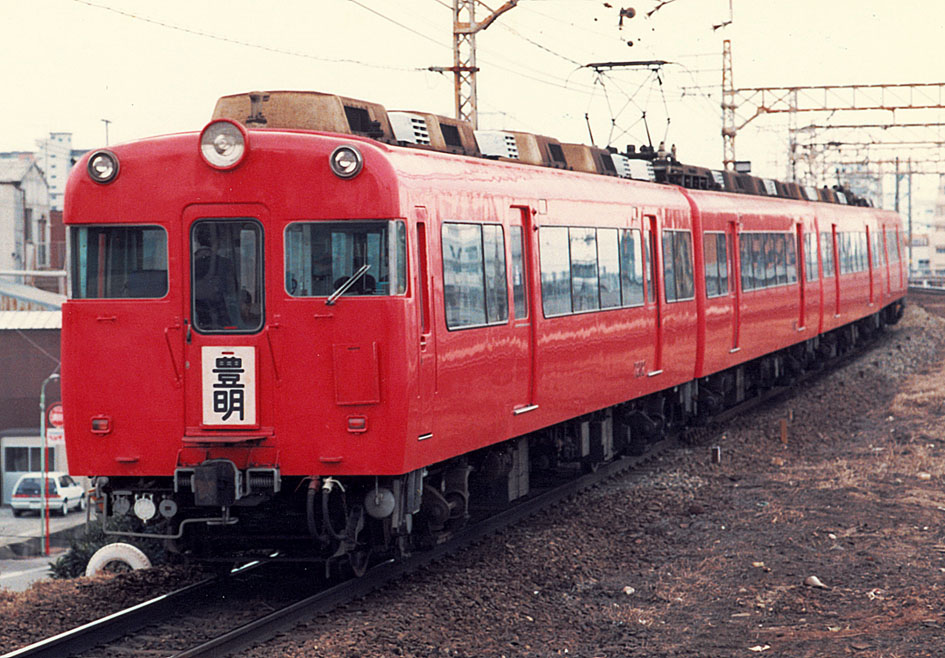
名鐵7300系電動列車
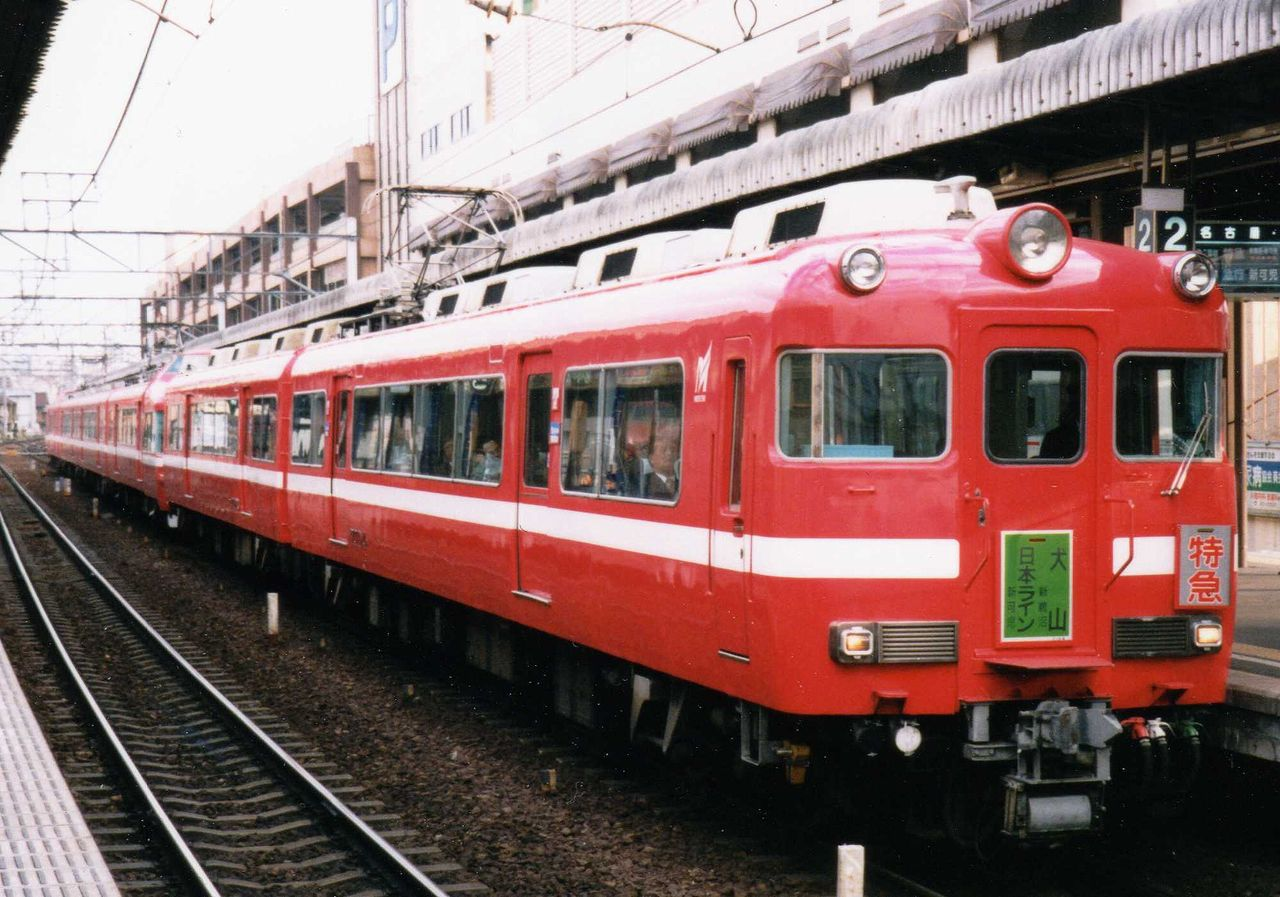
名鐵7000系電動列車
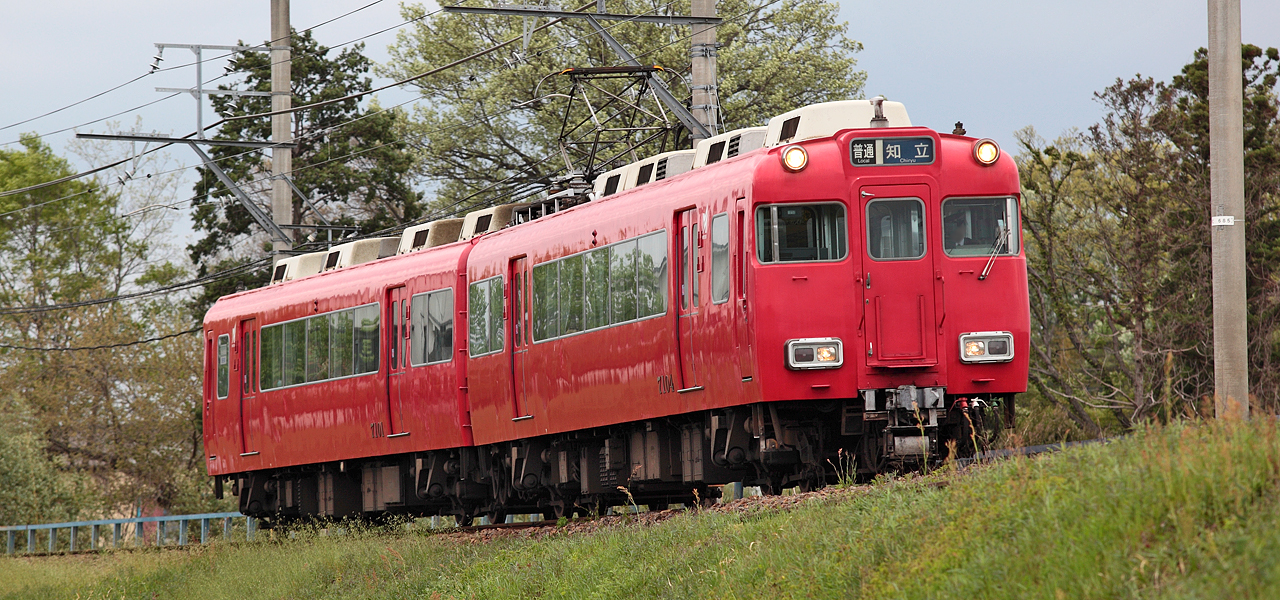
名鐵7000系電動列車

一般特急、全車一般席車特急、全車一般車特急、部分特別車特急的一般車

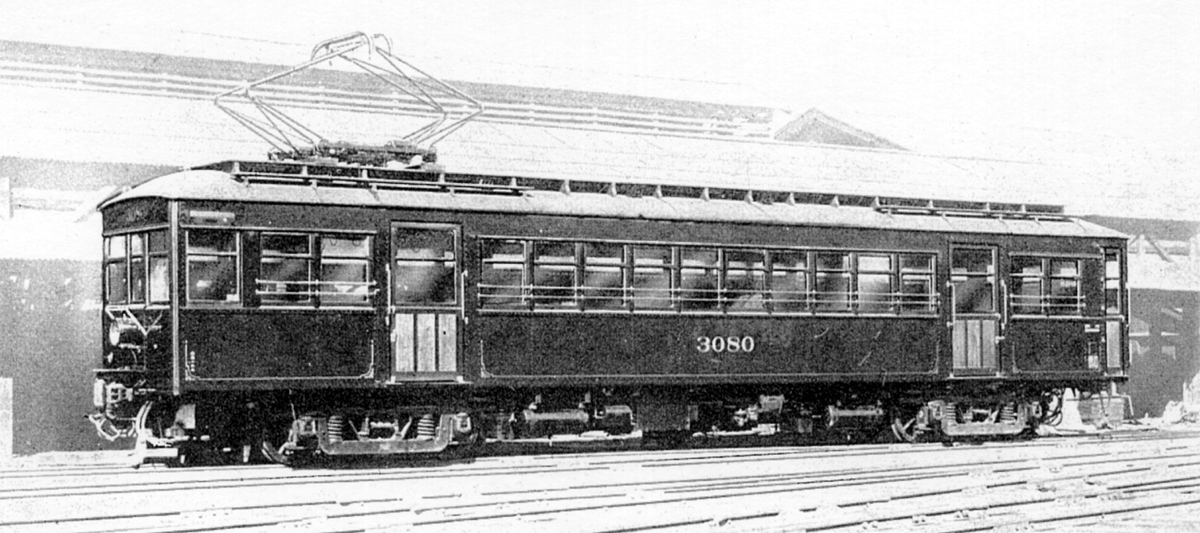
Mo3200形（日语：愛知電気鉄道電7形電車） ※舊愛電電7形
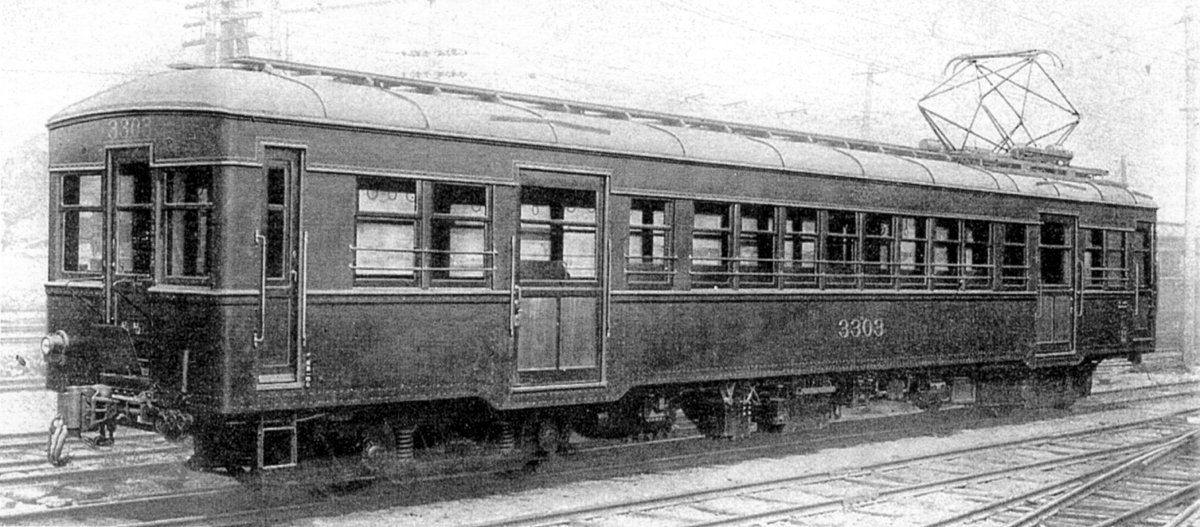
Mo3300形（第1代）（日语：愛知電気鉄道デハ3300形電車） （大Dosu） ※舊愛電Deha3300形
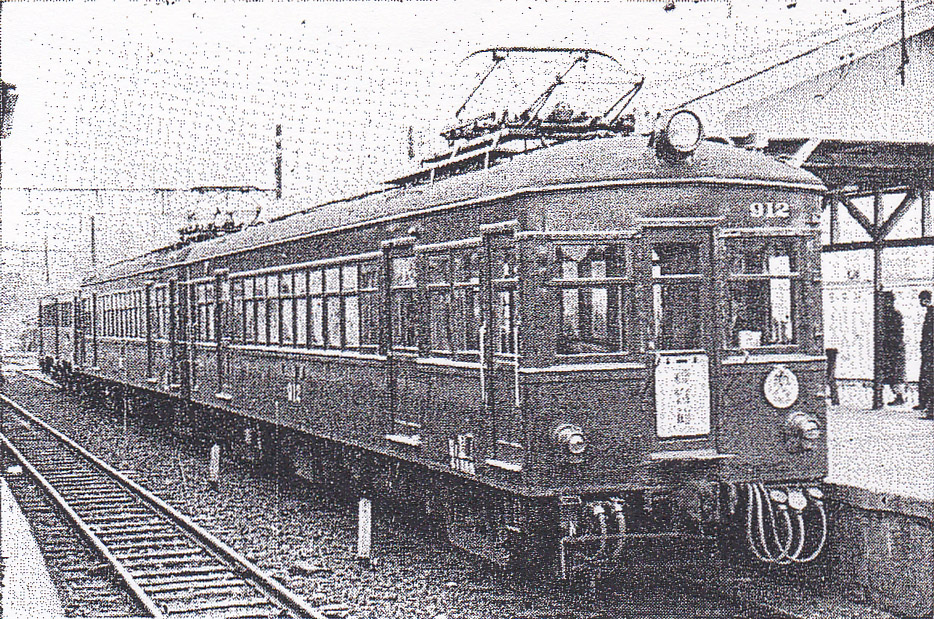
Mo910形・Mo900形（日语：知多鉄道デハ910形電車） ※舊知多Deha910形
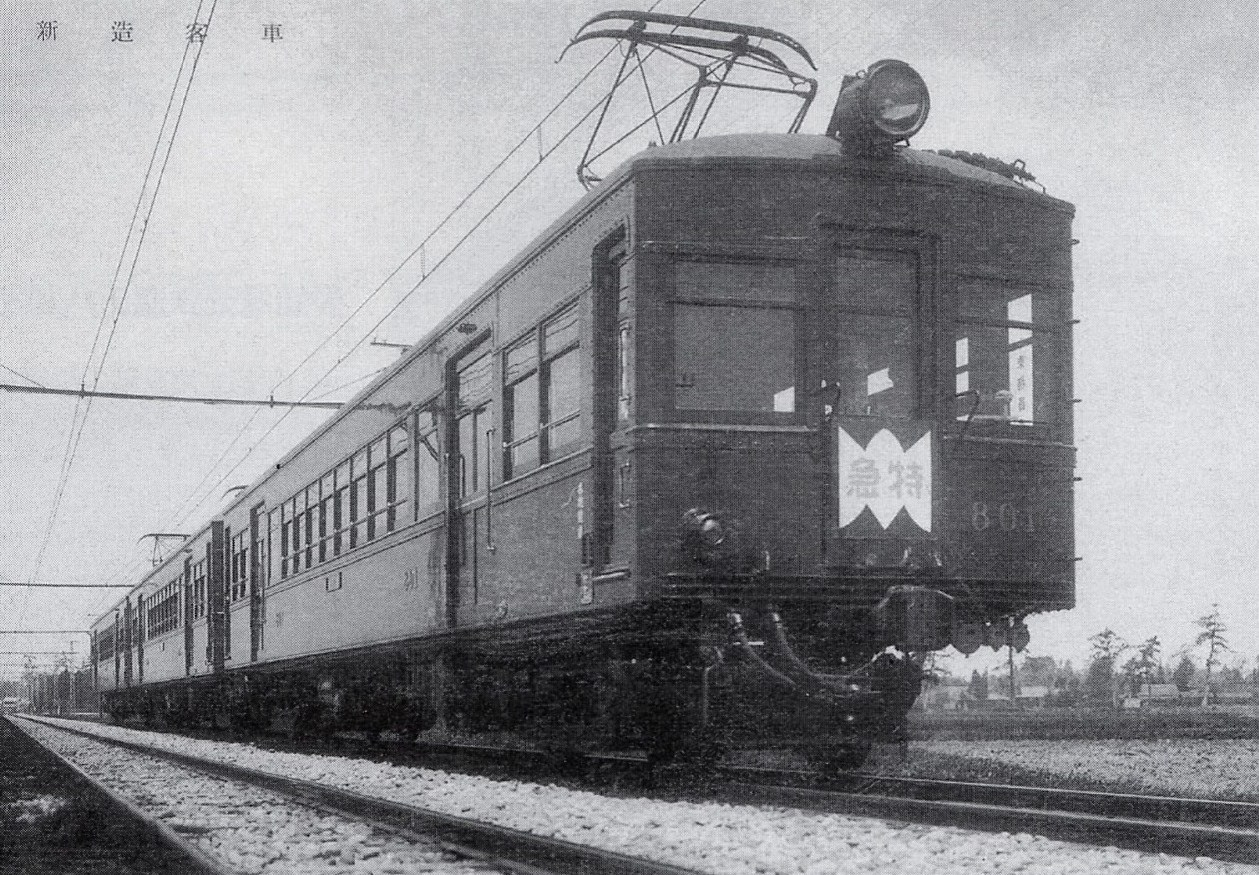
800系（日语：名岐鉄道デボ800形電車） ※舊名岐Debo800形
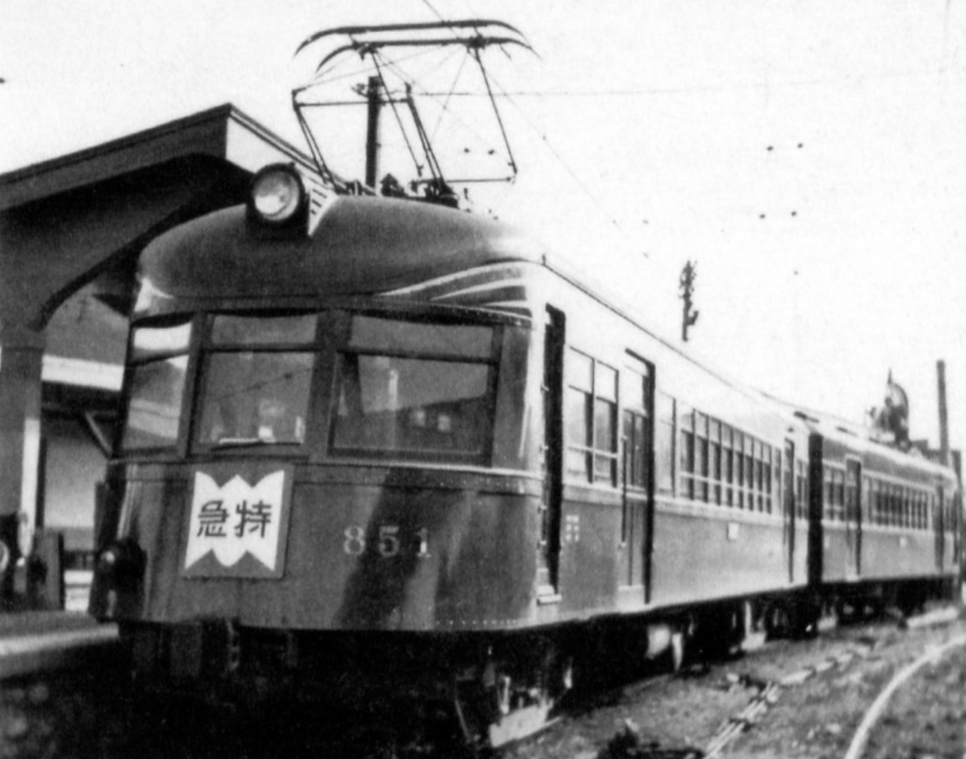
850系（日语：名鉄850系電車） （鯰魚）
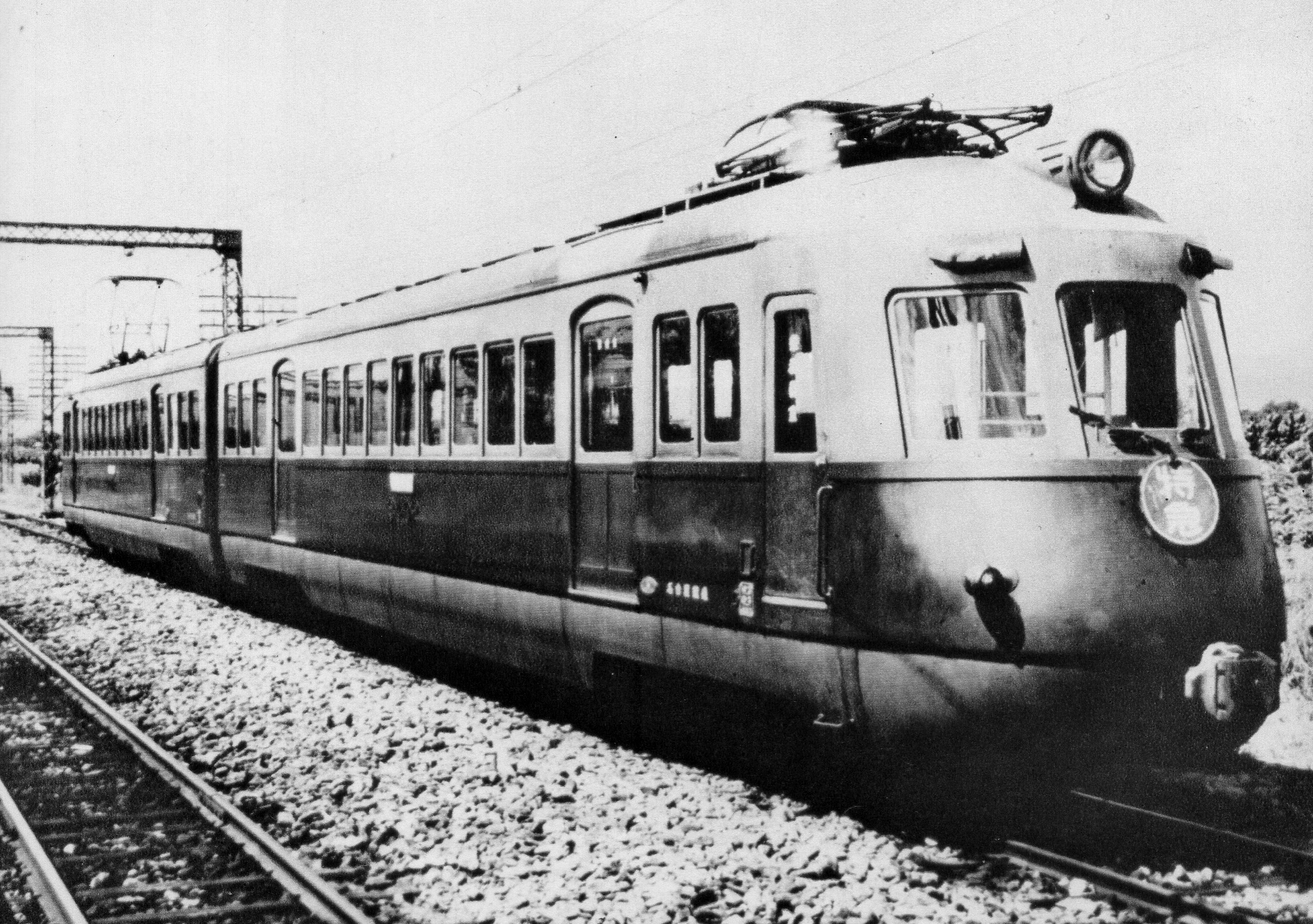
3400系（日语：名鉄3400系電車） （流線、毛蟲）
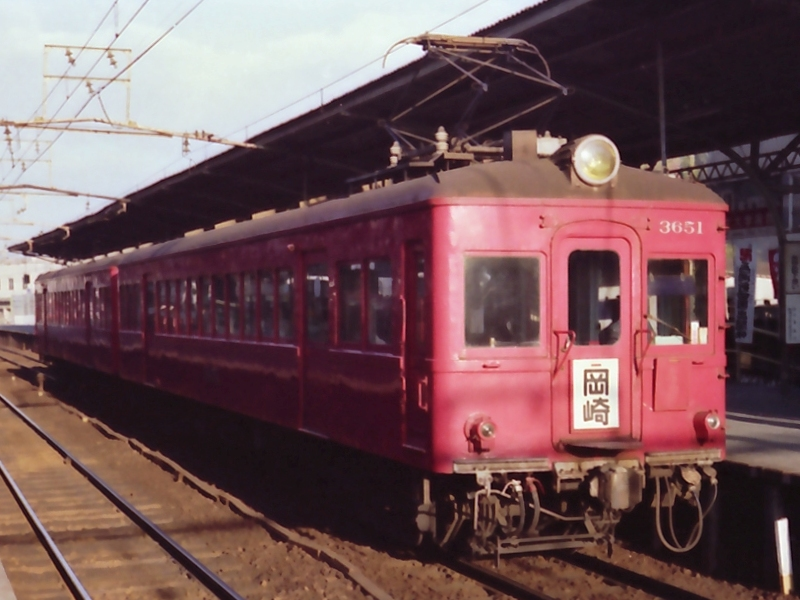
3600系（日语：名鉄モ3350形電車 (初代)）
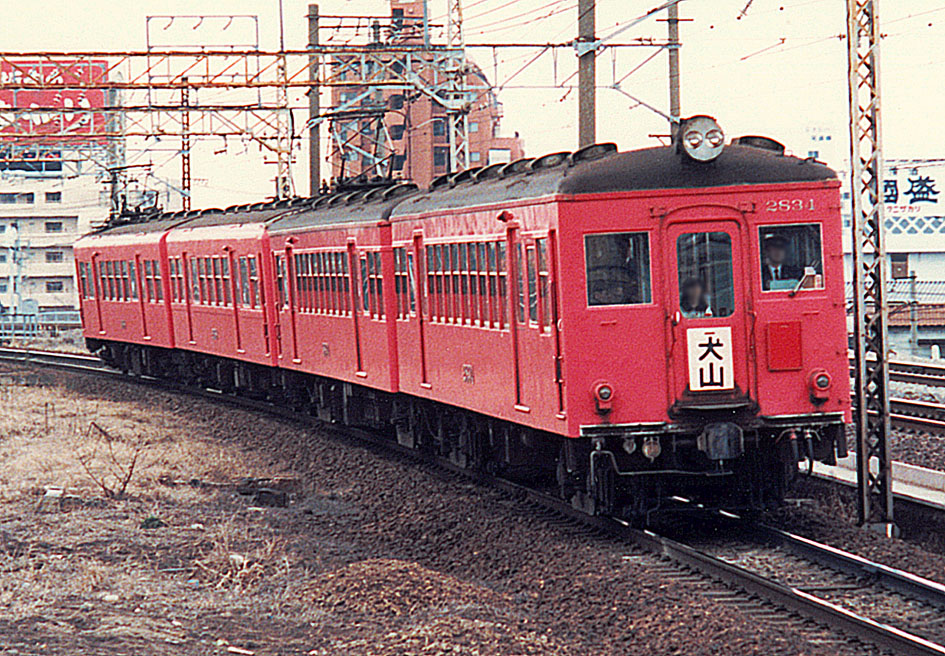
3800系（日语：名鉄3800系電車）
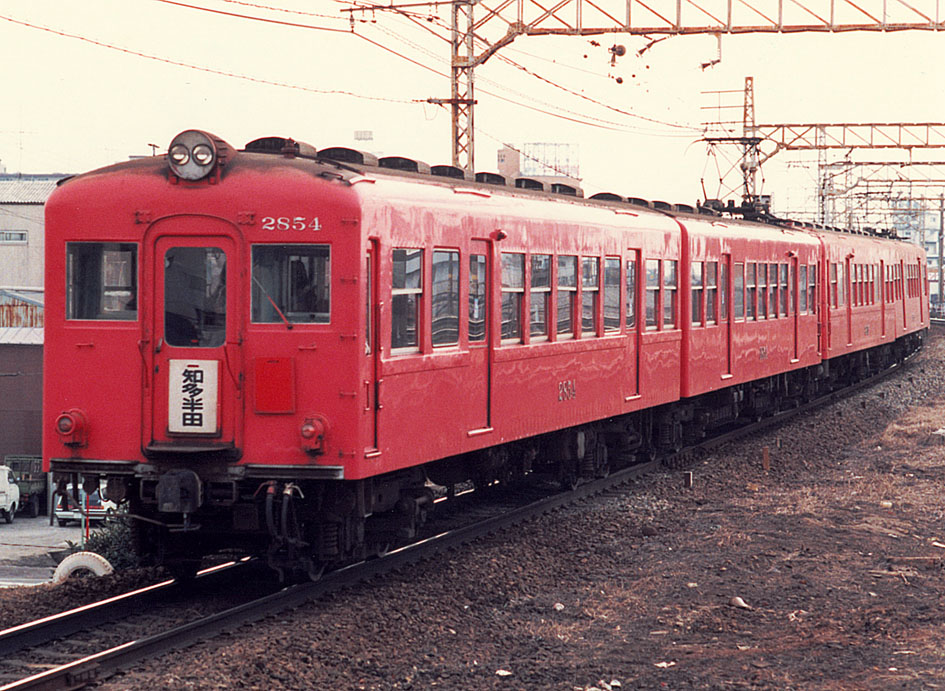
3850系（日语：名鉄3850系電車） （OR車）
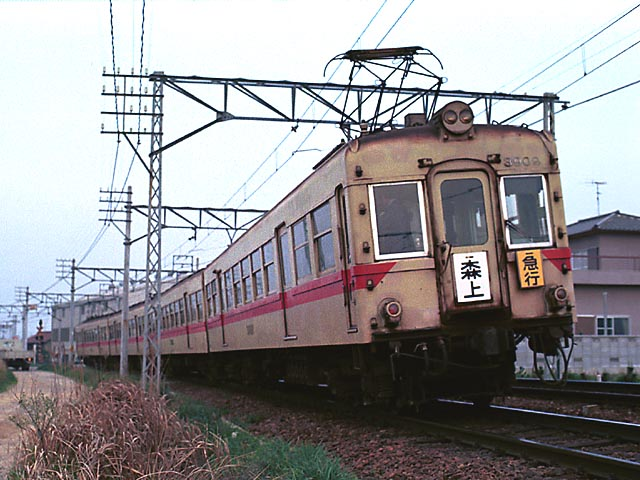
3900系（日语：名鉄3900系電車） （OR車）
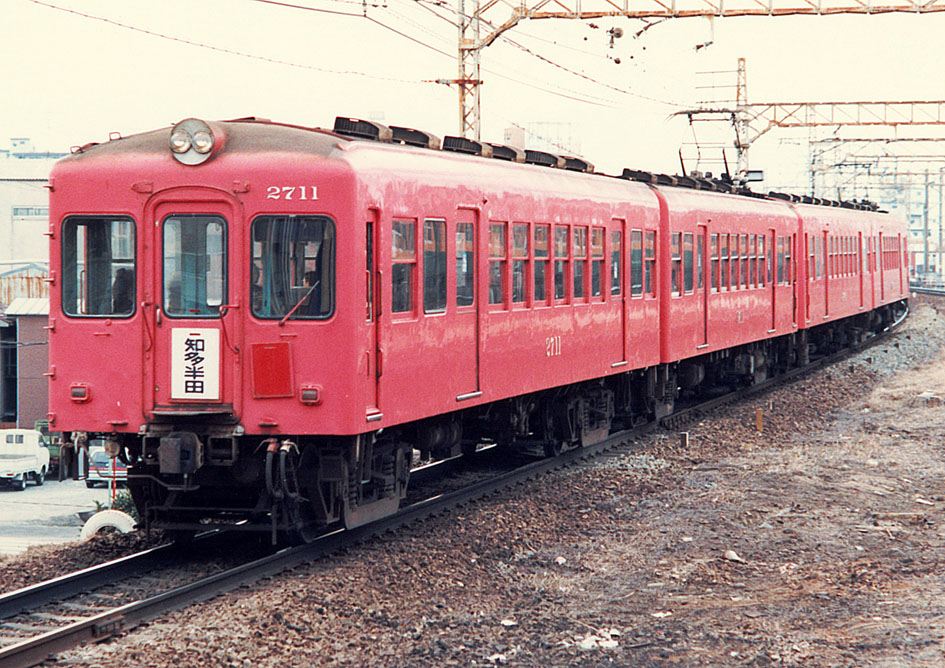
3700系 (第2代)（日语：名鉄3700系電車 (2代)） （HL車）
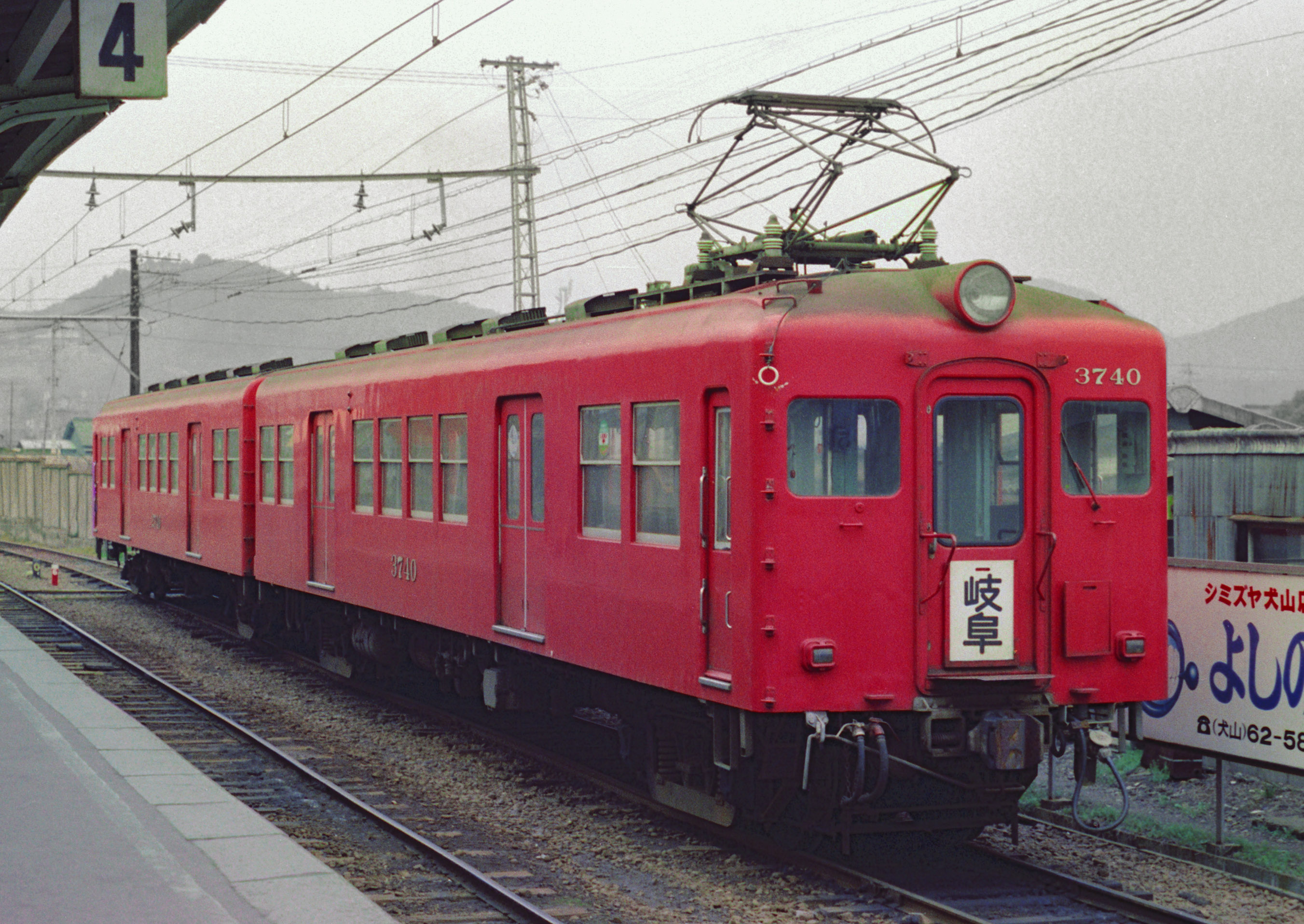
3730系・3770系（日语：名鉄3700系電車 (2代)#3730系・3770系） （HL車）
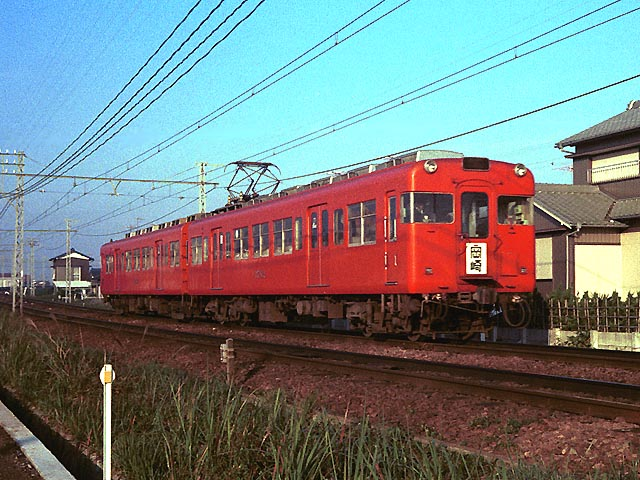
3780系（日语：名鉄3780系電車） （HL車）
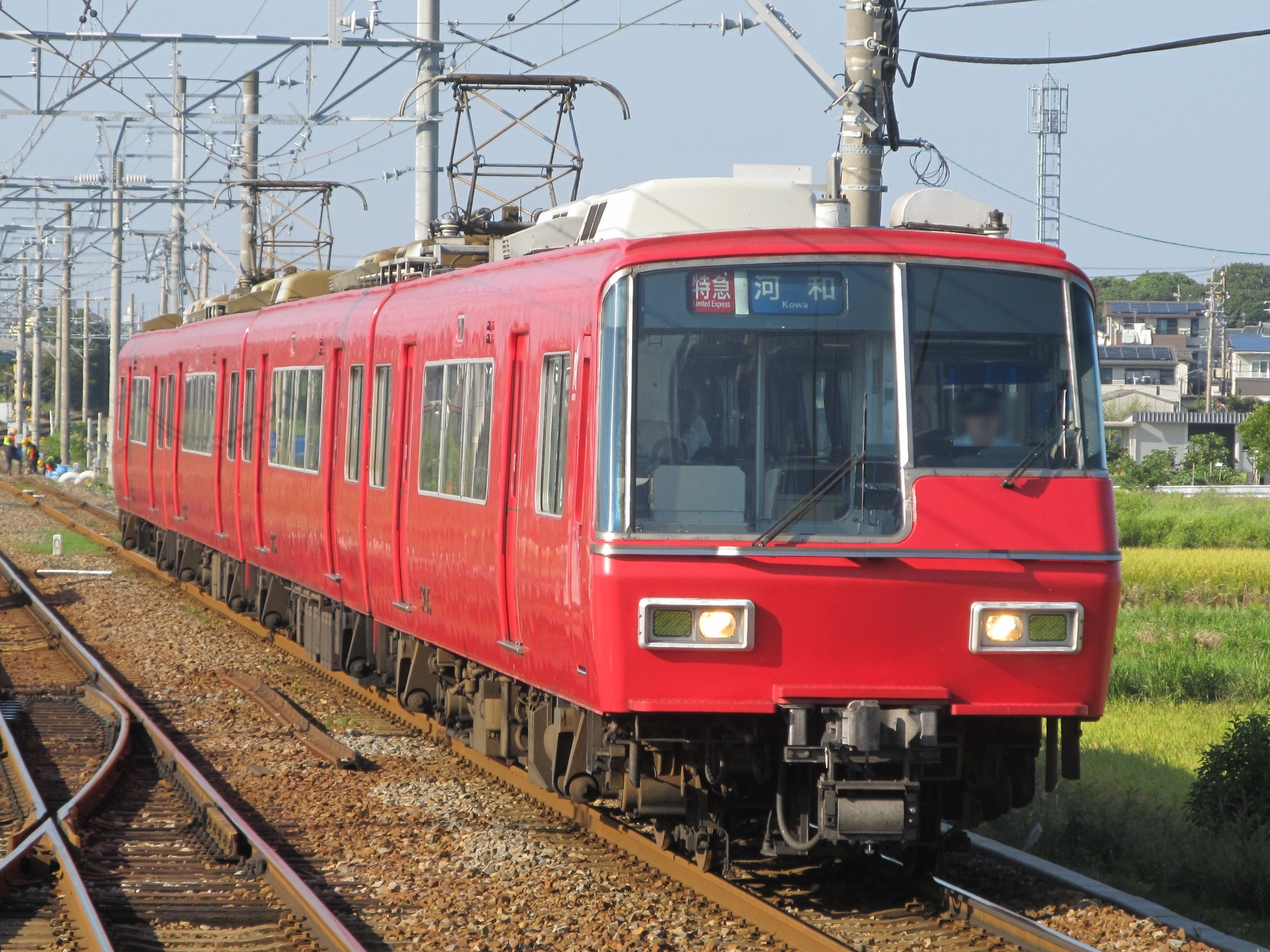
5700系（日语：名鉄5700系電車） （SR車）
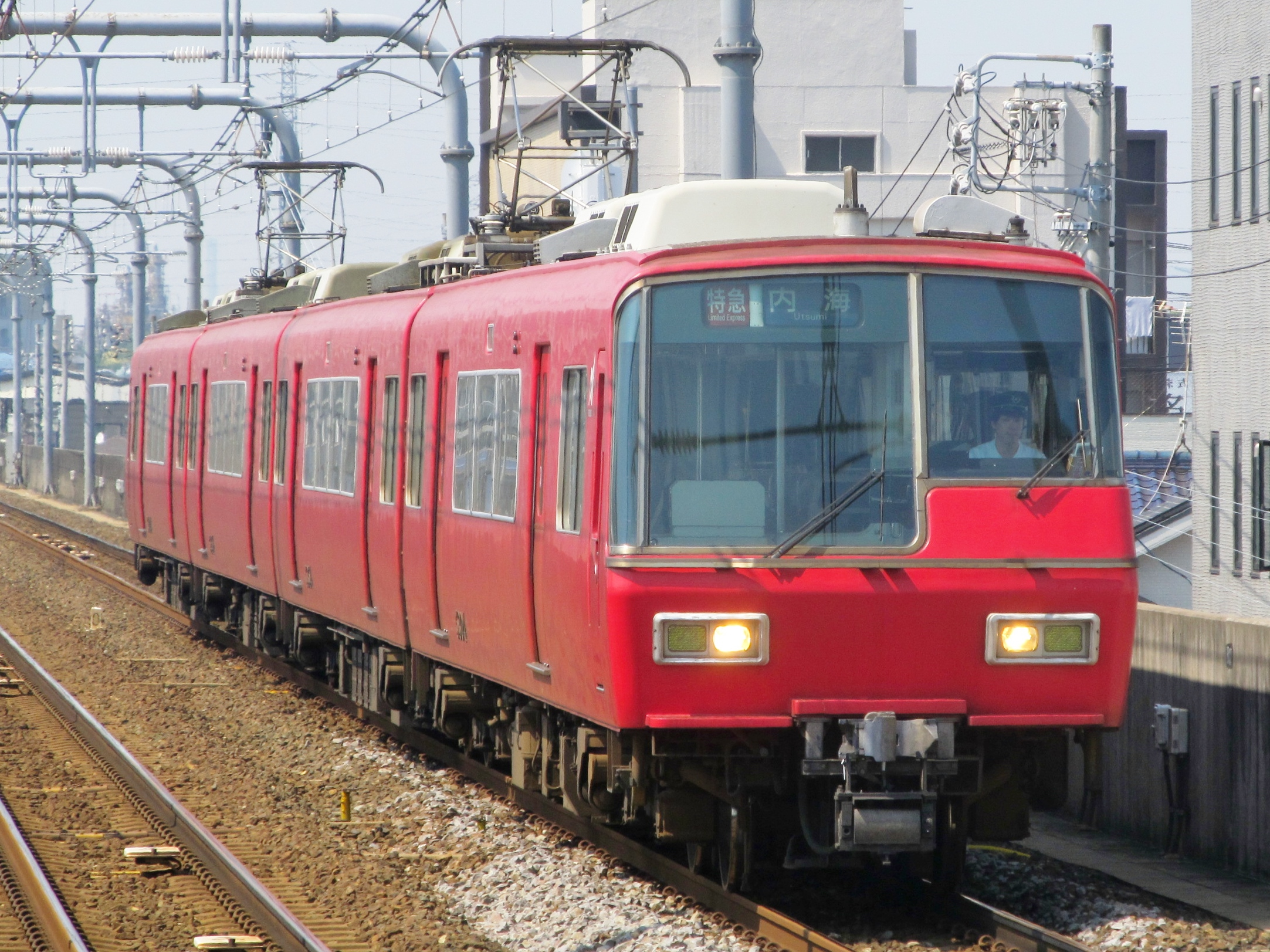
5300系（日语：名鉄5700系電車#5300系） （SR車）
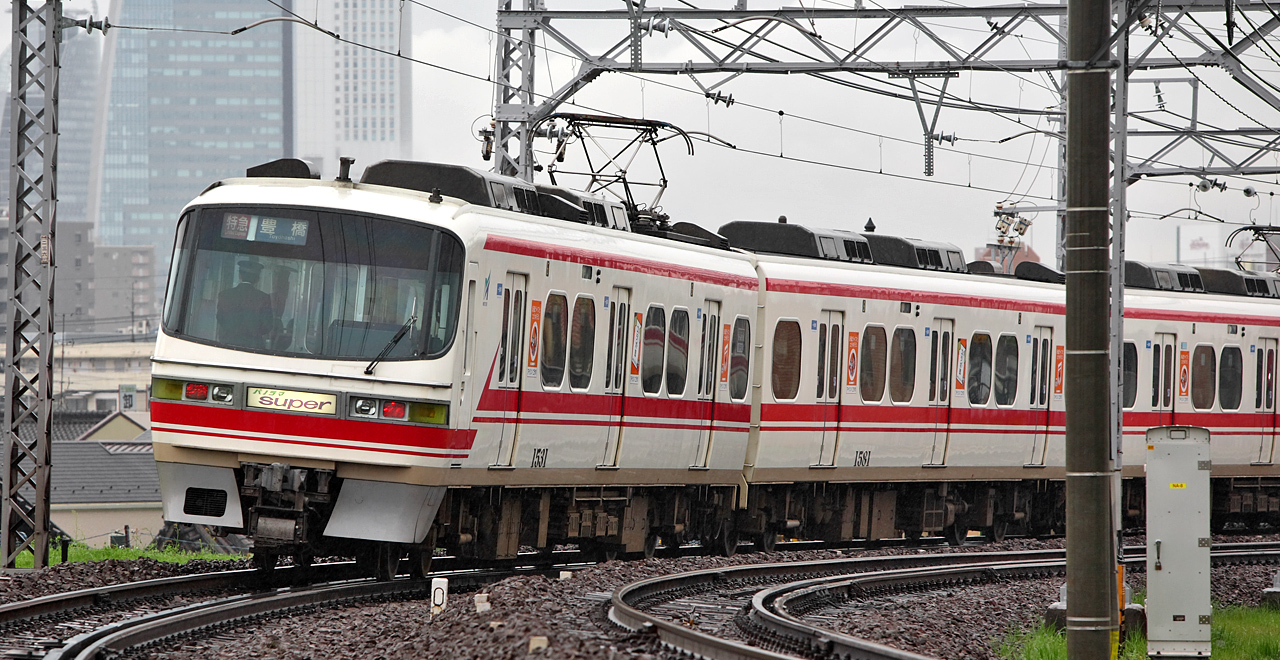
1230系（日语：名鉄1000系電車#1030系・1230系）一般車 （全景super）
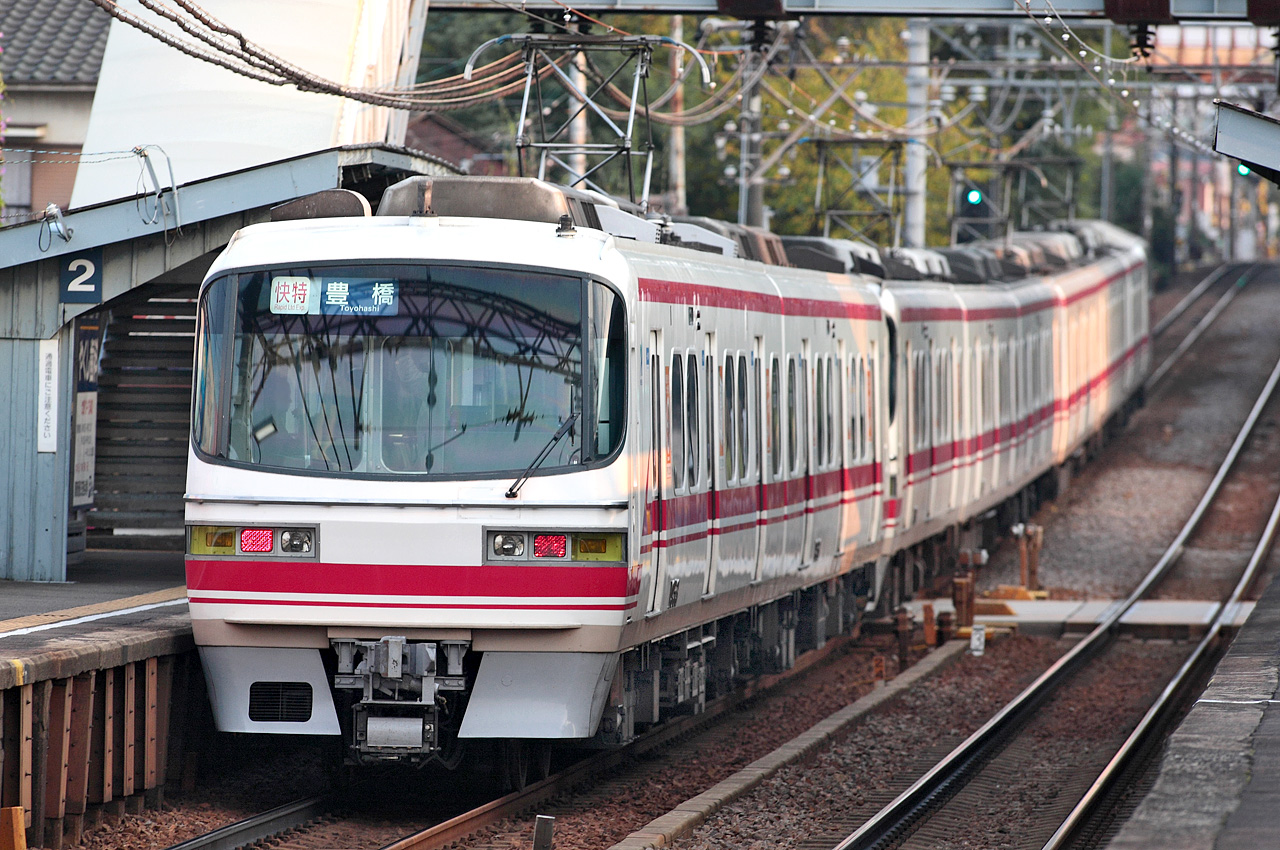
1850系（日语：名鉄1000系電車#1800系・1850系）

## 費用制度

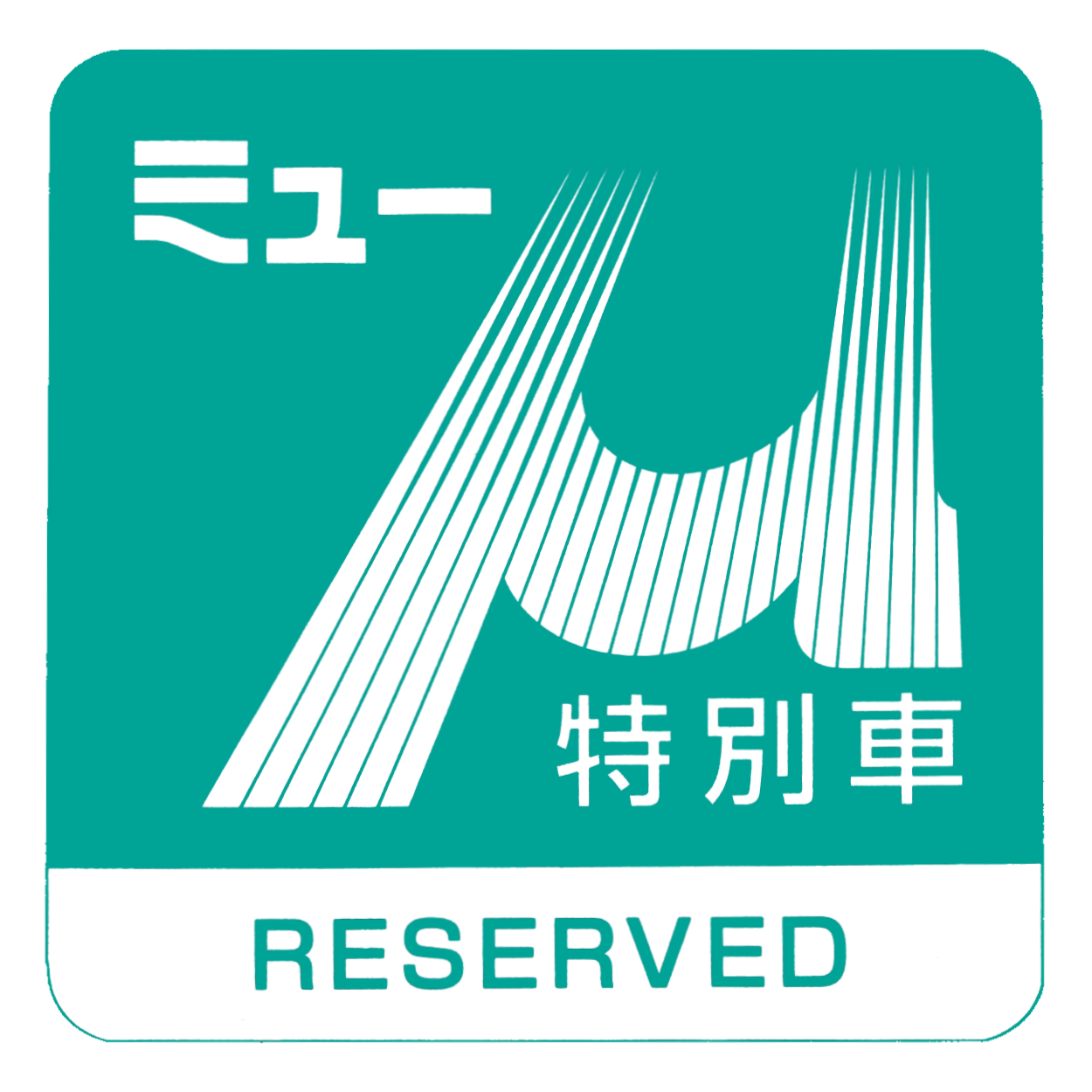
特別車的標記。在標記中使用了「RESERVED」，但現時正式英文使用「FIRST CLASS CAR」。

名鐵的特急列車分為「特別車」、「一般車」兩種。
特別車輛票「μ-Ticket」原本為特急的「座位指定票」，該票需要收取費用。在「座位定員制列車（車輛）」的名字中，滿席的「指定席車」車廂內，所有乘客應必需持有「座位指定票」，因此不會出現被其他人佔據座位的問題。此外，JR與部分其他鐵路公司收取的「特急票」費用不適用於名鐵特急，這是由於在大部分特急班次中會連結「一般車」（甚至全車為「一般車」），因此使用「特急票」會使乘客感到混淆。
隨後在1999年（平成11年）5月的時間表修正中，由「指定席車」改名為「特別車」，在費用上由「（確保）座位指定的價值」改為「特別車輛的使用費用」，不論有沒有座位，在使用「特別車」時均需收取費用，並統一了座位設備（使用車輛）和乘客制度。此外，在英語中由「RESERVED」（指定席車）改為「FIRST CLASS CAR」（特別車: 直譯為頭等車廂）。

### 特別車
當使用特別車時，在乘車前必須購入特別車輛票「μ-Ticket」（規定截至2014年4月1日）。
μ-Ticket的費用不分年齡（成人、小童）、距離、區間，一律360日圓，並設有後述的繼乘制度。除了在年尾年初的特別車輛票會特別通知發售時間外，其他日期可於乘車日1個月前的同日，櫃臺開始營業的一刻開始發售。在電話或網絡沒有專用網站購買μ-Ticket。在2019年（令和元年）5月18日起，開設μ-Ticket網上預約服務。但是，在該服務中不可購買繼乘的μ-Ticket，和μ定期票。
特別車中，所有列車均為座位指定制。但是，當沒有μ-Ticket而乘坐特別車時，需向車內的車長要求補購μ-Ticket，在購入可使用任意的空位。在這個情況下，但當遇上持有μ-Ticket上設有指定座位的車票乘客乘車時，必須移動到其他座位或企位。另外，當乘車前沒有購入μ-Ticket，並在無人站乘坐「特別車」時，乘客可向車長要求補購有指定座位的μ-Ticket（不可使用經網上購買μ-Ticket後發票的情況），這個情況是與事前購買μ-Ticket的情況相同。
特別車的座位為躺椅，在車廂兩端設有車門，在車廂中間設有牆壁和趟門分開兩邊。廁所在所有特別車、部分特別車各編成中設有1間。
μ-Ticket可於有人車站的售票櫃臺（部分櫃臺除外）或售票機購買。此外，在名鐵名古屋、金山、知立和中部國際機場站的閘口內設有專用售票機。專用售票機的使用方法是，選擇購買張票（不選擇代表1張），然後選擇下車站和乘車列車（乘車站已經自動選定），選擇座位位置（可直接指定座位），最後支付金額。部分售票機可使用manaca等10種互相使用IC卡。
μ-Ticket的票面列出指定列車、區間和有効日期。但是，當錯過了指定列車時，需要另外再次購買新的μ-Ticket。此外，列車與區間最多可更改一次，並且只限在列車出發時間前。當乘車列車、區間或乘車票有誤時，可前往有人櫃臺退回μ-Ticket或更改μ-Ticket，不需手續費。
在使用後（下車時），可把μ-Ticket投入自動閘機（出口一邊）前的回收筒，又或與車票一同放入自動閘機作回収。

### 一般車
「一般車」中，只需乘車票、定期票、回數票（即是只需支付車費費用）便可使用。車輛使用每邊3車門的車輛，座位是使用可轉換式橫向座位與長椅。此外，部分特別車編成（後述）中，4號車的空調溫度會較高，名為「弱冷房車」。
現時所有快速特急和特急班次均會連結一般車，並分為「部分特別車特急（快速特急）」和「全車一般車特急」。「部分特別車特急」是在1990年起，為了與JR東海東海道本線競爭，在名古屋本線設立的特急列車班次。隨後中部國際機場及機場線啟用而開設置接駁路線中也開設該特急列車班次，後來在各路線也開始設有。在各編成於岐阜方向中，若以6卡編成為3至6號車廂是一般車，若8卡編成為3至8號車廂是一般車，而1和2號車廂是「特別車」。
「全車一般車」特急會在毎日深夜時段，在名古屋本線上下行線與常滑、空港線上行尾班列車中使用。設有名鐵名古屋站出發往東岡崎，及中部國際機場站出發往名鐵岐阜共2班。在平日日間時段，於河和線・知多新線中也設有「全車一般車」。在定期列車以外，若發生事故使時間表大幅混亂時，通常不會行走特急班次的車輛會代行特急班次，並以「全車一般車」特急型式運行（在本線中所有型式的狀況也會有對應車輛運行）。
此外，在早上、深夜來往豐橋的急行列車，其車輛的折返班次會可能為特急列車，當中連結特別車輛的部分特別車編成會在快速特急、特急以外的定期列車上行走。在這情況，特別車中的監督官廳指導會把特別車轉為不載客車廂。

### 特別車輛票的優惠制度
在乘客使用特別車輛票（費用）上，設有繼乘、回數優惠和定期優惠各種優惠制度。
繼乘μ-Ticket
基本上特別車輛票（費用）只可乘坐1次「特別車」，但是在60分鐘內在指定車站轉乘另一架「特別車」時，可同時購買「繼乘μ-Ticket」。
要注意一點是在2019年5月18日開始的網上預約服務中不能購買「繼乘μ-Ticket」。
回數特別車輛票
回數特別車輛票，分為一般的「回數μ-Ticket」和設有使用期限的「時差、六日回數μ-Ticket」兩種。在乘車前需在櫃臺選擇座位並換領「μ-Ticket」（若不換領而乘車時，不會設有指定座位）。
- 「回數μ-Ticket」… 可乘坐11次，以3,600日圓發售（平均每次約327日圓，便宜約9.1%）。有效期3個月。所有特急「特別車」均可使用[80]。

若「回數特別車輛票」是磁式車票（車票背面是黑色），可在上節提及的「專用售票機」中換領「μ-Ticket」。
隨著2019年5月18日網上預約服務開始，5月17日終止發售。
- 「時差、六日回數μ-Ticket」… 可乘坐14次，以3,600日圓發售（平均每次約257日圓，便宜約28.6%）。從2010年4月1日開始發售，至2011年3月31日為期1年。在以前設有6個月以內的「期間限定優惠」，発售期間為4月1日至9月30日和10月1日至翌年3月31日2期[82]。

有效期為發售日起3個月。以前為4月至9月購買時有效日期至當年12月31日，10月至翌年3月購買時有效日期至翌年6月30日。
只限乘坐以下特急「特別車」：平日上午10時至下午4時出發（上車時間）的列車，在星期六、假日與指定日（年尾年初、日本盂蘭盆節的部分日子）所有列車。
在2010年4月1日開始發售以來，已經可於觸摸屏式自動售票機換領「μ-Ticket」。
隨著2019年5月18日網上預約服務開始，5月17日終止發售。
μ定期票
μ定期票的對象是通勤、上學定期乘車票的乘客。在平日同一往返區間，確保設有同一座位的車票，也可稱呼為定期特別車輛票。若只在平日使用，其折扣率（使用20日，來回共乘40次，只便宜約7.1%）會低於「回數μ-Ticket」（便宜約9.1%）。此定期票可預先預訂同一列車的座位（由於特別車可在列車出發前1個月開始發售μ-Ticket）。但是要注意一點是在2019年5月18日開始的網上預約服務中不能購買「繼乘μ定期票」
- 費用方面1區間售價13,400日圓（若使用20日（來回共乘40次）：每程335日圓；若使用25日（來回共乘50次）：每程268日圓；若使用30日（來回共乘60次）：每程約223日圓）。
- 發售的通用開始日是1個月前至前日之間。通用期間為只限各月1日至尾日（固定發售）的1個月。
- 發售（設定）區間為，在定期乘車票的區間內，在兩個快速特急、特急停車站之間，使用1特急列車的「特別車」為限。
- 座位（確保）指定只限各月的1日至尾日中的平日（在同一列車中，不可確保在星期六及假日及指定日的座位）。
- 在同一列車以外，但是在「μ定期票」的區間內，包括星期六及假日的列車也可乘坐（但是這個情況不會有指定座位）。

### 費用的變遷
類類的變遷
- 座位指定券 … 1964年（昭和39年）至1999年（平成11年）之間設定。在不同列車和時代，會分為「柴油特急票」和「座位確保票」。為現時「特別車輛票」的前身。
- 特別車輛券 … 1999年（平成11年）起，從「座位指定票」的制度改變而設定。與JR「綠色車票（日语：グリーン券）」相同類型。
- 豪華座位指定票 … 1984年（昭和59年）至1992年（平成4年）之間設定。只限8800系（日语：名鉄8800系電車）「全景DX」的座位指定票。
- Liner票 … 1991年（平成3年）至1993年（平成5年）之間設定。正式名稱為「座位確保票」，適用於特急的非指定席車格局的車輛使用，或定員制列車「新春快車」上。
- 準急、急行、特急票 … 1965年（昭和40年）至2001年（平成13年）之間設定。只限於直通至國鐵 (JR)的準急「高山」至特急「北阿爾卑斯」上使用。以國鐵 (JR) 的收費制度為準使用於名鐵線內。為名鐵（車費和套票以外）費用中，唯一設有小童費用（半價）。

價格的變遷
- 1964年（昭和39年）7月18日 座位指定費用100日圓（只限季節性運行的座位指定特急）
- 1965年（昭和40年）8月5日 座位指定費用50日圓（開始設有高山本線直通準急「高山」）
- 1965年（昭和40年）12月30日 柴油特急費用頭等110日圓、二等50日圓（8000系的座位確保特急開始運行，為座位指定料金）
- 1967年（昭和42年）1月1日 座位確保（指定）費用100日圓
- 1971年（昭和46年）6月13日 座位指定費用150日圓
- 1977年（昭和52年）1月4日 座位指定費用200日圓
- 1981年（昭和56年）5月1日 座位指定費用250日圓
- 1984年（昭和59年）12月15日 座位指定費用250日圓、豪華座位指定費用500日圓（全景DX開始運行）
- 1985年（昭和60年）10月9日 座位指定費用300日圓、豪華座位指定費用500日圓
- 1989年（平成元年）4月1日 座位指定費用310日圓、豪華座位指定費用520日圓（引入3%消費税）
- 1992年（平成4年）11月24日 座位指定費用310日圓（豪華座位指定費用廢止）
- 1995年（平成7年）9月1日 座位指定費用350日圓
- 1997年（平成9年）4月1日 座位指定費用350日圓（消費税提升至5%，但實際費用不變）
- 1999年（平成11年）5月10日 特別車輛費用350日圓（費用名稱改名，由座位指定費用變為特別車輛費用）
- 2014年（平成26年）4月1日 特別車輛費用360日圓（消費税提升至8%）
- 2019年（令和元年）10月1日 特別車輛費用360日圓（消費税提升至10%，但實際費用不變）

※此外，「北阿爾卑斯」在名鐵線內的急行、特急費用，與當時的座位指定、特別車輛費用相同。

## 相關類別

### 快速急行（常滑・空港線系統）

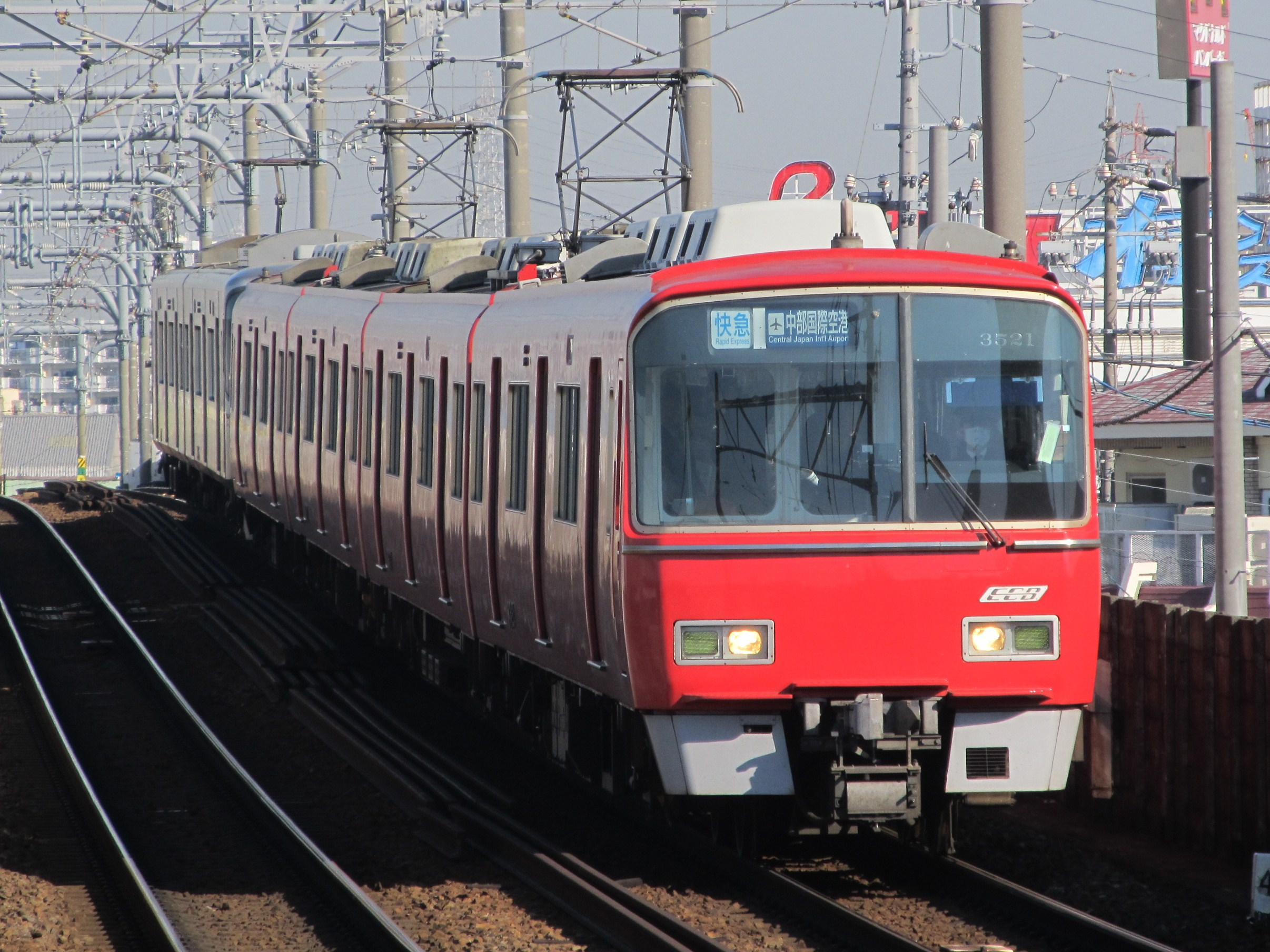
只於早上開出的快速急行班次

在2008年12月修正中，把「快速特急」・「特急」的部分特別車編成統一，而使用全車一般車行走的特急，包括早上從名鐵一宮站前往中部國際機場站（6500列車）和晚上從中部國際機場站前往金山站（8301列車）（常滑、空港線上行尾班車）共2班，根據該2班列車的停車站改名為「快速急行」。此「快速急行」不是急行的衍生類別，其類別與其他線區有所相異，常滑、空港線系統的快速急行實質上是使用全車一般車的特急型式運行。在車輛類別顯示牌方面與其他線區的快速急行相同，使用「白色背景配上藍色快急的文字」，該類別的英文名稱與第1代快速急行相同為「Rapid Express」。
隨後在2011年3月修正中，在平日早上繁忙時間來往中部國際機場站的部分特別車特急取消，取而代之為增加前往中部國際機場的快速急行班次。另一方面，在名鐵岐阜站方向的尾班車中，本來從中部國際機場站前往金山站的快速急行（2301E列車），延長至名鐵岐阜站，並回復至全車一般車的特急班次（441列車）。
隨著這些修正，常滑、空港線系統的快速急行只剩下早上時段下行往中部國際機場的班次。截至2011年12月，平日共有5班，假日共有2班。當中，平日從名鐵岐阜站出發（720E列車）與新鵜沼站出發（670E列車）各1班（以上2班在名鐵名古屋站前為急行），另外從名鐵一宮站出發（500E、702E、800E列車）設有3班。在假日方面，設有從名鐵一宮站出發（500E列車）與金山站出發（600E列車）各1班。而從金山站出發的600E列車在2019年3月修正中延長至從榮生站出發。
使用車輛方面，500E列車使用5300・5700系，670E列車使用6000系列，其餘使用3000系列。此外，500E列車和600E列車以4卡編成，其餘以6卡編成。
停車站
（榮生站） - 名鐵名古屋站 - 金山站 - 神宮前站 - （大江站） - 太田川站 - 尾張橫須賀站 - 朝倉站 - 新舞子站 - 常滑站 - 中部國際機場站
- （　）為特別停車站。
- 榮生站的特別停車班次，只有假日從該站出發的1班列車。
- 702E列車、720E列車和800E列車於大江站特別停車。

## 過去的相關類別

### 高速

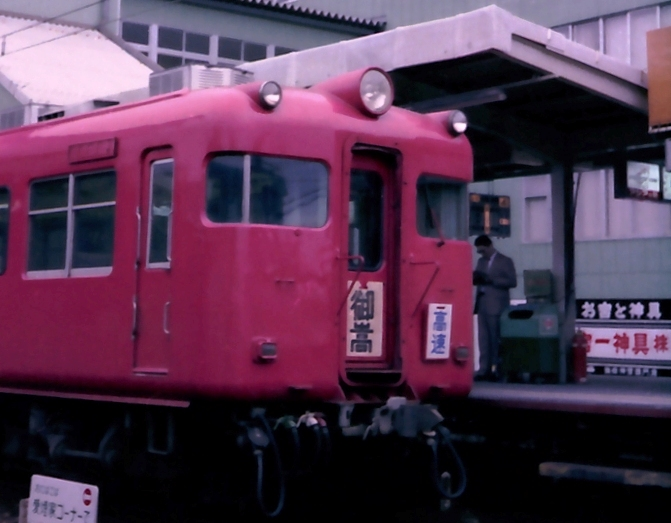
往御嵩的高速列車（名鐵5500系電動列車）

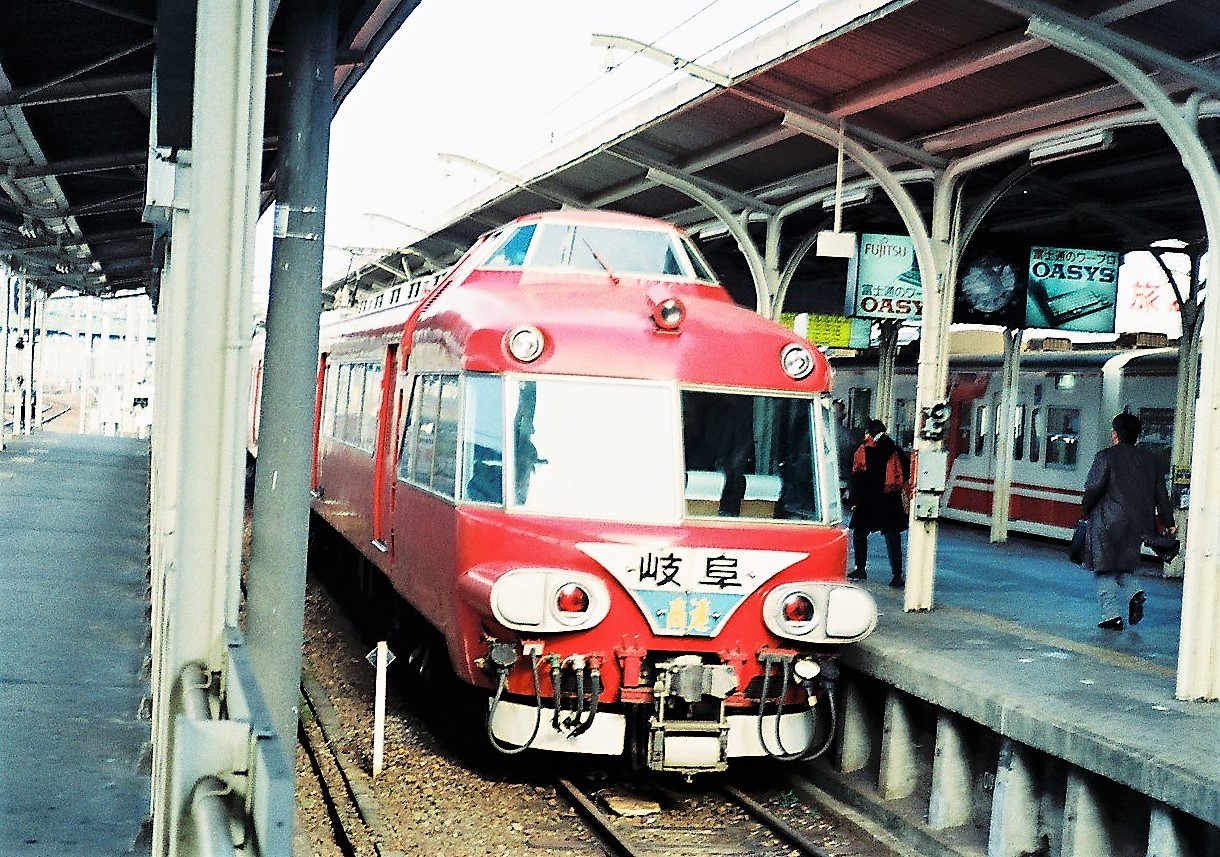
往新岐阜的高速列車（名鐵7000系電動列車）

名鐵原本在提供快捷服務的特急中，不需要額外收取特別費用，但是在1970年開始逐漸增加確保座位（指定）的「座位指定特急」班次，車輛中開始使用7000系。使本來只需車票便可乘車的「特急」（通稱「一般特急」）難以分辨另外加設的「座位指定特急」班次，在誤乘時會被收取「座票指定費用」，這情況使當地報章和部分革新派國會議員指責名鐵這個做法，引起社會問題。
為此，在1977年3月20日的時間表修正起，將「特急」只限定義為「座位指定特急」，而「一般特急」改為新設的「高速」列車類別。
從「一般特急」改為「高速」的列車中，當初包括了名古屋本線、犬山線、常滑線等路線。在1982年3月修正以後，在支線系統中，區間運輸的列車相繼降級至急行和進行重組。在該修正後，基本上只有名古屋本線才設有「高速」班次。
但是，在1990年10月29日修正中，名鐵的特急政策有大幅度戀更。名古屋本線的特急列車開始以指定席車廂和一般席車廂結併運行，一般席車廂相當於「高速」列車車廂。因此，「高速」班次整合至「特急」班次之中。直至今天為止名鐵再沒有「高速」班次。
另外在類別板中，當時「特急」是使用白色背景紅色文字，而「高速」是使用白色背景藍色文字（並以直向書寫）。類別幕與急行相同，當初「高速」類別幕只是使用白色背景藍色文字，但只寫上「高」一字，隨後，使用藍色背景白色文字「高」。常用列車（6000系等）也是使用相同配置。此外，在全景車的方向顯示牌（逆富士式、翻頁式）上面的類別欄印上又細又長的「高」「速」兩字（藍色背景黃色文字）。

#### 運輸系統的停車站

##### 名古屋本線
行整全段的名古屋本線的「高速」名為「豐橋高速」（新岐阜站至豐橋站之間，部分直通至豐川線名為「豐川高速」），另外設有「美合高速」（新岐阜站至美合站之間），共2系統。「豐橋高速」本來是1948年5月白紙修正以來已經存在的一般特急改變而成，此「高速」列車在一直定期運行至「高速」列車類別消滅的一刻。另一方面，「美合高速」是在1974年9月白修改正新設，來往東岡崎站、美合站的一般特急改變為「高速」列車。在1982年3月修正降級至急行班次，在1985年3月修正變為豐川線直通急行。
停車站
截至1979年7月29日修正
新岐阜站 - 新一宮站 - 國府宮站 - 新名古屋站 - 金山橋站 - 神宮前站 - （鳴海站） - 知立站 - （新安城站） - 東岡崎站 - （美合站） - 豐橋站
- 新岐阜站至新名古屋站之間的所需時間為27分鐘。新名古屋站至豐橋站之間為55至56分鐘。
- （　）為特別停車站。主要在日間時段，新岐阜站至美合站（東岡崎站）之間的「高速」停特別停車站。
- 另外，在正月時間表（1月1日至2月11日）期間，日間時段來往豐橋站的「高速」列車（及特急列車）會臨時加停國府站。

截至1985年3月14日修正
新岐阜站 - 新一宮站 - 國府宮站 - （須口站） - 新名古屋站 - 金山橋站 - 神宮前站 - （鳴海站） - 知立站 - 新安城站* - 東岡崎站 - （國府站） - 豐橋站
- 新岐阜站至新名古屋站之間的所需時間為27至29分鐘。新名古屋站至豐橋站之間為56至57分鐘。
- （　）為特別停車站。
- *早上數班下行列車於新安城站特別通過。

##### 常滑線、犬山線、各務原線、廣見線
在1974年9月白紙修正前，各線中頻繁的直通班次（常滑線・河和線至犬山線・各務原線・廣見線）中作出了重組。在修正中，河和線系統特急列車於新鵜沼站折返，常滑線系統一般特急中，設有各1班特急分別直通至各務原線和廣見線。這些列車在1977年3月修正中變為「高速」列車，在1982年3月修正後再降級為急行。
停車站（1979年7月29日修正時）
各務原線：新岐阜站 - 新那加站 - 各務原飛行場站 - 三柿野站 - 名電各務原站 - 新鵜沼站
廣見線：御嵩站 - 伏見口站 - 新廣見站 - 日本萊茵今渡站 - 可兒川站 - 西可兒站 - 犬山站
犬山線・名古屋本線・常滑線：新鵜沼站 - 犬山遊園站 - 犬山站 - 古知野站 - 岩倉站 - 新名古屋站 - 金山橋站 - 神宮前站 - 太田川站 - 尾張橫須賀站 - 大野町站 - 常滑站

##### 河和線、知多新線
為了運送剛遷移的日本福祉大學的學生，在1983年3月修正中新設急行列車（平日早上和黃昏各1班，746A列車和3770A列車），當於該新設列車比通常急行的停車站大幅減少，因此新設的列車類別為“快速急行”。這些班次的停車站，也會被形容為“河和線版「高速」”列車。在1988年7月修正中，列車類別確實改為「高速」（列車編號改為746H和3770H）。停車站與“快速急行”的時代相同。1990年10月修正中，此線區內的「高速」廢止，列車降級為急行並加入特別通過站繼續運行。在1992年11月白紙修正中，一般的急行停車站作出戀更。隨後停車站一直都沒有進行變更。
停車站（1988年7月8日修正）
新名古屋站 → 金山橋站 → 神宮前站 → 太田川站 → 知多半田站 → 知多武豐站 → 富貴站 → 上野間站 → 美濱綠苑站 → 知多奧田站 → 野間站 → 內海站
- 746H列車（平日早上）從彌富、新一宮前往內海，在新名古屋站為「高速」。在1990年10月修正中，變更從犬山站出發的急行列車（786A列車）。在1992年11月白紙修正中，取消特別通過站。在1993年8月條正起從新可兒出發（4780A列車）。2003年3月條正從新岐阜、新可兒出發（780A列車）。在2008年12月修正時間表前還設有該列車（778A列車）。
- 3770H列車（平日黃昏）從明智出發前往常滑（5770H列車）。該列車為結併列車，從新名古屋站起為「高速」，在太田川站分離後，5770H列車繼續往常滑，3770H列車前往知多半田站（並轉為急行）。在1992年11月白紙改正中消取特別通過站（3770A、5770E列車）。在1994年3月修正從御嵩出發（3770A・5770E列車）。在1997年4月修正的結併關係中，往內海的列車為主（5770A列車），往常滑的列車為副（8770E列車）。在機場線開業後還存在（在2006年4月修正時，再次把主副關係掉轉）。在末期的班次為從新可兒前往中部國際機場或内海（8780A・5780E列車）。在2008年12月修正中，往內海的班次取消，把剩下的列車改為準急，從新可兒前往中部國際機場（5780F列車）。

##### 臨時系統
豐川線正月時間表是毎年1月實行的臨時時間表。在這時間表中，會臨時增加班次，只於豐川線內行走，這些班次會以優等列車「高速」運行。這些列車在1990年以後變為「全車一般車的特急」，在1996年以後變為「快速急行」。在1999年正月時，取消了這些「快速急行」班次。
停車站
國府站 - 諏訪町站 - 豐川稻荷站
常滑線・競艇臨時列車
在常滑線內的常滑賽艇場舉行賽事時，會設有臨時運行的列車。這些列車會以「高速」列車類別行走。當初是使用「急行」班次，但同時這些臨時班次大幅減少了一般急行停車站。在1988年7月修正中，河和線“快速急行”與上述停車站數目較少的急行改名為「高速」。這些班次包括，在平日和假日於早上10時時段從新名古屋站出發的2班列車（1016H列車，1018H列車），於下午4時時段從常滑站出發的2班列車（1627H列車、1725H列車），共有2往返班次。
在1990年10月修正後，列車類別再改回急行，但停車站和列車編號沒有改變（常滑站出發的1627H列車廢止）。從新名古屋站出發的2班列車後來升級至特急。而從常滑站出發的列車（1725H列車）中，在2001年10月修正時取消了特別通過站，成為一般急行列車（在1999年5月修正起於大江站為特別停車站）。
最後，這些臨時列車於2005年1月白紙修正中消滅。
停車站（1988年7月8日修正）
新名古屋站 - 金山橋站 - 神宮前站 - 太田川站 - 尾張橫須賀站 - 大野町站 - 常滑站

#### 使用車輛
在1977年（登場時）至1980年代前期，使用在當時1500伏特線的車輛運行「高速」。隨後在『高速』的運行線區中限制了使用車輛，使用了5000番台、7000番台的高性能列車或6000番台的通勤型列車。
- 名古屋本線系統 … 基本上會使用設有全景車廂（日语：パノラマカー）的5000系（日语：名鉄5000系電車 (初代)）及以後的高性能列車「SR車」。在1980年代後期，為了主要在『高速』列車運行為目的，設計了5700系・5300系（日语：名鉄5700系電車），以及通勤型的6500系（日语：名鉄6000系電車#6500系），並使用以上新車在「高速」列車上。
- 犬山線與支線系統 … 一般會使用AL車輛（舊型車輛）、設有全景車廂的車輛和通勤型車輛[注釋 46]。但是，由於HL車輛（舊型車身的翻新車輛）的最高速度和加速性能上都比AL車差，因此很少在「高速」上運行，除了在季節性臨時列車，以及部分錯誤運用（代行）的情況下。

### 快速急行（第一代）
名古屋本線在平日早上繁忙時間中，剩下上行1班從新岐阜站前往東岡崎站的「全車一般席特急」（80列車）列車。在1995年4月修正中改類別為「快速急行」（800列車）。因此當時的特急列車只剩下兩種，「全車指定席」和「部分指定席」。此外，新設了3班上行快速急行班次，行走於新一宮站至常滑站之間。方向幕方面，使用了橙色背景和白色寫上快急的文字（些類別當初以2個字標示）。
由於名古屋本線（特別在名古屋至岐阜之間）與JR東海道本線進行競爭，因此以「從中途站起出發」的標語包裝此快速急行。在經歷1996年4月修正、1997年4月修正後增加至8班列車，可是使用率不高。最後在1999年5月修正中廢。而新岐阜站至東岡崎站之間的快速急行（700列車）列車在2003年3月修正時升級至部分特別車的特急列車，快速急行暫時消滅。
在使用車輛方面，800列車使用3500系8卡編成。從新一宮站出發的列車中使用1800・1850系卡2卡編成。在1996年4月修正後，從新一宮站出發的列車增加至4卡編成，增加的車輛為1800・1850系或3500系。
停車站
新岐阜站 - 新一宮站 - 國府宮站 - 新名古屋站 - 金山站 - 神宮前站 - 鳴海站 - 知立站 - 新安城站 - 東岡崎站
2005年1月修正中，在列車類別細分之際。在修正前的「急行」中，只停基本停車站的列車（不停特別停車站）在修正後改為復活類別「快速急行」。截至2005年1月修正時，名古屋本線榮生駅和大里站，常滑線大江站急行列車均通過。與2003年前的設定不相同，使「特急」與「急行」的停車站減少差異（2008年12月修正以起的常滑・空港線系統除外）。

### Liner（快車）
在1990年（平成2年）10月29日，名鐵的「部分指定席」特急開始運行之際，運輸省（現時為國土交通省）中部運輸局指出，對於「指定席」車輛和「一般席」車輛需設有明確的區別。因此「指定席車」中只會使用1000系、8800系和7000系・7700系，這些列車均以特急規格（白帶車）運行。
但是在1991年（平成3年）當時，「全車指定席」特急的列車編成十分緊絀。由列車編成不足，在正月運送豐川稻荷參拜客的列車中，會例外使用7500系6卡固定編成，並全車改為「一般席」，該列車命名為「新春快車」的「快車」（Liner）類別。由於這些「特急」的車輛設備相對較差，當時不會收取310日圓的「座位指定票」，而只收取200日圓的「確保座位票」之新費用類別。
「新春快車」在1993年（平成5年）的正月前還設有運行。由於1000系特急車輛開始加入名鐵的車隊，在1994年（平成6年）以後便再沒有「新春快車」。此外，在「快車」消滅後，部分（例如前後站）車站直至2005年時間表條正前，在機械翻頁顯示牌中還設有「快車」顯示牌。

## 年表
上述的「北阿爾卑斯」、「新春快車」將不會加入在此表中。

### 名鐵成立前
名岐鐵道、愛知電氣鐵道，兩間鐵路公司的路線各自已經設有特急班次行走於主要城市之間。

#### 名岐鐵道
- 1894年（明治27年）6月25日 - 名鐵的前身「愛知馬車鐵道」成立。在成立當時其實是打算成為「電氣鐵道」，但當於未得到許可，因此先成立馬車鐵路公司。2年後由馬轉為電力，公司名稱改為「名古屋電氣鐵道」（名電、名鐵）。
- 1898年（明治31年）5月6日 - 笹島站至縣廳站之間開業。是繼京都電氣鐵道（日语：京都電気鉄道）（後來為京都市電）後，日本第2條電氣化鐵路線。
- 1912年（明治45年）3月29日 - 在此之前只有市內線（電車），在當日起開設第一條郊外線，來往押切站（當時為名古屋一邊的終點站，後來為押切町站（日语：押切町駅））至枇杷島橋站（現時為枇杷島分岔點）之間開業。
- 1921年（大正10年）7月1日 - 名古屋電氣鐵道郊外線和市內線分離，轉讓於（舊）「名古屋鐵道」（第1代名鐵）。
- 1930年（昭和5年）8月20日 - 與美濃電氣軌道（日语：美濃電気軌道）合併，公司名改為「名岐鐵道」（名岐）。
- 1935年（昭和10年）4月29日 - 在昭和天皇的天長節（天皇誕生日）當日，押切町站至新岐阜站（現時為名鐵岐阜站）之間全線開業。同時引入Debo800形（日语：名岐鉄道デボ800形電車）（後來為名鐵Mo800形）[注釋 49]，開始設立特急班次，在該區間中只需34分鐘[125]。當時國鐵名古屋站至岐阜站之間的普通列車需時35至50分鐘。

#### 愛知電氣鐵道
- 1910年（明治42年）11月21日 - 愛知電氣鐵道成立。
- 1912年（明治45年）2月18日 - 傳馬町站（現時已經廢止，位於名古屋市熱田區）至大野站（現時為大野町站）之間開通。
- 1923年（大正12年）8月4日 - 岡崎線（現時為名古屋本線的一部分）直至東岡崎站開通。
- 1924年（大正13年）10月 - 開設特急班次行走於神宮前站至東岡崎站之間，需時只要48分鐘。當時國鐵熱田站至岡崎站之間的普通列車需時56分鐘。
- 1927年（昭和2年）6月1日 - 神宮前站至吉田站（現時為豐橋站）之間全線開通。開設「急行」班次，神宮前方向每日10往返班次，豐橋方向每日8往返班次。另外也設有特急，每日設有1往返班次，中途只停東岡崎站和伊奈站[126]。使用車輛方面，主要使用Deha3080形（日语：愛知電気鉄道電7形電車）。行走「特急」需時63分，「急行」需時72分。當時國鐵線熱田站至豐橋站之間的普通列車需時1小時30至50分鐘[注釋 8]。
- 1930年（昭和5年）9月20日 - 愛電全線的所需時間中，「特急」縮短至60分鐘，「急行」縮短至70分鐘。「特急」增加班次至每日3往返班次[127]。另外設有1往返班次的超特急「朝日」，使用Deha3300形（日语：愛知電気鉄道デハ3300形電車），需時只要57分鐘，設有「大Dosu」的愛稱。

### 名古屋鐵道的成立
- 1935年（昭和10年）8月1日 - 名岐與愛電合併，（新）「名古屋鐵道」（名鐵）成立（在合併的歷程參見「名鐵」成立的歷程條目）。在成立後，舊名岐的路線名為「西部線」，舊愛電的路線名為「東部線」[注釋 50]。
- 1937年（昭和12年） - 當時國鐵引入流線的C55形蒸氣機車（日语：国鉄C55形蒸気機関車），而名鐵以開始引入流線型電動列車。因此，在西部線使用的850系（日语：名鉄850系電車）（通稱「鯰魚」），而東部線使用的3400系（日语：名鉄3400系電車）（通稱「毛蟲」），兩車輛一同引入至名鐵路線中。同時，犬山線和知多線（現時為河和線）開設每日1至2班的特急列車。

### 戰爭與兩路線連結
在1930年代後期起，設有計劃把「西部線」和「東部線」連結為1條鐵路線。西部線於名古屋設有兩個終點站，分別在郊外的押切町站與駛入名古屋市電的柳橋站，但是連結線中將會在鐵道省（後來為日本國有鐵道）名古屋站附近地底新設終點站。
- 1941年（昭和16年）8月12日 - 名古屋站地底終點站新名古屋站（現時為名鐵名古屋站）啟用。駛入名古屋市電的區間（東枇杷島信號站至押切町站之間）廢止。
- 1944年（昭和19年）9月1日 - 在太平洋戰爭的戰況日趨惡化之際，東部線神宮前站經金山站至新名古屋站之間開通，使東部線和西部線的連接在一起。但是由於在架空電纜方面，西部線使用直流（日语：直流電化）600伏特電壓，東部線則使用直流1,500伏特電壓，因此不可以直通運輸，需以金山站為邊界分開兩邊運輸系統。同時，由於戰況惡化，使「特急」暫時消滅。
- 1948年（昭和23年）5月16日 - 西部線的架空電纜升壓至1,500伏特之工程完成（在5月12日實施時間表白紙修正（日语：1986年までの名古屋鉄道ダイヤ改正#1948年5月16日改正）。引入3800系（日语：名鉄3800系電車）[注釋 51]，當日起開設東西路線直通運輸班次。新設「特急」行走於新岐阜站至豐橋站之間，行走需時2小時5分鐘[128]（在國鐵來往岐阜站至豐橋站之間的普通列車需時2小時半至3小時）[注釋 52]。

### 發展與著名列車登場
- 1950年（昭和25年）9月17日 - 實施時間表修正（日语：1986年までの名古屋鉄道ダイヤ改正#1950年9月17日改正）。豐橋站至新岐阜站之間的特急提速。新設三河線和名古屋本線的直通特急，途經知立信號站[129]。
- 1951年（昭和26年）7月15日 - 引入戰後首架特急專用車輛3850系（日语：名鉄3850系電車），在1952年（昭和27年）12月再引入改良型號3900系（日语：名鉄3900系電車）。在1953年以3900系和3400系以4卡編成運行，在同年名古屋本線的特急最高速度提高至100km/h[注釋 53]。
- 1954年（昭和29年）7月 - 為了測試新型控制裝置，其中一環是開發下一代新型車輛（5000系），製造了2904F（Ku2904-Mo3955-Mo3954-Ku2905，5000系設計用試驗車），在進行各種試驗後開始正式營運。
- 1955年（昭和30年）
  - 9月25日 - 實施ダイヤ修正（日语：1986年までの名古屋鉄道ダイヤ改正#1955年9月25日改正）。增加特急、急行的班次，當中主要是在支線直通列車。
  - 12月 - 日本首架中空軸並行型架懸式驅動方式的電動列車，5000系（日语：名鉄5000系電車 (初代)）登場。此列車的設計最高時速為125km/h，為當時日本最先進的高性能電動列車（日语：高性能電車），在此之後成為了全景列車的基本設備。
- 1957年（昭和32年）
  - 9月13日 - 除了新岐阜站車站部分區間（國鐵線橋下部分）外，名古屋本線全線成為複線鐵路。
  - 10月 - 引入5000系電動列車的改良型號5200系，該列車可結併和分離車廂，並且可車廂兩端設有貫通門。
- 1958年（昭和33年）3月16日 - 庄内川橋梁（日语：庄内川橋梁 (名鉄名古屋本線)）的改善工程完成，為提速作出了貢獻。
- 1959年（昭和34年）4月1日 - 實施時間表白紙修正（日语：1986年までの名古屋鉄道ダイヤ改正#1959年4月1日改正）。知立站的配線改善工程完成。引入日本首列為大眾使用的空調車輛5500系（日语：名鉄5500系電車）[130]。5500系在特急至普通列車也會運行，為日本最早在一般車（不需特別費用）提供空調服務的車輛[注釋 54]。此外，名古屋本線的最高時速提升至105km/h，各線也實施了提速[130]。
- 1960年（昭和35年）10月2日 - 實施時間表修正（日语：1986年までの名古屋鉄道ダイヤ改正#1960年10月2日改正）。在假日時間表中，新設了名鐵首條確保座位制列車，特急「長良號」，使用5500系6卡編成，行走於豐橋站至新岐阜站之間。在豐橋一方的2卡車廂為「家庭車廂」的家族專用車輛，但是不需要支付額外的「確保座位費用」[131]。
- 1961年（昭和36年）
  - 6月1日 - 日本國內首列前面瞭望電動列車7000系（日语：名鉄7000系電車）開始營運，名為「全景車廂（日语：パノラマカー）」。
  - 6月12日 - 實施時間表修正（日语：1986年までの名古屋鉄道ダイヤ改正#1961年6月12日改正）。名古屋本線的最高時速為110km/h，新岐阜站至豐橋站之間提速。當時名古屋本線全區間的特急中，所需時間為上行83分鐘，下行85分鐘[132]。
  - 7月23日 - 開設名鐵首列收費座位指定特急「內海號」（使用5500系。來往新岐阜站至河和口站之間），但只限季節性行走。
- 1963年（昭和38年）12月1日 - 實施時間表修正（日语：1986年までの名古屋鉄道ダイヤ改正#1963年12月1日改正）。7000系的改良型號7500系（日语：名鉄7000系電車#7500系電車）登場。本線特急（新岐阜站至豐橋站之間的特急）增加班次至每小時2班[133]。
- 隨後，由於更多的7000系和7500系加入車隊，本線特急、支線直通特急也同時增加班次（換入7000系列）。

### 與私家車競爭之中
- 1964年（昭和39年）
  - 2月 - 部分特急列車以7卡編成運行。新岐阜站至豐橋站之間的特急、急行班次多以使用7000・7500系運行。
  - 9月14日 - 實施時間表修正（日语：1986年までの名古屋鉄道ダイヤ改正#1964年9月14日改正）。本線特急增加至毎小時3班，另外新設西尾線、河和線的定期特急班次[32]。
- 1965年（昭和40年）
  - 3月21日 - 實施時間表修正（日语：1986年までの名古屋鉄道ダイヤ改正#1965年3月21日改正）。新設犬山線定期特急班次[45]。
  - 9月15日 - 實施時間表修正（日语：1986年までの名古屋鉄道ダイヤ改正#1965年9月15日改正）。本線特急增加至毎小時4班，犬山線特急增加至毎小時2班[57]。另外，增強了津島線、蒲郡線的支線特急服務[33]。
  - 12月30日 在新名古屋站至豐橋站之間開設了錯誤使用「高山」的特急（前述）班次。該列車為名鐵首列使用確保座位制度的列車。為了區別此列車的特殊性，因此稱呼為「柴油特急」。
- 1966年（昭和41年）
  - 3月25日 - 實施時間表修正（日语：1986年までの名古屋鉄道ダイヤ改正#1966年3月25日改正）。新設豐川線、舉母線的特急。於三河線內直通的特急，以“快速特急”的愛稱開始運行[34]。
  - 12月25日 - 實施時間表修正（日语：1986年までの名古屋鉄道ダイヤ改正#1966年12月25日改正）。特急增加班次，本線、犬山線的特急在日間設有毎小時4班。津島線、常滑線、河和線、西尾線、蒲郡線、廣見線和八百津支線的特急為毎小時2班[134][135]。
- 1967年（昭和42年）8月22日 - 實施時間表修正（日语：1986年までの名古屋鉄道ダイヤ改正#1967年8月22日改正）。本線系的路線中把急行廢止，把急行整合至特急或準急之中。另外，新設名古屋本線新岐阜站至新安城站之間的西尾線直通特急，特急毎小時設有6班[136]。結果，在本線系的路線中，新設和增加了特急班次。
- 1968年（昭和43年）8月26日 - 實施時間表修正（日语：1986年までの名古屋鉄道ダイヤ改正#1968年8月26日改正）。本線特急的7500系以110km/h定速運輸（日语：定速運転）（S速度。7000系為A速度）。當時7500系卡8卡固定編成運行。
- 1969年（昭和44年）7月6日 - 實施時間表修正（日语：1986年までの名古屋鉄道ダイヤ改正#1969年7月6日改正）。在毎小時4班行走的特急中，1往返班次於知立站通過。其通過列車在新名古屋站至豐橋站之間需時從52分鐘縮短至50分鐘[137]，並設定為新列車類別快速特急[63]。
- 1970年（昭和45年）12月25日 - 實施時間表修正（日语：1986年までの名古屋鉄道ダイヤ改正#1969年7月6日改正）。快速特急廢止，使本線特急再次於知立站停車。所要時間回到7000系標準，行走名古屋本線全區間的所需時間為81分鐘，此時間基本上直至1990年都維持不變。7500系縮短至6卡編成，但增加了編成數目。犬山線特急中，增加了岩倉站[138]。當時除了柴油特急以外，在通勤時段增加數班確保座位特急。與現時JR的「回家快車（日语：ホームライナー）」性質相近。
- 1973年（昭和48年）4月 - 7000系車頭形狀為貫通型的7700系（日语：名鉄7000系電車#7700系電車）登場。
- 1974年（昭和49年）9月17日 - 實施時間表白紙修正（日语：1986年までの名古屋鉄道ダイヤ改正#1974年9月17日改正）。受第一次石油危機影響，鐵路乘客有所增加，因此鐵路時間表中轉為「地區密集型」。大幅增加急行班次，本線特急4往返班次中2往返班次降級為急行，而特急的2住返班次是行走於美合站・東岡崎站至新岐阜站之間。而座位指定特急中，全區間設有毎小時1至2往返班次。除座位指定特急班次外，特急停車站加設國府宮站和古知野站（現時為江南站）[139][94]。
- 1975年（昭和50年）9月16日 - 實施時間表白紙修正（日语：1986年までの名古屋鉄道ダイヤ改正#1975年9月16日改正）。犬山線特急的一半班次（即是2班），以及尾西線森上站的直通特急和河和線特急均降級為急行列車[101]。

### 新設「高速」

特急系統圖（1986年前名古屋鐵道時間表修正#1985年3月14日修正）。

- 1977年（昭和52年）3月20日 - 實施時間表修正（日语：1986年までの名古屋鉄道ダイヤ改正#1977年3月20日改正）。列車類別進行重組，特急為只使用座位指定車輛，在座位指定特急以外的特急改名為「高速（日语：高速 (列車)）」[140]。在名古屋本線日間每小時中，設有特急2往返班次（新岐阜站至豐橋站之間1往返班次，新岐阜站至蒲郡站之間1往返班次），高速新岐阜站至豐橋站之間2往返班次，新岐阜站至美合站之間2往返班次，高速合共設有4往返班次，急行設有2往返班次。高速使用6000系運行並設有特別停車。高速在新岐阜站至豐橋站之間的基本所需時間為86分鐘（特急在當時需要80分鐘）。
- 1980年（昭和55年）6月5日 - 知多新線全線開通。開設新名古屋站至內海站之間的特急班次[141]。
- 1982年（昭和57年）3月21日 - 實施時間表修正（日语：1986年までの名古屋鉄道ダイヤ改正#1982年3月21日改正）。特急增加至毎小時2班，高速列車來往新岐阜站至美合站之間的2往返班次降級為急行列車[95]。同時，7000系升級至可供座位指定特急班次使用，此升級同時在電動列車車身中塗上白帶，被稱為「白帶車」。同年5月17日的時間表修正中，國鐵東海道本線開設使用117系運行的快速「東海快車」。這個列車升級可說是為了國鐵而準備。
- 1983年（昭和58年）
  - 3月18日 - 實施時間表修正（日语：1986年までの名古屋鉄道ダイヤ改正#1983年3月18日改正）。知多奧田站升級至特急停車站。新設每小時1班西尾線、津島線特急列車[142]。
  - 6月10日 - 在乘坐名鐵特急時，女性乘客會附上「全景伴侶」的名稱，開始了名鐵特急一種客戶服務。
  - 11月24日 - 特急的座位指定票在12月1日班次起，使用電腦和網絡進行發售。
- 1984年（昭和59年）12月15日 - 開始使用8800系（日语：名鉄8800系電車）「全景DX」運行豪華特急班次[143]。
- 1985年（昭和60年）9月15日 - 實施時間表修正（日语：1986年までの名古屋鉄道ダイヤ改正#1985年9月15日改正）。從明治村口站出發的特急改於新鵜沼站出發[144]。

### 國鐵民營化後的對抗
- 1986年（昭和61年）
  - 6月 - 高速、急行用的車輛，5300系・5700系（日语：名鉄5700系電車）登場。
  - 11月1日 - 國鐵實施最後的大規模時間表修正（日语：1986年11月1日国鉄ダイヤ改正），大幅增加快速、普通列車班次。在此之前，名鐵特急已經獨佔中京地區鐵道輸送，但是在當日起國鐵開始也真正加入競爭，該時間表修正為競爭的第一步。
- 1987年（昭和62年）
  - 2月2日 - 為了增強支線直通網絡，實施時間表白紙修正（日语：1987年から2004年までの名古屋鉄道ダイヤ改正#1987年2月2日改正）[145]。
  - 4月1日 - 伴隨國鐵分割民營化，東海旅客鐵道（JR東海）成立。
- 1988年（昭和63年）7月8日 - 實施時間表修正（日语：1987年から2004年までの名古屋鉄道ダイヤ改正#1988年7月8日改正）。為了記念名鐵名古屋本線新岐阜站至豐橋站之間直通運輸開始40周年，同時為了與東海道本線的新快速競爭。因此引入了座位指定特急專用的1000系（日语：名鉄1000系電車）「全景super」。在同日的時間表修正中開始運輸。此外，柴油特急在名鐵線內暫時消滅。
- 1989年（平成元年）7月15日 - 實施時間表修正（日语：1987年から2004年までの名古屋鉄道ダイヤ改正#1989年7月15日改正）。本線特急統一使用1000系[146]。
- 1990年（平成2年）10月29日 - 實施時間表修正（日语：1987年から2004年までの名古屋鉄道ダイヤ改正#1990年10月29日改正）。「高速」整合至「特急」，名古屋本線特急中，把一般席（自由席）車與指定席車結併，成為部分指定席特急班次。此外，只限1000系編成的列車（全車指定席），其最高速度提升至120km/h[147]。
  - 特急中，當時設有3類，分別為全車指定席、部分指定席、全車一般席[注釋 55]。
  - 在日間的本線特急均成為部分指定席特急，因此由特急和高速整合的部分指定席特急設有毎小時4班。
- 1991年（平成3年）10月21日 - 實施時間表修正（日语：1987年から2004年までの名古屋鉄道ダイヤ改正#1991年10月21日改正）。由於1000系本來整列是指定席車，因此需把部分改裝為一般席車，由原來1000系的固定編成改至1200系（日语：名鉄1000系電車#1200系），另外再引入增加車廂時用的1800系（日语：名鉄1000系電車#1800系・1850系）2卡編成[注釋 56]。
- 1992年（平成4年）11月24日 - 實施時間表修正（日语：1987年から2004年までの名古屋鉄道ダイヤ改正#1992年11月24日改正）。部分指定席特急的編成統一為1000系+1200系（+1800系），最高速度統一為120km/h。為了與JR進行對抗，本線特急設有毎小時4班，當中1班於知立站通過以提升速度[148]。
- 1993年（平成5年）8月12日 - 實施時間表修正（日语：1987年から2004年までの名古屋鉄道ダイヤ改正#1993年8月12日改正）。再次開設豐川線定期特急班次。西尾線的特急延長至吉良吉田站[149]。
- 1995年（平成7年）4月5日 - 實施時間表修正（日语：1987年から2004年までの名古屋鉄道ダイヤ改正#1994年4月5日改正）。全車一般席的特急改為新類別「快速急行」[150]。
- 1997年（平成9年）4月5日 - 實施時間表修正（日语：1987年から2004年までの名古屋鉄道ダイヤ改正#1997年4月5日改正）。JR成立之來，名古屋本線特急的速度一直積極提高。當時新岐阜站至新名古屋站之間最快只需23分30秒（表定速度82.5km/h），新名古屋站至豐橋站之間為47分30秒（85.9km/h），全區間所需時間為71分30秒（83.7km/h），這是名鐵最快的記錄[注釋 57]。
- 1999年（平成11年）
  - 4月1日 - 隨著制定男女雇用機會均等法（日语：男女雇用機会均等法）實施，「全景伴侶」的名稱消滅。
  - 5月10日 - 實施時間表修正（日语：1987年から2004年までの名古屋鉄道ダイヤ改正#1999年5月10日改正）。引入1600系（日语：名鉄1600系電車）「全景super」，特急列車中只限使用專用車輛（1000系・8800系・1600系），而急行、普通列車中加入了曾經為專用車輛的7000系和7700系，並不再設有「白帶車」[151]。同時，「指定席票」改名為「特別車輛票」（μ-Ticket（日语：ミューチケット）），「指定席車」改名為「特別車」，「一般席車」改名為「一般車」。此外，名鐵在方針上由與JR在速度上的競爭變為在地域之間的運輸。因此在知立站通過的特急廢止，國府宮站成為特急停車站。
- 2000年（平成12年）3月21日 - 實施時間表修正（日语：1987年から2004年までの名古屋鉄道ダイヤ改正#2000年3月21日改正）。在毎小時4班的本線特急中，2班加停新安城站，另外2班加停國府站。
  - 這是為入考慮讓乘客轉乘豐川線而加於該車站，同時特急的運輸形態由城市間高速運輸重視的「點對點」，變為地區之間互相運輸重視的「線運輸」。這個變化的第一步。
- 2001年（平成13年）10月1日 - 實施時間表修正（日语：1987年から2004年までの名古屋鉄道ダイヤ改正#2001年10月1日改正）。木田站與勝幡站成為特急停車站[152]。
- 2003年（平成15年）3月27日 - 實施時間表修正（日语：1987年から2004年までの名古屋鉄道ダイヤ改正#2003年3月27日改正）。「快速急行」廢止（2005年以只一型式復活）。此外，可兒川站成為特急停車站し[153]，使特急在廣見線內的西可兒至新可兒站之間各站停車。

### 機場線啟用與部分特別車的運用擴大
- 2005年（平成17年）
  - 1月29日 - 除著機場線啟用，實施時間表白紙修正（日语：2005年からの名古屋鉄道ダイヤ改正#2005年1月29日改正）。引入2000系（日语：名鉄2000系電車）「μ-SKY」和2200系（日语：名鉄2200系電車）。此外，停車站的類別再次重組，加入新類別「快速特急」。
    - 名古屋本線在新安城站和國府站通過的列車定為「快速特急」，在該2站停車為「特急」。
    - 此外，直通至機場線中，在神宮前站至中部國際機場站之間不停站的列車為「快速特急」，停太田川站、常滑站及線內主要車站的列車為「特急」[注釋 58]。
    - 在運行系統中，新鵜沼站・名鐵岐阜站至中部國際機場站之間設有毎小時1班全車特別車的「快速特急」，同時設有新鵜沼站至河和站・內海站之間設有毎小時各1本的特急，其中1班會以名鐵名古屋為終起點站[注釋 59]。

  - 3月22日 - 由於機場線的使用人次比預想多，使車廂擁堵。隨即實施部分時間表修正（日语：2005年からの名古屋鉄道ダイヤ改正#2005年3月22日改正）。增加列車班次。同時新設從中部國際機場站出發的尾班列車，為全車一般車的特急[86]。
- 2007年（平成19年）6月30日 - 實施時間表修正（日语：2005年からの名古屋鉄道ダイヤ改正#2007年6月30日改正）。本線特急中，部分改用2200系。此外，河和站至新鵜沼站之間的班次中，大部分特急班次變為部分特別車。
- 2008年（平成20年）
  - 6月29日 - 實施時間表修正（日语：2005年からの名古屋鉄道ダイヤ改正#2008年6月29日改正）。西尾、津島線的全車特別車特急降級為快速急行（隨後的修正中再降級為急行）。津島線特急暫時廢止。西尾線特急變成部分特別車。因此1600系暫時沒有定期班次使用[154][155]。
  - 12月27日 - 實施時間表修正（日语：2005年からの名古屋鉄道ダイヤ改正#2008年12月27日改正）。引入1700系（日语：名鉄2200系電車#1700系）。此外，來往機場的2000系，使用全車特別車的「快速特急」、「特急」統一改名為新類別「μ-SKY」。因此所有特急列車班次均為部分特別車[13]。隨著此變更，在早上和深夜行走的「全車一般車」的特急改為快速急行[13]。
    - 阿久比站和青山站成為特急停車站，柏森站和太田川站成為快速特急停車站[156]。
    - 在此時間表修正中，1000系4連（全車特別車）和前特急車7000系不再行走。
- 2009年（平成21年） - 隨著修改特急政策，1000系中的全車特別車，共15編成60架車輛於2009年度退役。而使用1000系的機器的通勤型車輛，「新5000系（日语：名鉄5000系電車 (2代)）」在2009年度新製14編成共56架車輛。
- 2011年（平成23年）3月26日 - 實施時間表修正（日语：2005年からの名古屋鉄道ダイヤ改正#2011年3月26日改正）。在平日早上往中部國際機場的部分μ-SKY改為快速急行，在同時段的名古屋本線、犬山線、河和線往名古屋方向的特急列車增加班次。此外，河和線、知多新線（以上2路線只限平日日間時段）、名古屋本線（東岡崎站以西）、常滑線、機場線（以上3路線只限深夜時段）開始增加全車一般車的特急班次。

## 注腳

### 電子資料
- “豊川線 路線・駅情報（页面存档备份，存于）”、名古屋鐵道，2014年8月23日參閲。
- “一部特別車特急の全車一般車運用について（お詫び）”、名古屋鉄道（互聯網檔案館。2018年7月14日瀏覽）、2018年7月15日參閲}
- “名鉄で一部の特急列車が全車一般車で運転される（页面存档备份，存于）”、 railf.jp - 交友社， 2018年7月15日參閲。
- "3月16日（土）に一部ダイヤ改正を実施します（页面存档备份，存于）"(PDF)，名古屋鐵道，2019年1月24日參閲。

### 書籍
- 名古屋鐵道株式會社社史編纂委員會 『名古屋鉄道社史』 名古屋鐵道 1961年5月
- 名古屋鐵道廣報宣傳部（編） 『名古屋鐵道百年史』 名古屋鐵道 1994年
- 藤野政明（解説）『保存版 知多半島の名鉄90年 ―常滑線・河和線・知多新線それぞれの歩みをたどる90年のドラマ』 鄉土出版社 1999年 ISBN 978-4876701193
- 神谷力（編） 『三河を走って85年―三河線・挙母線とともに歩んだ郷土の歴史と文化』 鄉土出版社 2000年 ISBN 978-4876701292
- 德田耕一 『名鉄の廃線を歩く―愛執の30路線徹底調査』 JTB 2001年 ISBN 978-4533039232
  - 新實守 「三鉄ものがたり」pp.139-169
- 白井良和・井上廣和 『私鐵之車輛11 名古屋鐵道』 Neko出版 2002年（復刻版） ISBN 978-4873662947
- 德田耕一 『新版 まるごと名鉄ぶらり沿線の旅』 七賢出版 1997年 ISBN 978-4883043323
- 德田耕一 『まるごと名鉄 ぶらり沿線の旅 NEXT』 河出書房新社 2005年 ISBN 978-4309224305
- 德田耕一 『名古屋の電車 ぶらり旅して ここが気になる』 河出書房新社 2008年 ISBN 978-4309224763
- 德田耕一 『名鐵 名稱列車之軌跡』 JTB出版 2009年 ISBN 978-4533076732
- 『私鐵特急年鑑：大手・準大手15社運転概要・車両ガイド』Ikaros出版 2010年 ISBN 978-4863203082
- 今尾惠介、原武史（監修） 『日本鐵道旅行歴史地圖帳 7號 東海―全線全駅全優等列車』 新潮社 2010年 ISBN 978-4107900418
- 德田耕一 『まるごと名古屋の電車 ぶらり沿線の旅 名鉄・地下鉄（名市交）ほか』 河出書房新社 2011年 ISBN 978-4309225456
- 德田耕一 『まるごと名古屋の電車 激動の40年: 愛知・三重・岐阜 昭和後期 - 平成 鉄道の記録』 河出書房新社 2014年 ISBN 978-4309226101

### 時間表
- 『愛知電鐵 電車時刻表 昭和2年6月1日改正』 名鐵資料館〈名鐵電車時間表復刻系列〉、1998年。
- 『名鐵電車・巴士時間表 No.1』名古屋鐵道株式會社廣報宣傳部 1984年
- 『名鐵電車・巴士時間表 Vol.2』名古屋鐵道株式會社廣報宣傳部 1985年
- 『名鐵電車・巴士時間表 Vol.3』名古屋鐵道株式會社廣報宣傳部 1986年
- 『名鐵時間表 Vol.5』名古屋鐵道株式會社廣報宣傳部 1988年
- 『名鐵時間表 Vol.7』名古屋鐵道株式會社廣報宣傳部 1990年
- 『名鐵時間表 Vol.9』名古屋鐵道株式會社廣報宣傳部 1992年
- 『名鐵時間表 Vol.10』名古屋鉄道株式会社交通事業本部 1993年
- 『名鐵時間表 Vol.11』名古屋鉄道株式会社交通事業本部 1994年
- 『名鐵時間表 Vol.14』名古屋鉄道株式会社交通事業本部 1997年
- 『名鐵時間表 Vol.16』名古屋鉄道株式会社交通事業本部 1996年
- 『名鐵時間表 Vol.18』名古屋鉄道株式会社交通事業本部 2001年
- 『名鐵時間表 Vol.19』名古屋鉄道株式会社交通事業本部 2003年
- 『名鐵時間表 Vol.20』名古屋鉄道株式会社交通事業本部 2005年
- 『名鐵時間表 Vol.21』名古屋鉄道株式会社交通事業本部 2006年
- 『名鐵時間表 Vol.22』名古屋鉄道株式会社交通事業本部 2007年
- 『名鐵時間表 Vol.23』名古屋鉄道株式会社交通事業本部 2008年
- 『名鐵時間表 Vol.24』名古屋鉄道株式会社交通事業本部 2008年
- 『名鐵時間表 Vol.26』名古屋鉄道株式会社交通事業本部 2011年

### 雜誌、新聞
- 『鐵道畫刊（日语：鉄道ピクトリアル）』 鐵道圖書刊行會（日语：電気車研究会）
  - 名古屋鐵道 「名古屋鐵道之現勢」 1971年1月號（通卷246號） pp.4-11
  - 清水武 「名古屋鐵道各線相互之直通運輸」 1971年1月號（通卷246號） pp.61-64
  - 名古屋鐵道廣報室 「名古屋鐵道之現勢」 1979年12月號（通卷370號） pp.6-14
  - 名古屋鐵道（文責：清水武） 「質問に答える」 1979年12月號（通卷370號） pp.156-157
  - 志甫裕「輸送と列車運転の現況」 1986年12月號（通卷473號） pp.14-19
  - 白井良和 「トピック・フォト（中部）」 1988年9月號（通卷500號） p.97
  - 德田耕一 「1993年8月 地下鉄鶴舞線全通と名鐵時間表修正」 1993年10月號（通卷581號） pp.57 - 61
  - 寺澤秀樹 「運送和運輸 近年之動向」 1996年7月號（通卷624號） pp.24-34
  - 白井良和 「名鉄に見る運転と施設の興味」 1996年7月號（通卷624號） pp.113-117
  - 德田耕一 「2001年10月1日 名古屋鉄道ダイヤ改正」 2002年1月號（通卷712號） pp.137 - 139
  - 德田耕一 「2003.3.27 名古屋鉄道ダイヤ改正」 2003年6月號（通卷732號） pp.69 - 71
  - 德田耕一 「名古屋鉄道空港線開業―1月29日名鐵時間表修正」 2005年5月號（通卷761號） pp.114 - 117
  - 德田耕一 「名古屋鉄道ダイヤ改正補遺―3月22日ダイヤ一部変更」 2005年8月號（通卷764號） pp.108 - 109
  - 福田衛司 「運送和運輸 近年之動向」 2006年1月號（通卷771號） pp.28-38
  - 清水武 「名古屋鉄道の輸送・運転業務に携わって」 2006年1月號（通卷771號） pp.124-131
  - 白井良和 「名鉄に見る戦後のダイヤと運転」 2006年1月號（通卷771號） pp.136-141
  - 太田貴之 「運送和運輸 近年之動向」 2009年3月號（通卷816號） pp.36-47
  - 豐田浩基 「名古屋鉄道 列車運転の興味」 2009年3月號（通卷816號） pp.234-242
- 『鐵道雜誌（日语：鉄道ファン (雑誌)）』 交友社（日语：交友社）
  - 松井崇 「57-3 名鐵時間表修正」 1982年6月號（通卷254號） pp.114-117
  -  「POST」 2011年7月號（通卷603號）
  - 二村昌宏 「POST」 2015年9月號（通卷653號） p.158
- 中日新聞
  - “名鉄電車がダイヤ改正 22日から実施 特急中心に組み替え 終電、繰り下げる”，1967年8月15日11版，12面
  - “名鉄がダイヤ全面改正 17日から『急行』を復活”，1974年9月9日黃昏刊D版，1面

## 外部連結
- 名鐵官方網站（页面存档备份，存于）（日語）
- 名鐵網上預約服務（页面存档备份，存于）（日語）